# Роскосмос
Госуда́рственная корпора́ция по косми́ческой де́ятельности «Роско́смос» (сокращённое название — Госкорпора́ция «Роско́смос») — российская государственная корпорация, управляющая космической отраслью страны, созданная в 2015 году путём преобразования Федерального космического агентства «Роскосмос».
«Роскосмос» осуществляет функции по обеспечению реализации государственной политики и правовому регулированию, оказанию государственных услуг и управлению государственным имуществом в сфере космической деятельности.
«Роскосмос» берёт начало в Министерстве общего машиностроения СССР и является его правопреемником, как и Федерального космического агентства «Роскосмос», «Российского космического агентства», «Российского космического агентства при Правительстве Российской Федерации», «Российского авиационно-космического агентства». В его состав входят предприятия и научные организации, созданные ещё в советскую эпоху.
Корпорация активно сотрудничает с Министерством обороны Российской Федерации, Министерством сельского хозяйства Российской Федерации, корпорацией Росатом, Национальным агентством по космическим исследованиям Беларуси и другими, а также с учебными заведениями с целью подготовки новых кадров.
Основными направлениями деятельности корпорации являются: пилотируемая космонавтика, исследование планет, изучение Солнца, астрофизика и создание искусственных спутников Земли.
Одним из важных направлений деятельности корпорации является развитие туризма, как на Земле, так и в космосе.
С 1992 по 2015 годы Россия ежегодно являлась мировым лидером по количеству ежегодных успешных запусков ракет, в общей сложности 19 лет (лишь пять лет (с 1996 по 1999 год, 2003 год) уступая США), удерживая примерно по 30—40 % мирового рынка пусковых услуг.
«Роскосмос» сотрудничает с другими космическими агентствами, такими как НАСА И ЕКА. Осуществляя вывод на орбиту иностранных спутников, совместную работу в рамках МКС, включающую доставку иностранных космонавтов на станцию, изготовление и поддержание в рабочем состоянии оборудования, заказанного за рубежом.
Офис «Роскосмоса» располагается в Москве. Центр управления полётами находится в городе Королёве. Центр подготовки космонавтов располагается в подмосковном Звёздном городке.
«Роскосмосом» используются космодромы: «Байконур», «Восточный» и «Плесецк».
Руководитель назначается и увольняется президентом Российской Федерации; действующим главой корпорации является с февраля 2025 года Дмитрий Баканов.

## История

### Министерство общего машиностроения СССР

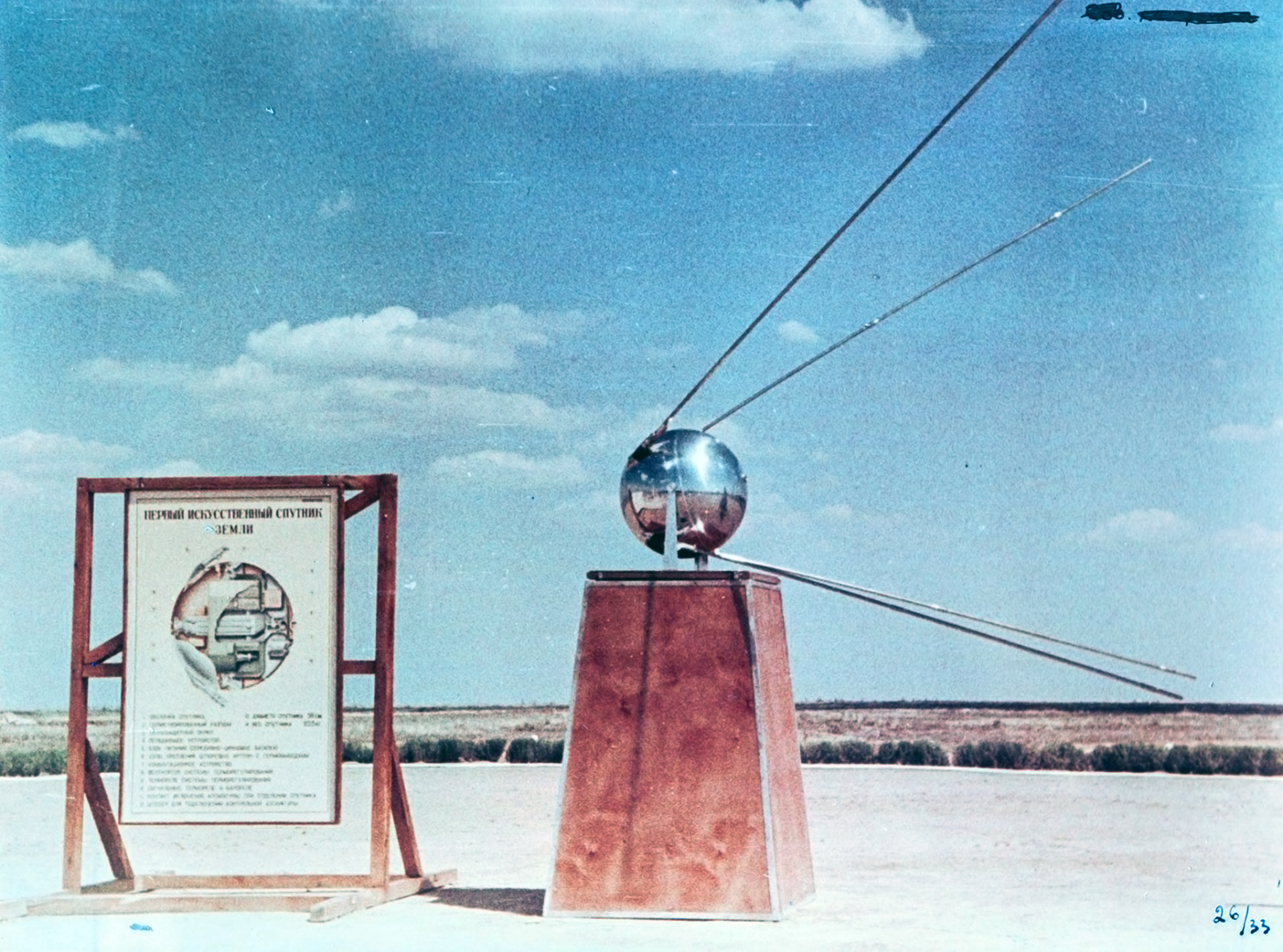
Макет Спутника-1, запущенного 4 октября 1957 года с космодрома Байконур

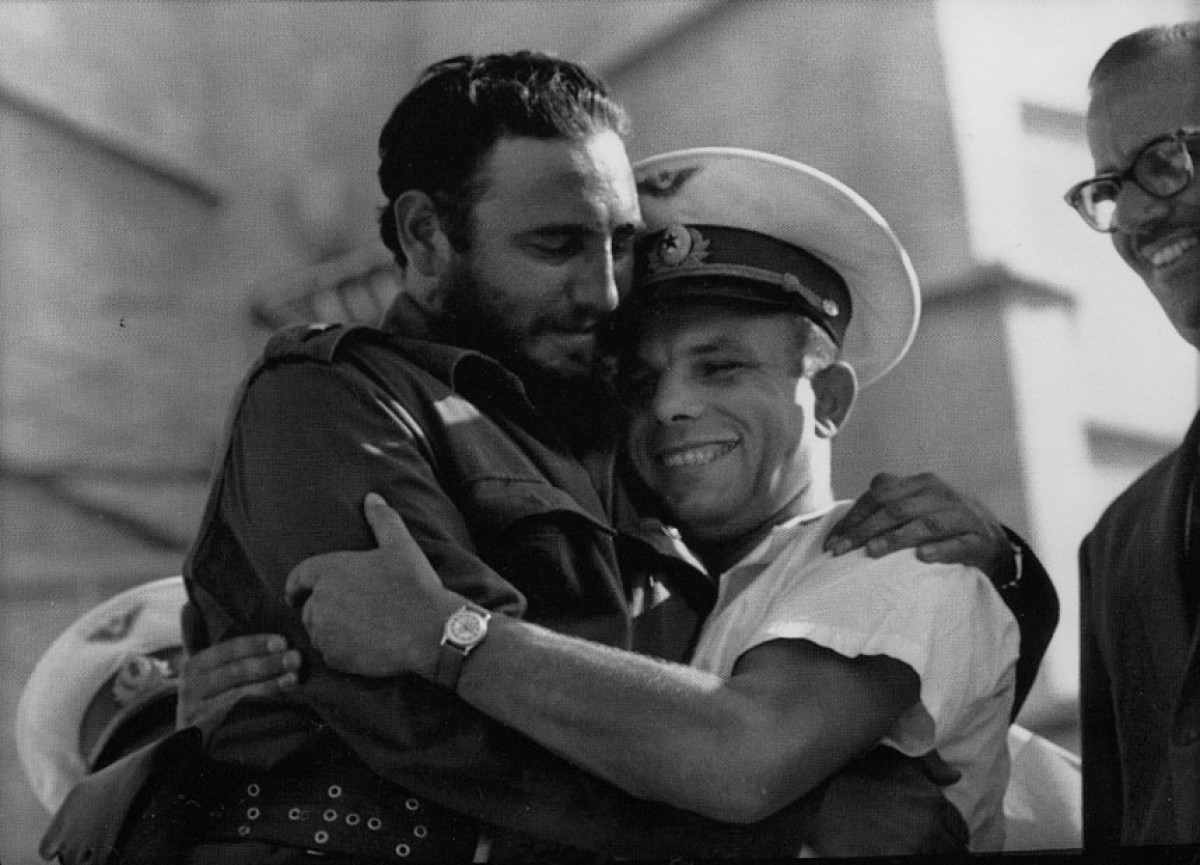
Фидель Кастро и Юрий Гагарин

Первой структурой, управляющей космической отраслью страны, было Министерство общего машиностроения СССР (Минобщемаш), образованное 2 апреля 1955 года Указом ВС СССР на базе «Министерства авиационной промышленности», «Министерства вооружения» и «Министерства сельскохозяйственного машиностроения». Первым министром назначен генерал-майор инженерно-артиллерийской службы Пётр Николаевич Горемыкин, занимавший до этого пост министра сельскохозяйственного машиностроения СССР. 10 мая 1957 года объединено с Министерством оборонной промышленности СССР.
До момента образования Минобщемаша его функции выполняли в разное время другие министерства и РККА, в чьём ведении находились образующие организации, такие как Газодинамическая лаборатория, Реактивный институт (ныне Исследовательский центр имени М. В. Келдыша), Группа изучения реактивного движения и Центральный научно-исследовательский институт машиностроения.
Министерство общего машиностроения СССР вновь образовано как самостоятельное ведомство 2 марта 1965 года Указом Президиума Верховного Совета СССР, путём выделения из «Государственного комитета по оборонной технике» (ГКОТ). Руководителем министерства стал Сергей Александрович Афанасьев. В 1983 году министерство возглавил кандидат технических наук Олег Дмитриевич Бакланов.
С 6 февраля 1985 года в Министерстве функционировало управление по созданию и использованию космической техники для народного хозяйства, научных исследований и международного сотрудничества в мирном освоении космоса «Главкосмос СССР».
С 1988 года место министра занял Виталий Хуссейнович Догужиев, а в 1989 году его на этом посту сменил Олег Николаевич Шишкин, ставший последним руководителем «Министерства общего машиностроения СССР».
Символами советского периода работы министерства могут считаться космодром Байконур, первый искусственный спутник Земли, запущенный 4 октября 1957 года, запущенный 3 ноября 1957 года второй спутник с живым существом на борту, состоявшийся 12 апреля 1961 года первый полёт человека в космос, первый выход человека в открытый космос 19 марта 1965 года, орбитальная станция «Мир» и космический корабль «Буран».

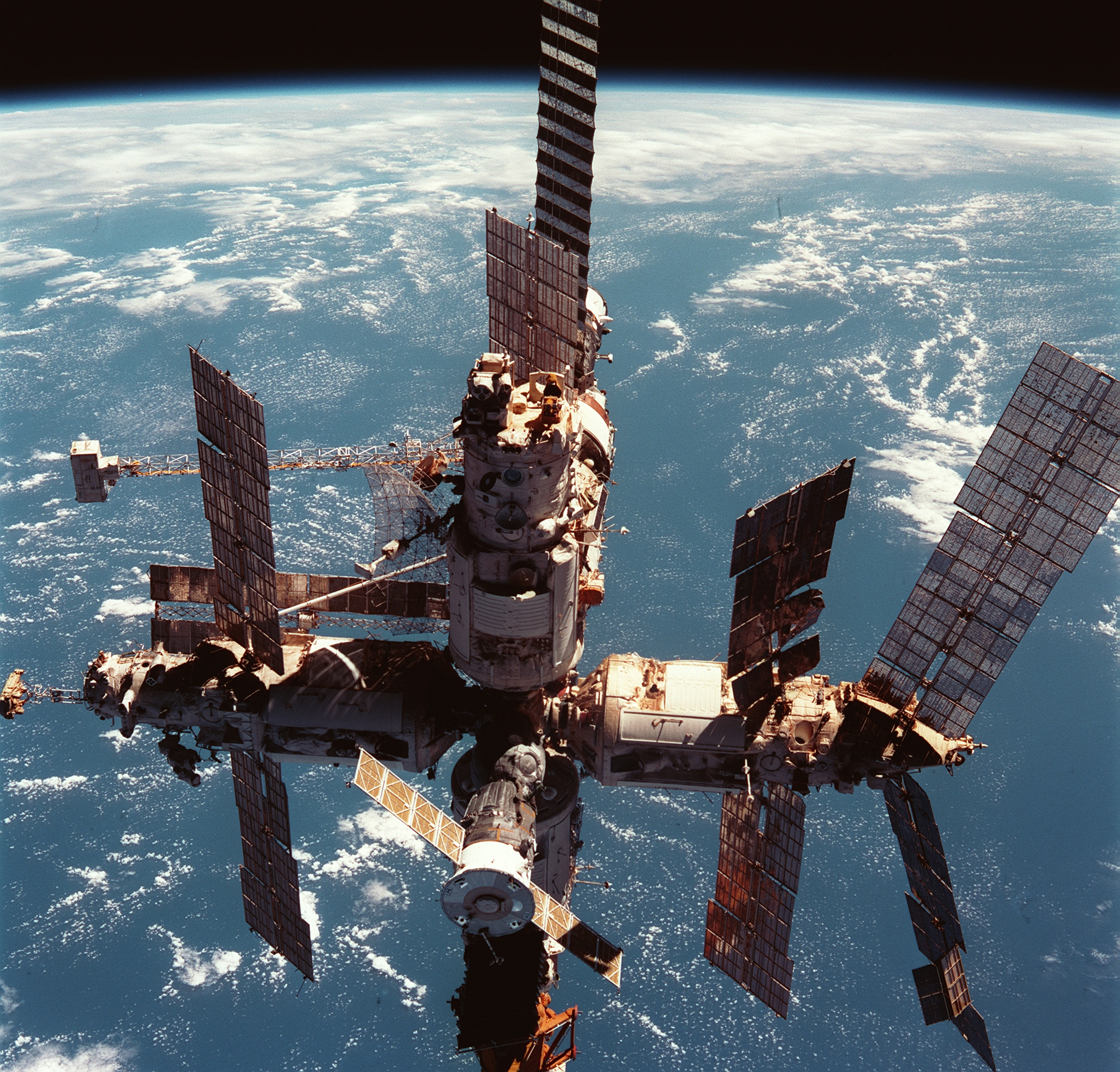
Советская орбитальная станция «Мир»

25 декабря 1990 года указом № 601, в рамках подготовки к преобразованию министерства, была создана АО «Корпорация Рособщемаш», учредителями которой стали 112 предприятий космической отрасли. В 1991 году министр «Минобщемаш» Олег Шишкин стал директором «Рособщемаш», а его заместитель Юрий Коптев становится вице-президентом корпорации, созданной на базе 7 и 9 управления Министерства общего машиностроения СССР, отвечавших за гарантийный и авторский надзор за ракетным вооружением. Совет директоров ОАО «Рособщемаш», объединяющий предприятия ракетно-космического комплекса, возглавил бывший министр Олег Дмитриевич Бакланов. По состоянию на 2016 год входит в состав Роскосмоса.
Одной из причин упразднения министерства послужило участие его бывшего министра Олега Бакланова в ГКЧП в 1991 году, другой — распад СССР, в результате которого часть имущества космической отрасли оказалась на территории независимых государств, и финансовый кризис, который не позволял дальше осуществлять советскую модель управления, которая предполагала дублирование производств и производимого оборудования. Рассматривались планы по созданию постсоветского аналога ЕКА, партнёрской аэрокосмической организации, однако эта инициатива не пошла дальше обсуждения, и 14 ноября 1991 года Министерство общего машиностроения, курирующее всю ракетно-космическую отрасль, было упразднено.

### Российское космическое агентство при Правительстве РФ

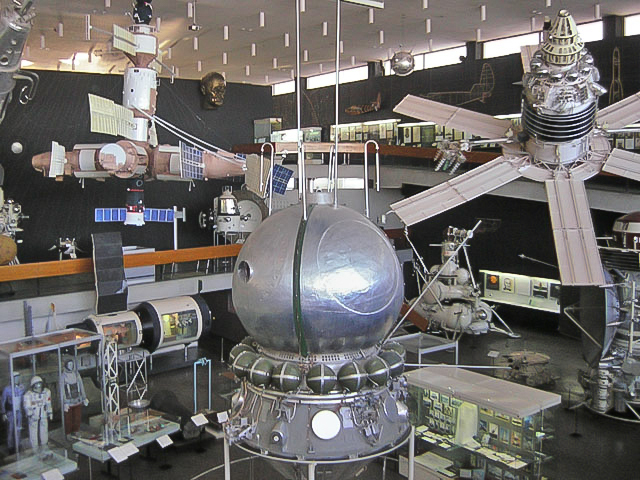
Зал ракетно-космической техники Государственного музея истории космонавтики имени К. Э. Циолковского

25 февраля 1992 года указом Президента Российской Федерации № 185 от 25 февраля 1992 года «О структуре управления космической деятельностью в Российской Федерации» образовано Российское космическое агентство при Правительстве РФ, являющееся органом государственного управления, реализующим государственную политику России в космосе. Тем же приказом была определена предельная численность организации в размере 220 человек, количество заместителей (4) генерального директора и число членов коллегии (11). А также то, что агентство является правопреемником упразднённого Министерства общего машиностроения СССР в части реализации международных договоров и соглашений по космосу и использования научно-технического задела по космической технике. Агентству было выделено здание министерства на Миусской площади, дом 3 (левая башня), с необходимым оборудованием и имуществом, рабочей площадью 2570 м².

### Российское космическое агентство

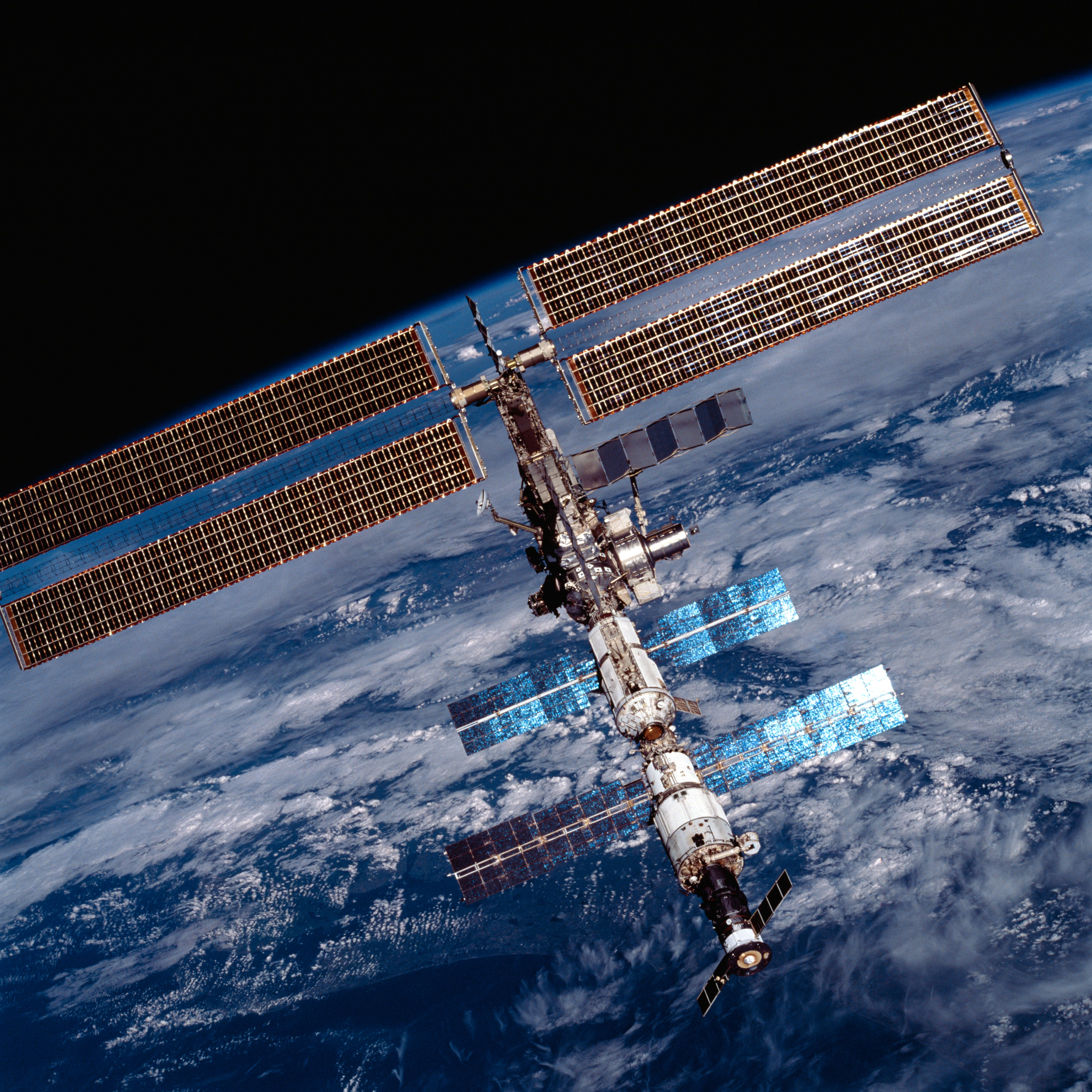
МКС

Логотип Российского космического агентства, 1992 год

30 сентября 1992 года Российское космическое агентство при Правительстве РФ реорганизовано в Российское космическое агентство (РКА). Генеральным директором Российского космического агентства 26 октября 1992 года был назначен Юрий Коптев, который занимал эту должность до 22 июня 2004 года.
В 1994 году был основан «Центр эксплуатации объектов наземной космической инфраструктуры». В 1996 году было основано предприятие Космотранс, обслуживающее железнодорожную инфраструктуру космодрома «Байконур».
В 1997 году Российское космическое агентство поддержало Международный общественный научно-просветительский космический проект «Знамя Мира», в рамках которого полёты на станцию «Мир» проводились под Знаменем Мира.
Отсутствие денежных средств и ориентация на сближение с западом привели к затоплению советской космической станции «Мир», а также к тому, что проект станции «Мир-2» так и не был реализован, а лёг в основу МКС, чей первый блок «Заря»(«Салют-9») был изготовлен Россией на деньги США и запущен 20 ноября 1998 года.

### Российское авиационно-космическое агентство

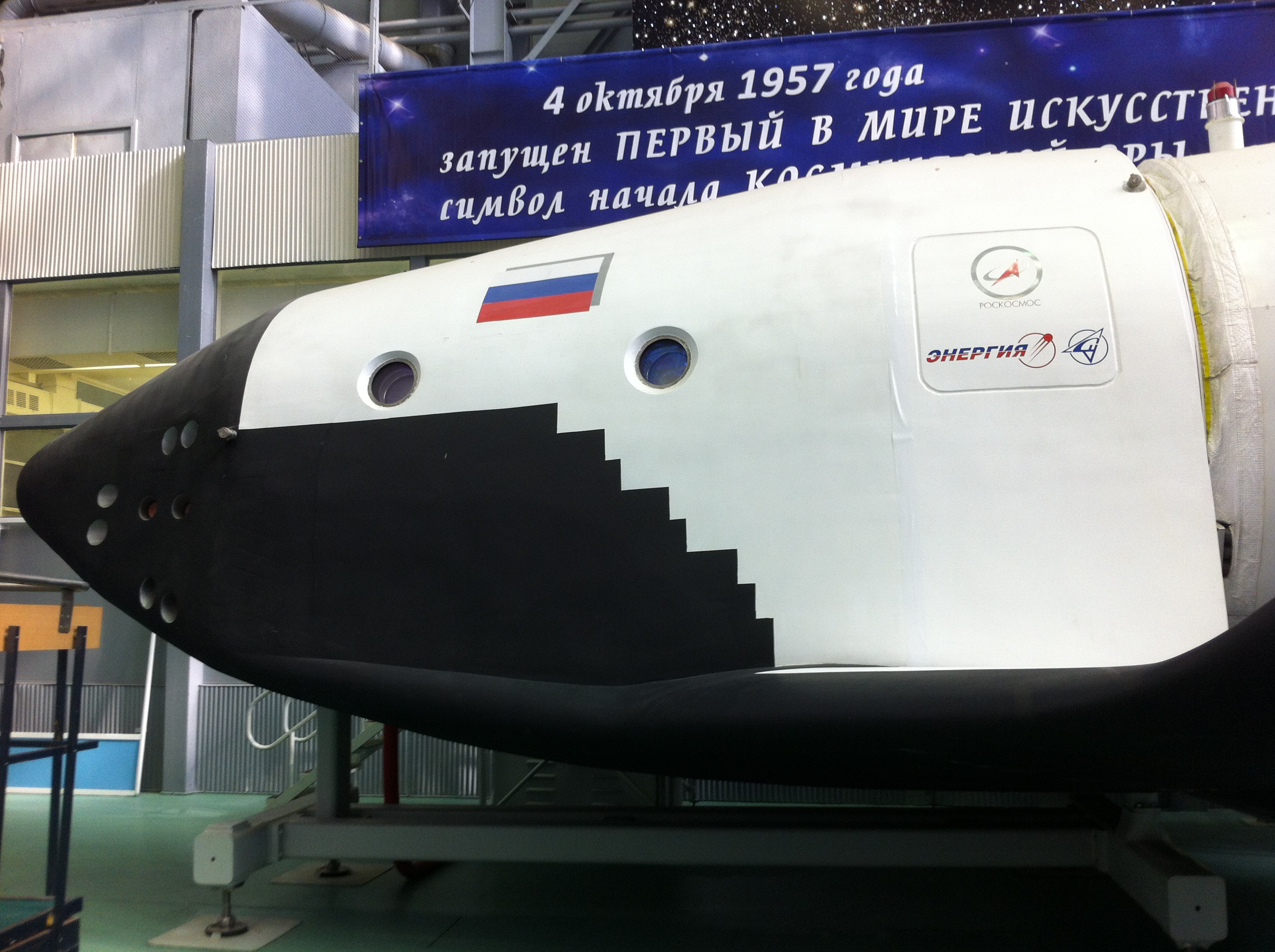
Клипер

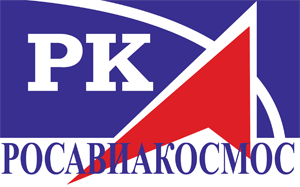
Логотип Российского авиационно-космического агентства (РАКА), 1999—2004 годы

Российское авиационно-космическое агентство (Росавиакосмос) образовано указом Президента Российской Федерации № 651 от 25 мая 1999 года путём преобразования из Российского космического агентства (РКА). В связи с недостатками финансирования основной упор в таких проектах как «Клипер» делался на сотрудничество с другими космическими агентствами. Острый дефицит финансирования требовал изыскать другие возможности для поддержания отрасли, одной из них стала организация космического туризма на коммерческой основе. Благодаря этому в 2001 году в возрасте 61 года в космос был отправлен первый «космический турист» Деннис Тито. К 2016 году, благодаря российским кораблям серии «Союз», в космосе побывали 7 туристов. 23 марта 2001 года проработавшая в три раза дольше первоначально установленного срока станция «Мир» была затоплена в специальном районе в южной части Тихого океана.

### Федеральное космическое агентство «Роскосмос»

Логотип Федерального космического агентства (Роскосмоса), 2004—2015 годы

С 29 апреля 2011 года ведомство возглавлял Владимир Поповкин.
Федеральное космическое агентство (Роскосмос) образовано указом Президента Российской Федерации № 314 от 9 марта 2004 года путём преобразования из Российского авиационно-космического агентства. Руководителем Федерального космического агентства (Роскосмос) с 12 марта 2004 года по 29 апреля 2011 года был Анатолий Перминов. С января 2006 года издаётся российский ежемесячный общественно-политический и научно-популярный журнал «Российский космос». За 2009 год было произведено 32 пуска, из них 13 пришлись на запуск КА, одним из которых был метеорологический КА нового поколения «Метеор-М».

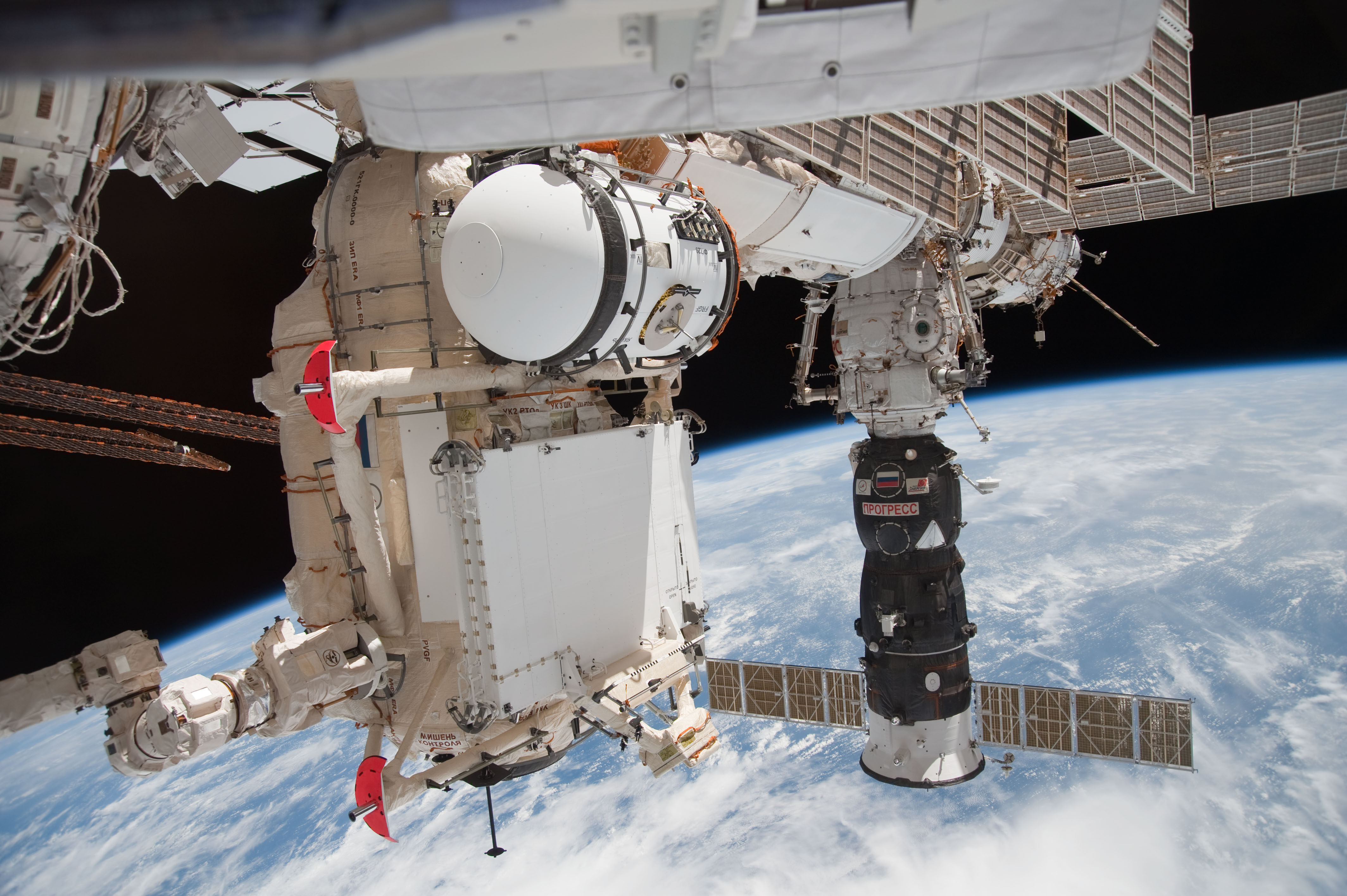
Модуль МКС «Рассвет», выведенный на орбиту в мае 2010 года

В 2005 году была основана телестудия Роскосмоса, занимающаяся производством и продвижением документальных фильмов, в которых освещаются актуальные и исторические события космической отрасли в России и за рубежом. В августе 2010 года был заложен первый камень в основание космодрома «Восточный». 21 декабря 2010 года начал работу «Геопортал Роскосмоса», представляющий собой бесплатный картографический сервис Федерального космического агентства России.
24 ноября 2011 года президент России подписал федеральный закон (изменения в ст. 22 Воздушного кодекса Российской Федерации), наделяющий авиацию Роскосмоса статусом государственной авиации. Документ был принят Госдумой 1 ноября 2011 года и одобрен Советом Федерации.
С ноября 2007 по ноябрь 2011 года проводился эксперимент Марс-500, целью которого была имитация полёта на Марс. Партнёром Роскосмоса в эксперименте было Европейское космическое агентство. 10 октября 2013 года должность руководителя занял Олег Остапенко. 2 декабря 2013 года президент РФ Владимир Путин подписал указ о создании Объединённой ракетно-космической корпорации на базе ОАО «НИИ космического приборостроения».

### Госкорпорация «Роскосмос»

Логотип ГК Роскосмос, 2015 год

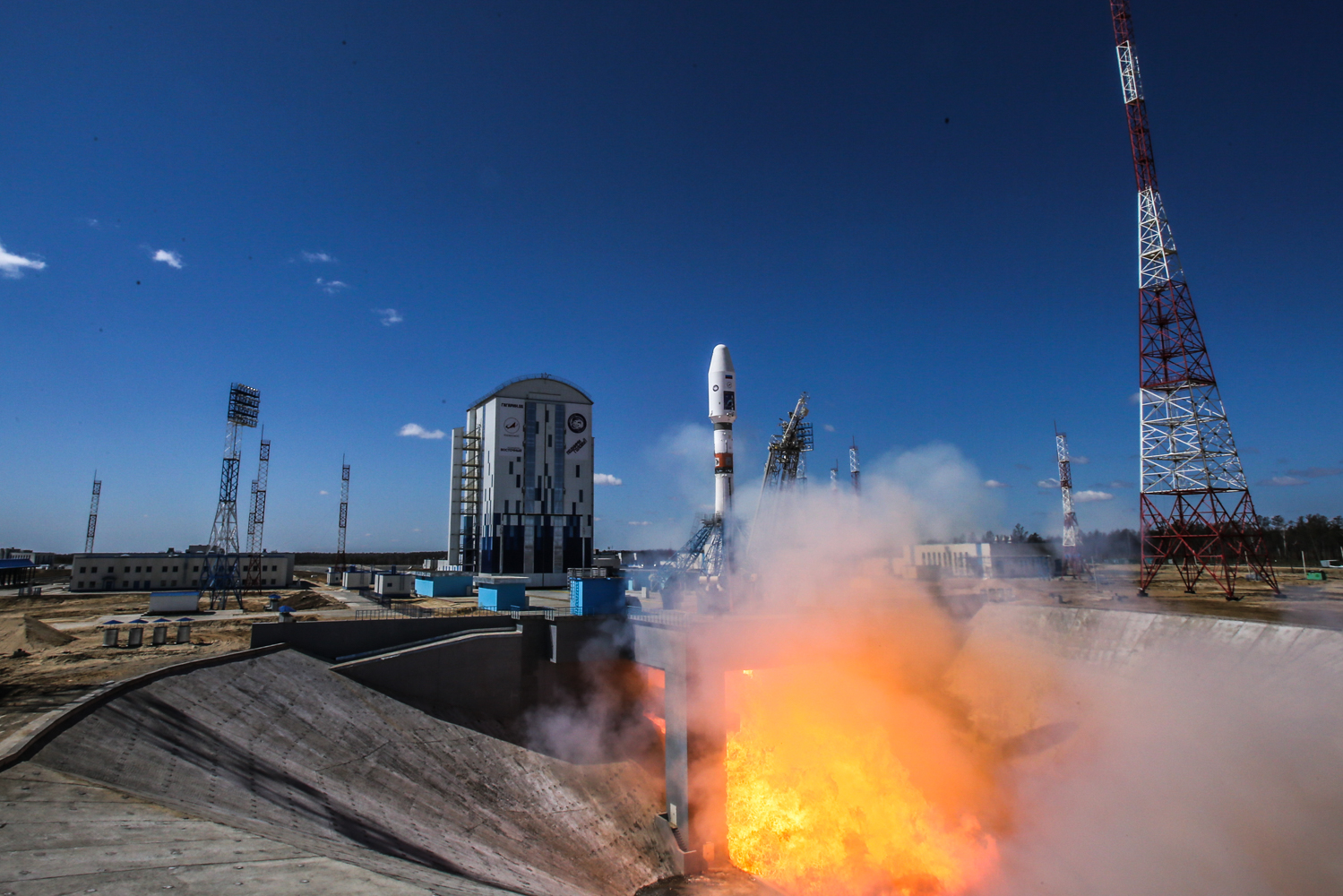
Первый пуск с космодрома Восточный, 28 апреля 2016 года

В конце мая 2015 года Правительством, по инициативе заместителя Председателя Правительства Дмитрия Рогозина, было принято решение создать новую государственную корпорацию, на которую ляжет задача вывода российской космонавтики из кризиса. Основной целью этой реструктуризации являлось желание избавиться от реликтов 90-х годов с непрозрачными схемами управления, финансирования, а порой и владения, которые образовались после развала «Минобщемаша», а также расширить сферу деятельности Роскосмоса. 7 июля 2015 Игорь Комаров сообщил, что Правительством принято решение перевести все предприятия космической отрасли в форму акционерных обществ, срок, отведённый на эту процедуру, должен составить 5 лет.

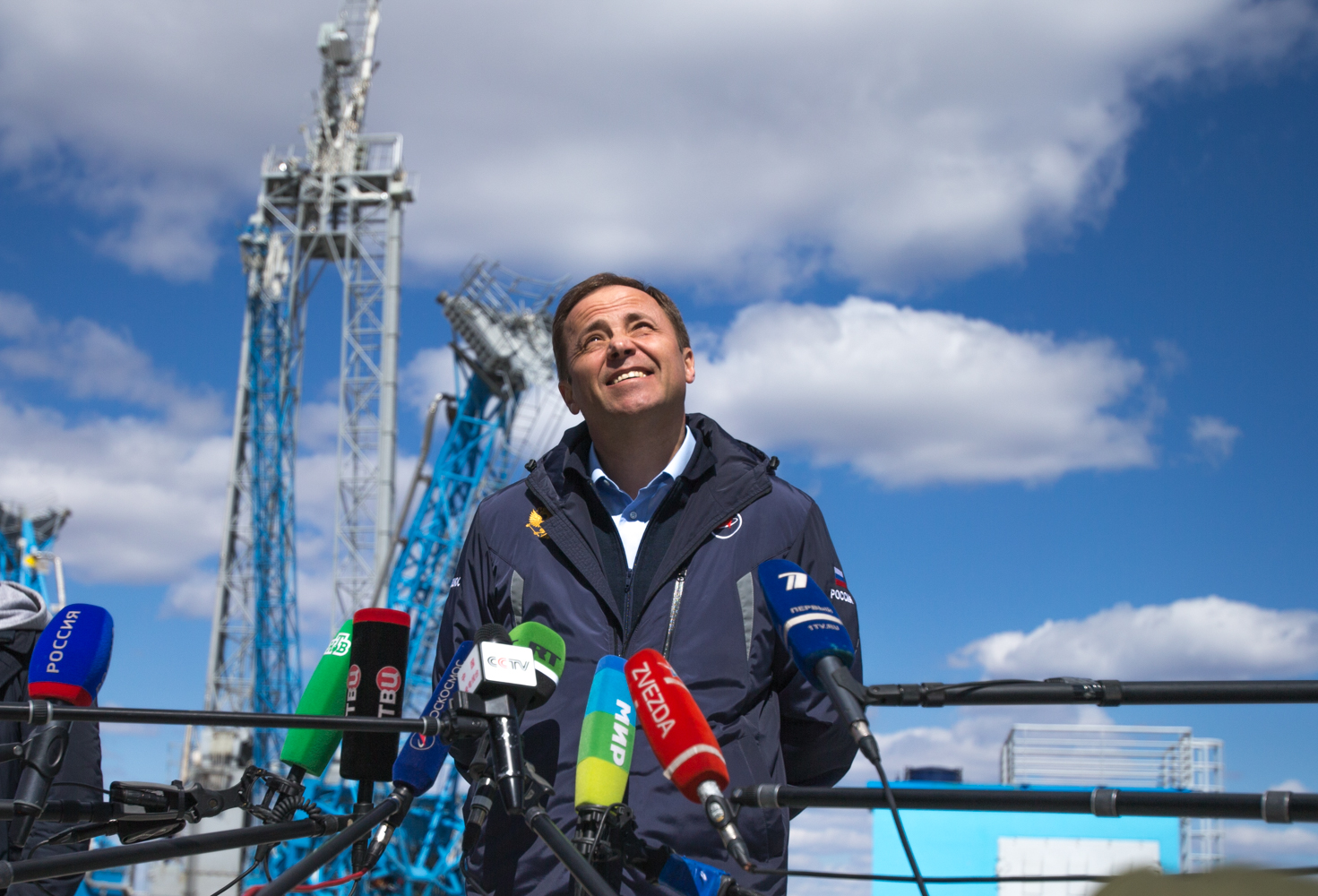
Первый глава Госкорпорации Роскосмос Игорь Комаров

В том же году в Государственную думу был внесён президентский законопроект о создании Госкорпорации по космической деятельности «Роскосмос», согласно которому госкорпорация признаётся преемником Министерства общего машиностроения СССР, Российского космического агентства, Российского авиационно-космического агентства, Федерального космического агентства «Роскосмос».
В мае 2015 года Госдума в первом чтении приняла внесённый президентом пакет законопроектов о создании государственной корпорации «Роскосмос». Вице-премьер Дмитрий Рогозин, выступая перед депутатами, заявил, что главная задача новой структуры космического назначения — «обеспечить единство управления ракетно-космической отраслью».
Государственная корпорация по космической деятельности «Роскосмос» образована указом Президента Российской Федерации № 666 от 28 декабря 2015 года путём преобразования из Федерального космического агентства. 

Корпорация начала свою работу с 1 января 2016 года (период юридического оформления госкорпорации занял около полугода). Главой корпорации был назначен Игорь Комаров.
В январе 2016 стало известно, что Роскосмос ограничит возможность выезда за рубеж для ряда сотрудников, прежде всего тех людей, которые располагают информацией, составляющей государственную тайну.

Здание Роскосмоса на комплексе Байконур

Начало работы новой организационно-правовой формы Роскосмоса ознаменовалось первым пуском с космодрома «Восточный» 28 апреля 2016 года.
27 апреля 2017 года возбуждено уголовное дело, после вмешательства президента В. Путина, о хищении средств Роскосмоса в «Фондсервисбанке».
18 марта 2017 топ‑менеджера госкорпорации Роскосмос Владимира Евдокимова нашли мёртвым в московском СИЗО № 5 с тремя колотыми ранениями.
11 июля 2018 года госкорпорация «Роскосмос» изменила свой логотип, отказавшись от версии, введённой при Игоре Комарове, и вернувшись к изображению, использовавшемуся Федеральным космическим агентством. Новый логотип также представляет собой красную стрелу, опоясанную изображением орбиты, но уже без белой окружности.
В мае 2022 года «Роскосмос» заключил контракт с РКК «Энергия» на разработку эскизного проекта российской орбитальной станции. Первый этап проектирования включает в себя проведение необходимых анализов и расчётов, а второй непосредственно разработку эскизного проекта станции и решение технических вопросов.
20 февраля 2019 года президент В. Путин поручил построить Национальный космический центр (НКЦ).

## Руководство

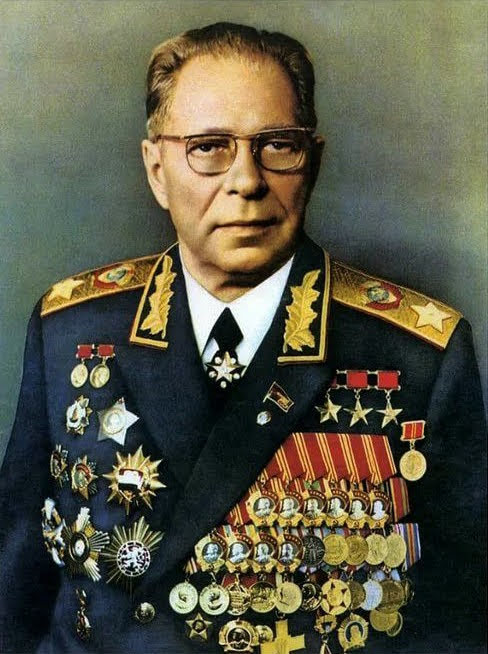
Дмитрий Устинов

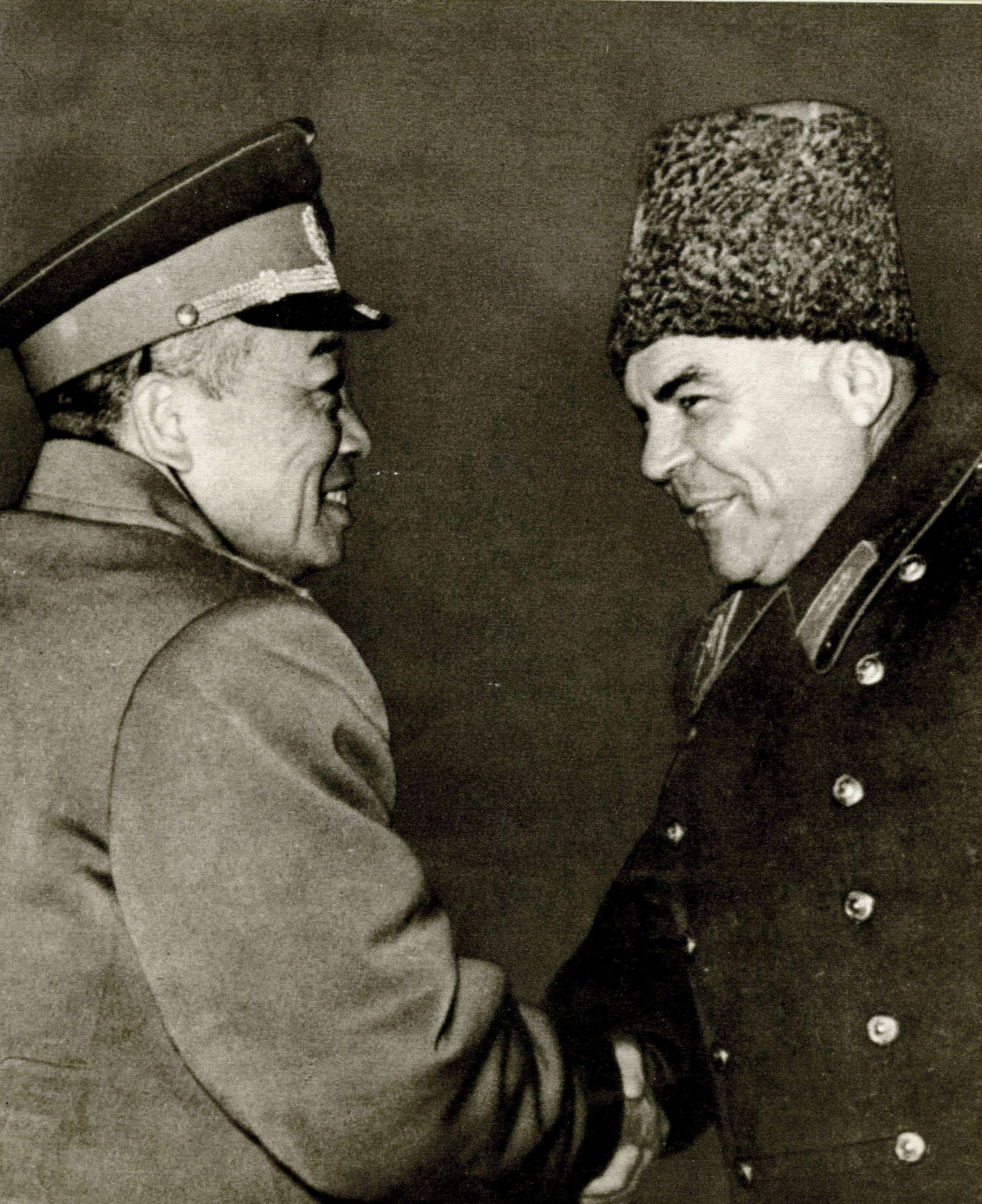
Родион Малиновский

В советское время управление космической отраслью осуществлялось главой «Минобщемаша» и Советом Министров СССР. С 1955 года эту отрасль возглавляли министры обороны Дмитрий Фёдорович Устинов и Родион Яковлевич Малиновский и 5 министров общего машиностроения: Пётр Николаевич Горемыкин, Сергей Александрович Афанасьев, Олег Дмитриевич Бакланов, Виталий Хуссейнович Догужиев, Олег Николаевич Шишкин.
Дмитрий Фёдорович Устинов — один из инициаторов создания ракетной отрасли. Возглавлял работы с момента основания «НИИ-88», став в 1946 году заместителем председателя Второго главного управления при Совете Министров СССР, занимающегося всей ракетной отраслью. С 1957 года, когда «Минобщемаш» вошёл в состав «Министерства оборонной промышленности СССР», его возглавлял Родион Яковлевич Малиновский, вплоть до 1965 года, когда Минобщемаш было выделено как самостоятельное министерство. За подготовку первого полёта человека в космос Дмитрий Устинов был удостоен звания Героя Социалистического Труда.
Из воспоминаний В. М. Глушкова:

Дмитрий Фёдорович Устинов мне сказал так: пока там будут спорить, Вы в наших отраслях это сделаете. Он пригласил всех своих министров из ВПК и дал команду им делать так, как говорит В. М. Глушков … Устинов дал команду, чтобы никого из экономистов не пускали на предприятия. И мы спокойно за закрытыми дверями работали. В конце 1968 — начале 1969 годов на стол ЦК КПСС и Совета Министров СССР легли материалы, … которые показали, что американцы сделали эскизный проект сети (точнее, сетей нескольких) в 1966 г., то есть на два года позже нас. Но, в отличие от нас, они не стали спорить, а стали делать, и на 1969 г. был запланирован пуск сети АРПАНЕТ, а затем Марк-III и ещё нескольких сетей. Тут у нас забеспокоились.

Пётр Горемыкин

В 1955 году образованное министерство возглавил Пётр Николаевич Горемыкин, бывший министр сельскохозяйственного машиностроения СССР с 1946 по 1951 — одного из трёх министерств, на основе которых создавался «Минобщемаш». В 1957 был уволен по распоряжению Хрущёва за «поддержку антипартийной группы». До этого увольнялся Сталиным, с формулировкой «за грубое нарушение государственной дисциплины, выразившееся в сокрытии остатков металла на заводах». Полгода спустя был приговорён к 3 годам лишения свободы и исключён из партии, но со смертью Сталина был реабилитирован. О нём говорили как о трудолюбивом человеке, который стал жертвой политических интриг.

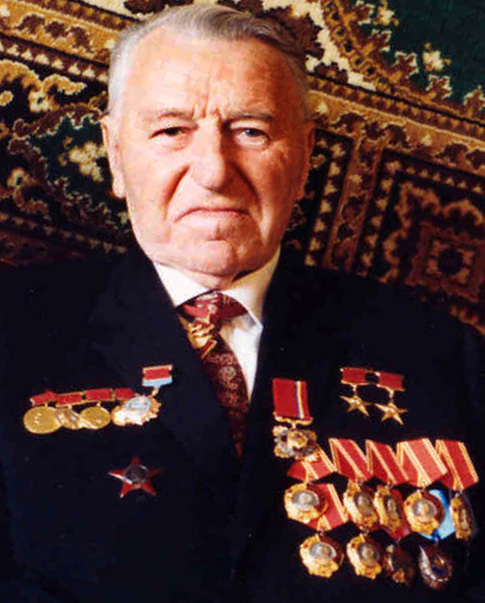
Сергей Афанасьев

Второй министр (первый гражданский), возглавивший отрасль в 1965 году Сергей Александрович Афанасьев. Именно под его руководством удалось наладить производство по созданию лучших образцов межконтинентальных баллистических ракет (МБР) и баллистических ракет для подводных лодок (БРПЛ). При нём разрабатывался проект первой многомодульной орбитальной станции «Мир».

В моей жизни были люди, которые очень многому меня научили. Это министр монтажных и специальных строительных работ СССР Борис Владимирович Бакин, министр общего машиностроения СССР, а в годы перестройки министр тяжёлого и транспортного машиностроения СССР Сергей Александрович Афанасьев. Разговор с ними заменял мне годы практической работы. Мне повезло на учителей. Сергей Шойгу.

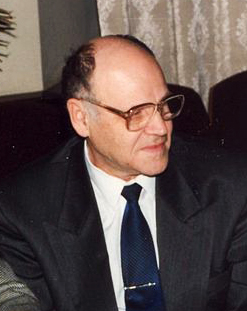
Олег Шишкин

В 1983 году отрасль возглавил кандидат технических наук Олег Дмитриевич Бакланов. При нём появляется «Главкосмос СССР» — управление по созданию и использованию космической техники для народного хозяйства, научных исследований и международного сотрудничества в мирном освоении космоса. Его называют «отцом» орбитальной космической станции «Мир» и системы «Энергия-Буран».

Орбитальный комплекс «Мир» мыслился нами как новая ступень в освоении космоса. Как постоянно наращиваемый модулями город. Станция представляла непреходящую интеллектуальную и научную ценность. После 15 лет работы на орбите первый модуль для науки был просто неоценим. Мы до сих пор не знаем, как экстремальная среда космоса в течение столь длительного времени действует на материалы. Только поэтому хотя бы первый блок нужно было вернуть на землю для исследований. Если бы не развал СССР, чего мы старались не допустить, то, убеждён, мы бы уже побывали на Марсе.
Что получила Россия взамен «Мира»? Ничего. Пошли в услужение к американцам. На их Международной комической станции нам отведена роль подручных. Да и сама эта станция — в сущности, копия нашей. Олег Бакланов

Виталий Догужиев

Последние годы существования министерства, с 1988 года по 1991 отраслью руководили номинальные управленцы Виталий Хуссейнович Догужиев и Олег Николаевич Шишкин.
С 1992 года руководитель назначается и увольняется по распоряжению Правительства РФ. Первым руководителем постсоветской эпохи стал заместитель министра «Минобщемаш» Юрий Коптев, проработавший 4 года на производстве в НПО им. Лавочкина, в дальнейшем занимавший должности управленцев в министерстве. О Коптеве отзывались как о душителе прогресса. Руководитель проекта «Энергия-Буран» Б. И. Губанов в своей книге «Триумф и трагедия „Энергии“» отзывается о нём следующим образом:

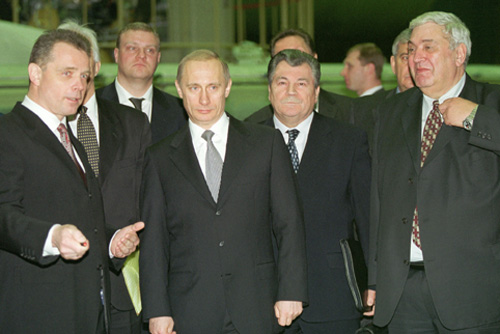
Юрий Коптев (справа)

"Работами по «Энергии» — «Бурану» руководили О. Н. Шишкин в Минобщемаше и Ю. Н. Коптев как начальник Главного управления министерства по космическому направлению. Юрий Николаевич Коптев — давнишний и опытный аппаратный работник. Энциклопедическая память, знание многих нюансов создаваемых в министерстве систем и аппаратов поставили его в положение незаменимого в руководстве министерства. Промышленностью и технологией производства ракет владел слабо, чувствовалось, что и не хотел. Мастер «аппаратных игр». При негативном отношении к «Энергии» получил высокий орден Ленина за её создание. На одном из заседаний по марсианской программе у первого заместителя министра в пылу спора я выпалил: «Вы, Юрий Николаевич, — первый могильщик „Энергии“. „Не Вам давать оценку моей деятельности“, — отрезал он. Может быть, и не мне, но последующие дела показали, что его руководство не привело к триумфу перспектив использования „Энергии“. А может быть, он был дисциплинированным исполнителем воли авторов погребения „Энергии“».

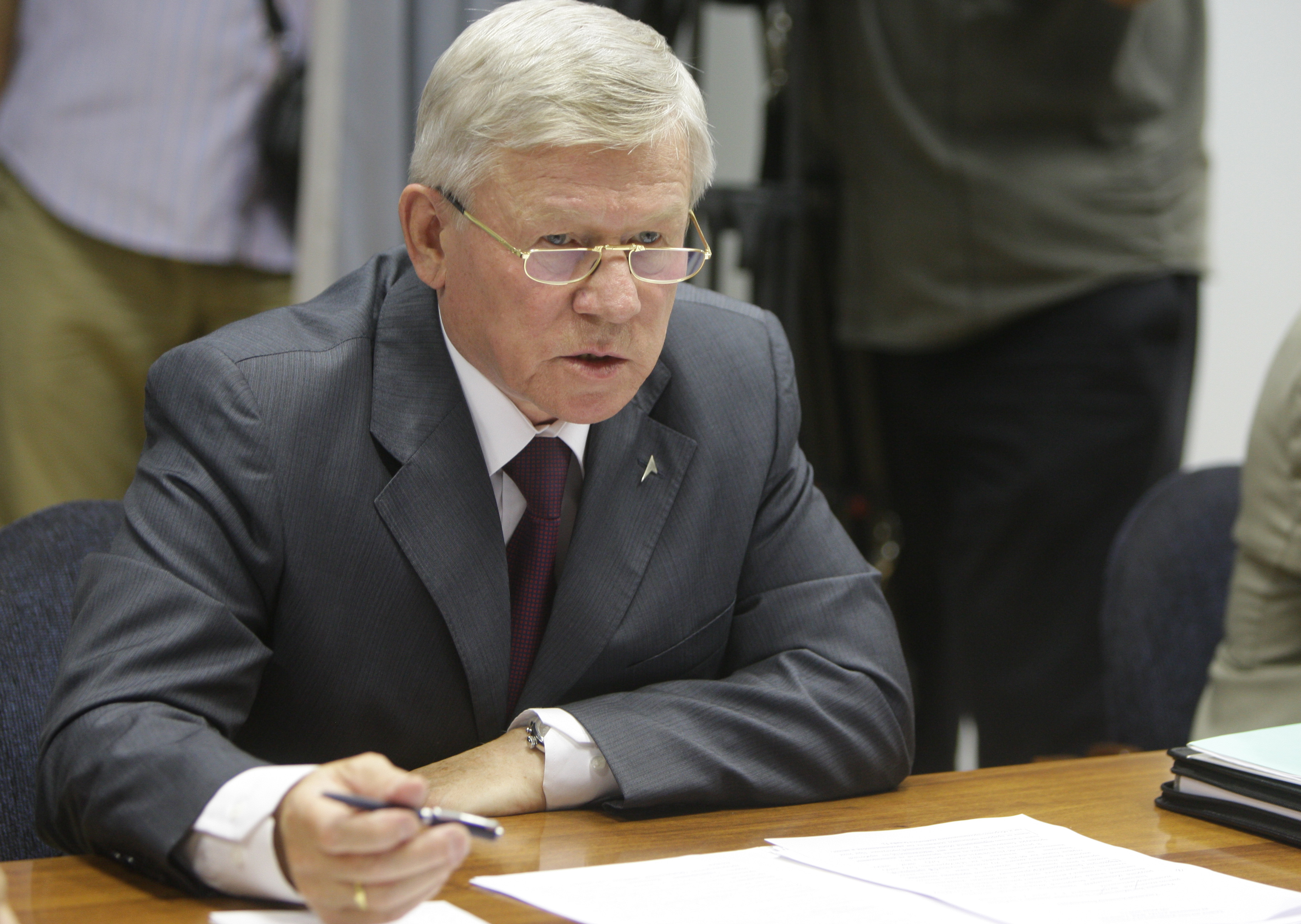
Анатолий Перминов

В 2004 году его сменил Анатолий Перминов. В период нехватки финансирования он придерживался идеи о широкой международной кооперации, в частности в таких вопросах как: пилотируемые полёты на Марс и Луну с их последующим освоением.

«Я уже не раз говорил об этом и ещё раз повторю: такого рода программы разумно воплощать в жизнь в международной кооперации» Анатолий Перминов

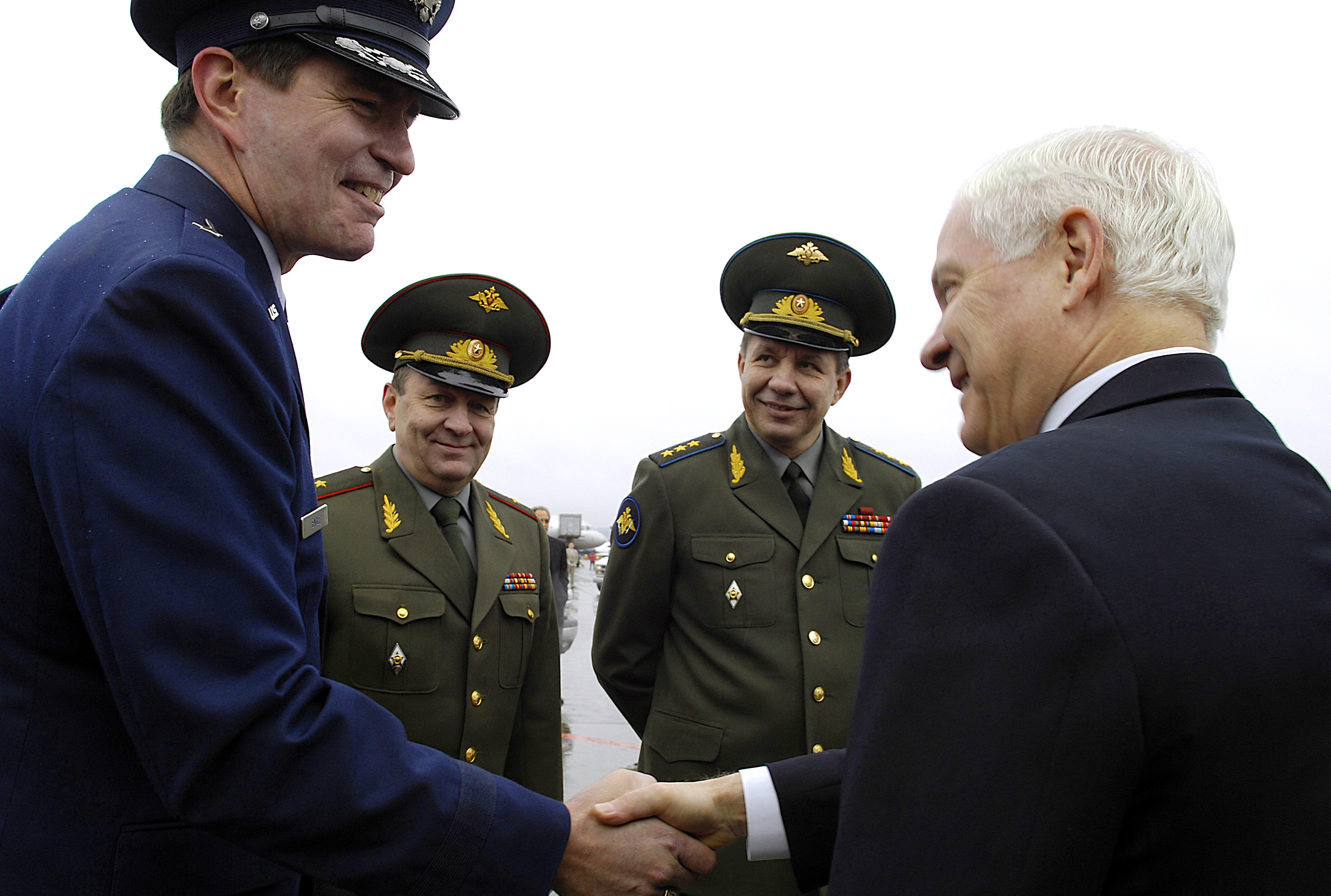
Третий слева Владимир Поповкин

В 2011 году эту должность занял Владимир Поповкин. С его приходом многие связывали надежды на реформирование отрасли, возвращение ей былой славы. На короткий срок его руководства приходится череда аварий, но эта полоса невезения началась задолго до его прихода. Его характеризовали как умелого руководителя, человека, который горел на работе. Вот как о нём отзывался статс-секретарь Федерального космического агентства Денис Лысков:

«Владимир Александрович первым покинул бункер, высадил водителя, сам сел за руль автомобиля и поехал к месту падения „Протона“ без каких-либо средств защиты. Он осознавал личную ответственность за произошедшее и просто не думал в тот момент о защите»

Через два года его сменил Олег Остапенко. Кадровый военный, который видел в США потенциальных противников и серьёзно относился к угрозе, которая от них исходит.

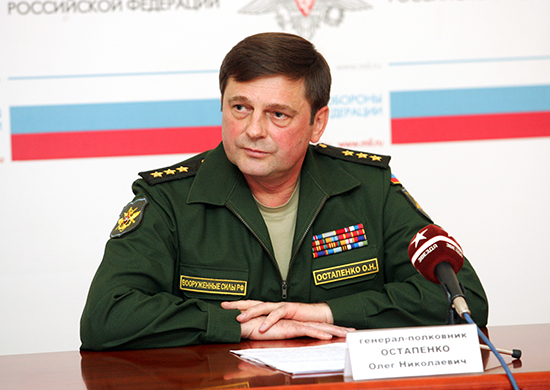
Олег Остапенко

Да, американцы обладают серьёзным потенциалом — и научным, и финансовым. Но они ведут свои разработки с позиции агрессора, а это требует и больших вложений. Мы же делаем акцент на обороне своей территории и союзников. Нам важна не масштабность системы, а её большая эффективность. Олег Остапенко

Игорь Комаров

В 2015 году пост руководителя занял Игорь Комаров, с марта 2014 возглавлявший ОРКК, а с января — Федеральное космическое агентство «Роскосмос». В состав корпорации тогда входило 31 подразделение, управляли ими десять заместителей бывшего генерального директора «Федерального космического агентства» и нынешнего руководителя Роскосмоса Игоря Комарова. Управляющим органом являлся «Наблюдательный совет» корпорации, состоявший из одиннадцати членов, в том числе Дмитрия Рогозина, Игоря Комарова и Сергея Кириенко.

«Задача для госкорпорации номер один — быть первыми. Речь идёт о повышении конкурентоспособности, но не только в качестве завоевания доли рынка, но и в обеспечении паритета и превосходства над геополитическими противниками» Игорь Комаров

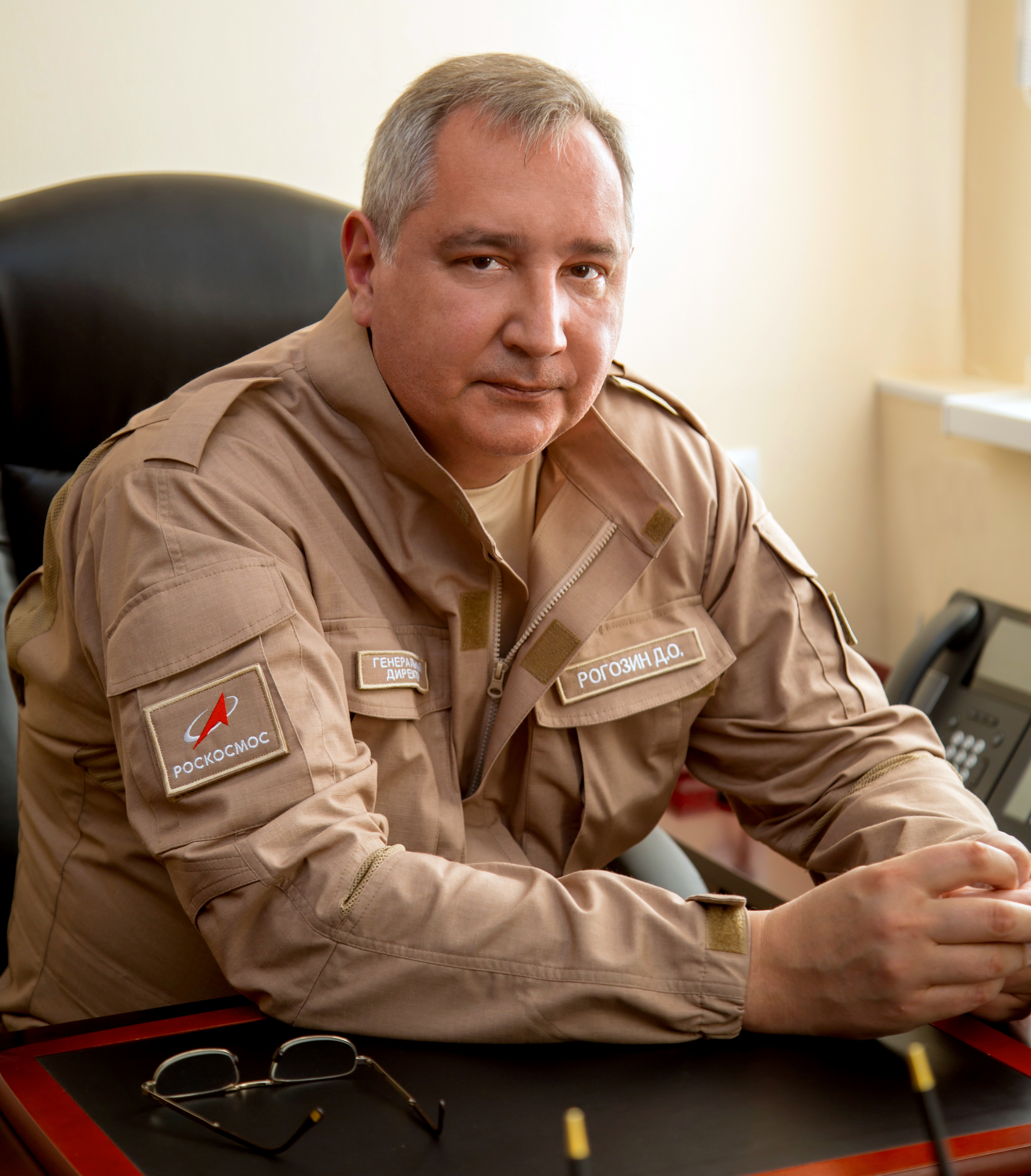
Дмитрий Рогозин

24 мая 2018 года, указом Президента России Владимира Путина, Дмитрий Олегович Рогозин назначен генеральным директором Государственной корпорации по космической деятельности «Роскосмос». Президент выразил надежду, что новый глава организации понимает, насколько она важна для экономики страны и её безопасности. Президент так же обратил внимание на то, что это отличная возможность реализовать всё задуманное, в части укрепления и развития Роскомоса.

Год назад все говорили, что монополия Роскосмоса на пилотируемый космос закончится, но она пока не заканчивается. С этим делом пока не очень хорошо продвигается ни у Boeing, ни у SpaceX, поэтому пока ещё «Союзам» альтернативы нет, это надёжная, проверенная машина. — 14 октября 2019 года.

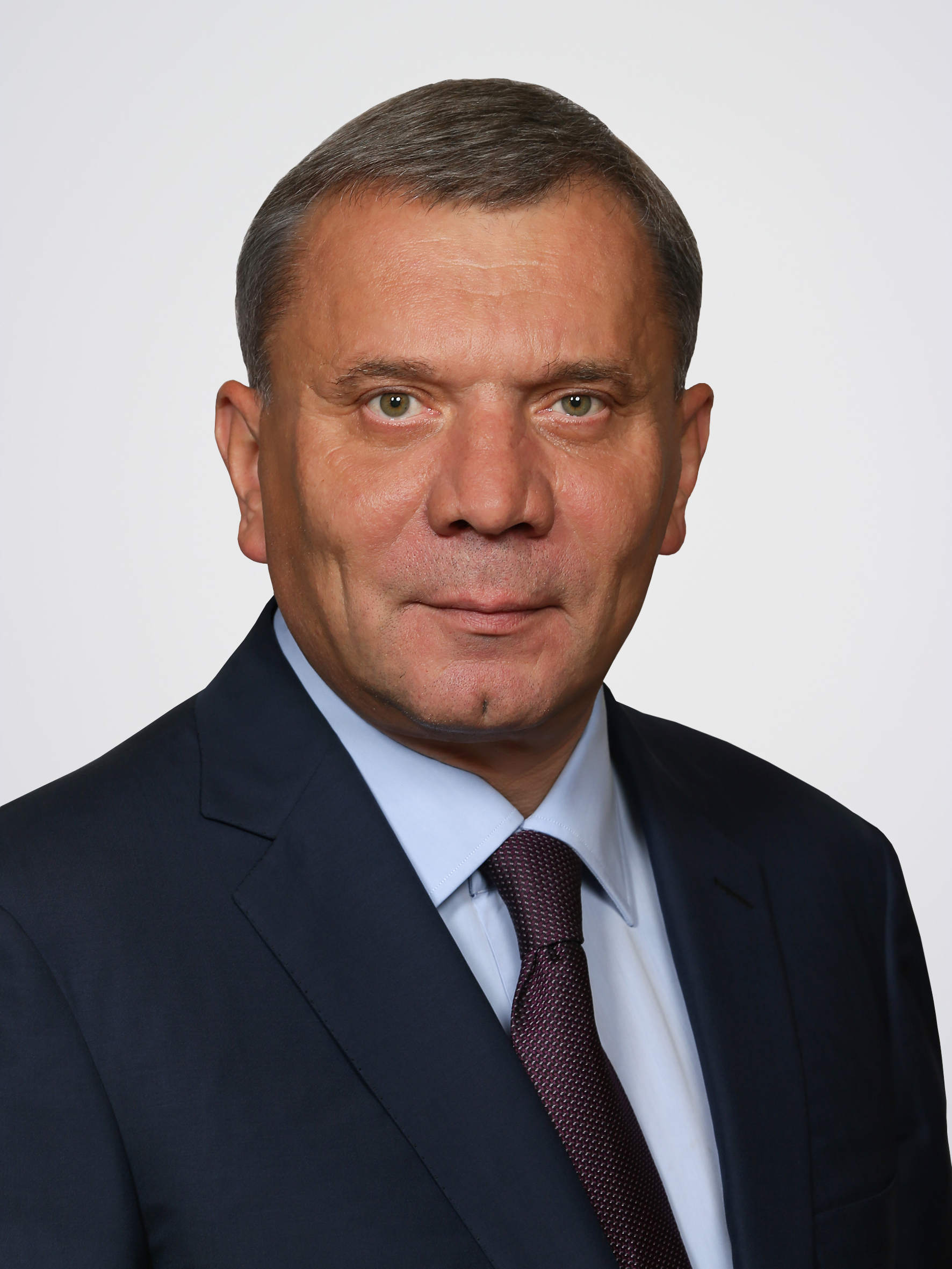
Юрий Борисов

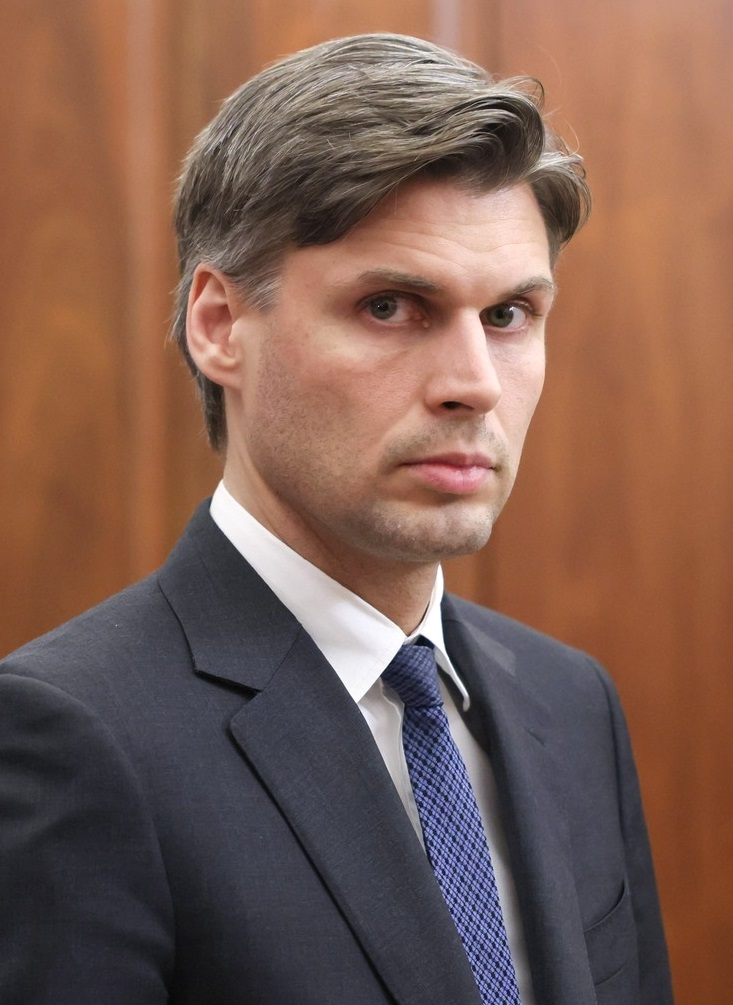
Дмитрий Баканов

15 июля 2022 года Указом Президента Российской Федерации Владимира Путина от должности «Заместителя Председателя Правительства» был освобождён Юрий Борисов. В то же время, он был назначен главой Роскосмоса. Юрий Борисов проработал вице-премьером четыре с лишним года, он отвечал за оборонную промышленность, «Роскосмос», ТЭК и гражданскую промышленность. До назначения вице-премьером Юрий Борисов был заместителем министра обороны. После вступления в должность новый глава Роскосмоса выделил 7 основных приоритетов, среди которых были; развитие орбитальной космической группировки, индустриальная модель производства космических аппаратов на принципах унификации и стандартизации, развитие космического приборостроения, проведение институциональных преобразований, создание новой системы управления отраслью, реализация пилотируемых и научных программ, коммерциализация отрасли.
6 февраля 2025 года указом президента Российской Федерации Юрий Борисов был освобождён от должности генерального директора Роскосмоса. Его преемником стал Дмитрий Баканов.

## Функции

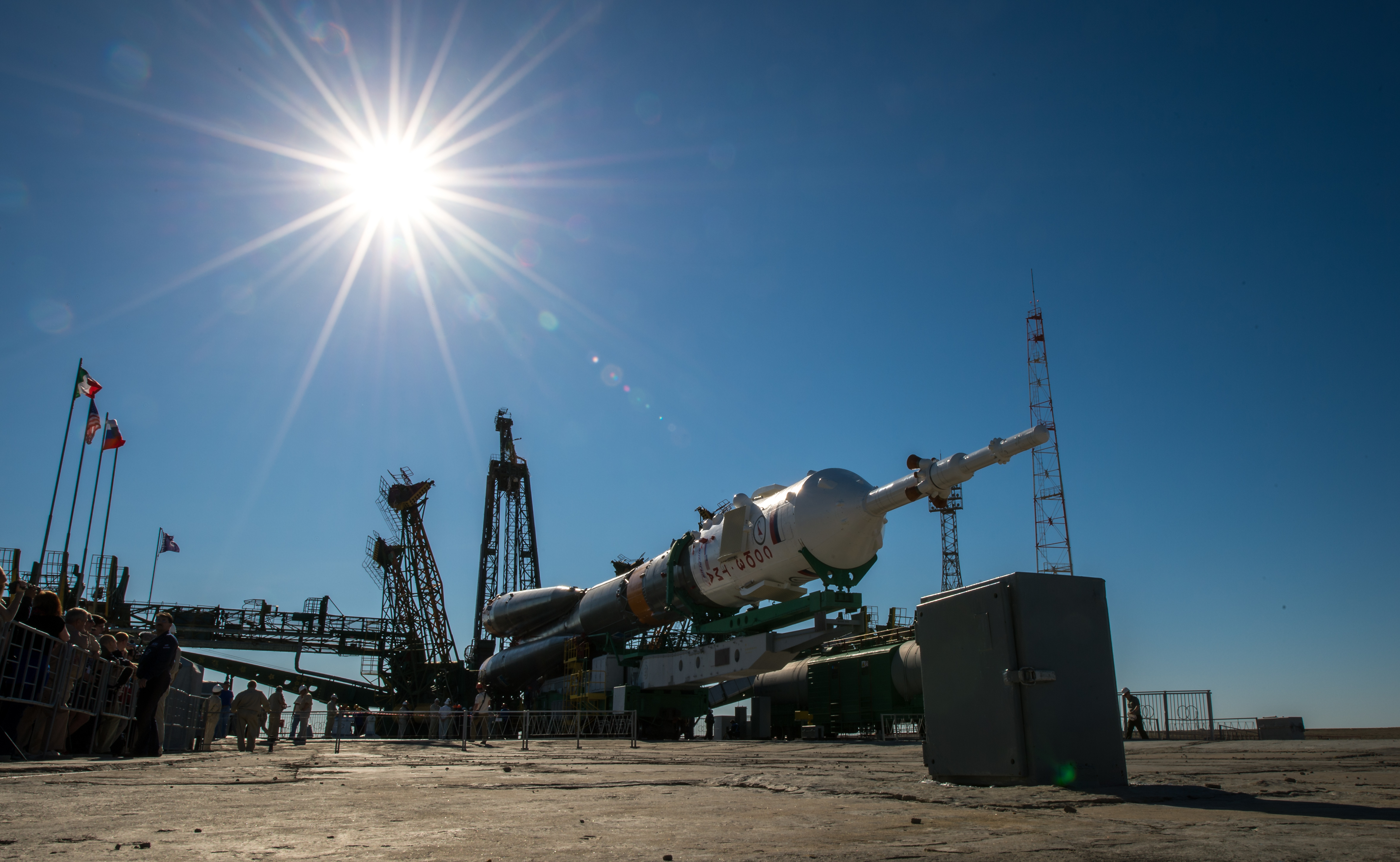
Космодром Байконур

Космодром «Восточный»

«Роскосмос» осуществляет функции по обеспечению реализации государственной политики и нормативно-правовому регулированию, оказанию государственных услуг и управлению государственным имуществом в сфере космической деятельности, международного сотрудничества при реализации совместных проектов и программ в области космической деятельности, проведения организациями ракетно-космической промышленности работ по ракетно-космической технике военного назначения, боевой ракетной технике стратегического назначения.
Важнейшей функцией «Роскосмоса» является организация эксплуатации космодрома Байконур и всех проводимых на нём работ (эти обязанности возложены на одно из ключевых предприятий Роскосмоса — ФГУП «ЦЭНКИ»). Кроме того, под руководством Роскосмоса на данный момент строится и будет эксплуатироваться новый российский космодром — «Восточный».
Главной задачей госкорпорации, по мнению её бывшего руководителя Игоря Комарова, является «обеспечение паритета и превосходства над геополитическими противниками».
В конце 2020 года глава «Роскосмоса» Дмитрий Рогозин, в ответ на вопрос своего подписчика в социальной сети, сформулировал целевую функцию госкорпорации в частности и России в космосе в целом. По мнению Рогозина, это экспансия человечества в космосе, а также использование результатов космической деятельности для обеспечения стратегической обороны страны, роста качества жизни народа, развития прорывных технологий и проведения фундаментальных научных исследований происхождения Земли и Вселенной.

## Инфраструктура
По состоянию на 31 декабря 2022 года общая численность работников ракетно-космической отрасли составила 170,5 тысяч человек. Численность работников в 2022 году была снижена с 673 до 610 штатных единиц.
Российская орбитальная группировка на апрель 2023 года состоит из 192 спутников, 52 из которых были запущены в 2022 году.

### Центр управления полётами

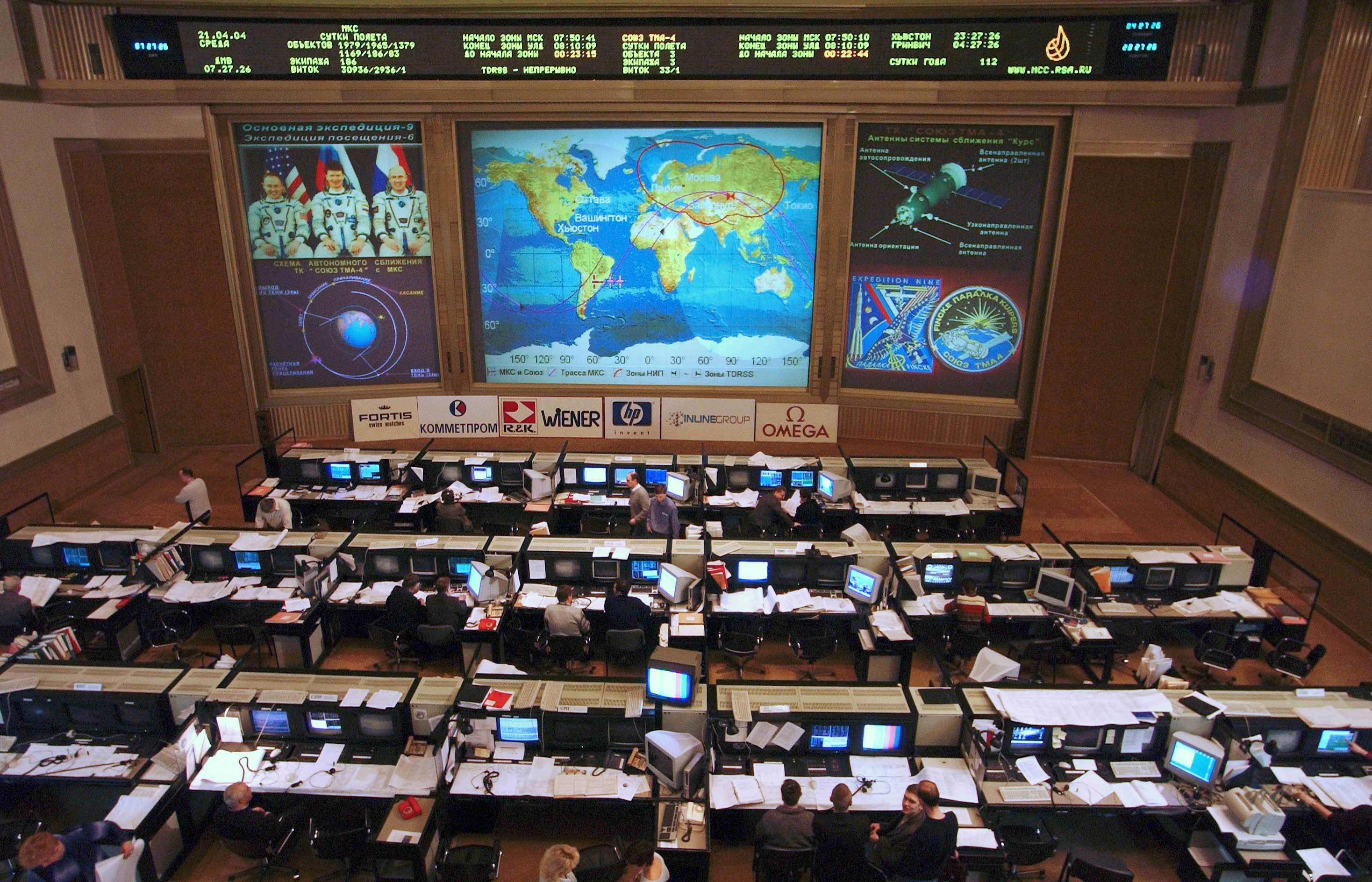
Центр управления полётами

Создан в 1960 году. Является наиболее крупным научно-исследовательским подразделением АО «Центральный научно-исследовательский институт машиностроения» (ФГУП ЦНИИмаш). Головной институт Российского космического агентства был образован в 1946 году, как основная научно-исследовательская, конструкторская и экспериментально-производственная база страны по разработке и созданию ракетной техники. В настоящее время научно-технические центры ЦНИИмаша проводят комплексные работы по определению перспектив развития космонавтики, системному анализу РКТ, а также исследования аэрогазодинамики, теплообмена, прочности, динамики полета. Расположен «ЦУП» в наукограде Королёве Московской области на улице Богомолова Пионерской. Обеспечивает практическое управление полётами космических аппаратов разных классов: пилотируемых орбитальных комплексов, космических кораблей, автоматических межпланетных станций и искусственных спутников Земли социально-экономического и научного назначения.
Одновременно он ведёт научные и проектные исследования и разработку методов, алгоритмов и средств решения задач управления, баллистики и навигации, а также занимается экспертизой космических проектов по направлению своих работ.

### Центр эксплуатации объектов наземной космической инфраструктуры

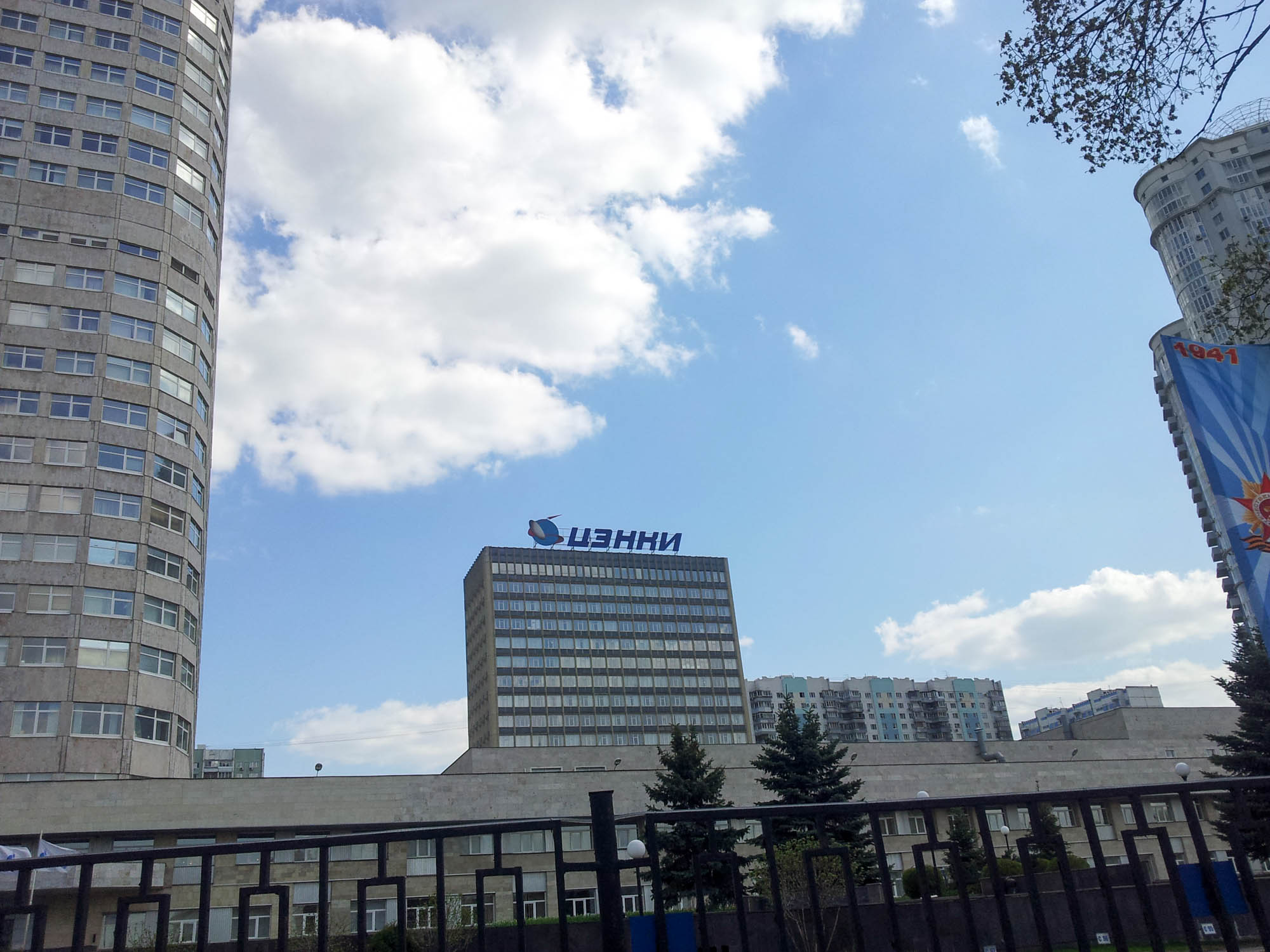
Здание ЦЭНКИ по адресу проспект Вернадского, 101к2

ЦЭНКИ был создан приказом генерального директора «Российского космического агентства» от 10 ноября 1994 года № 94 в соответствии с постановлением Правительства Российской Федерации от 24 августа 1994 года № 996 "О мерах по обеспечению выполнения Соглашения между Российской Федерацией и Республикой Казахстан. В соответствии с данным постановлением Министерство обороны Российской Федерации приступило к передаче Российскому космическому агентству объектов космодрома «Байконур» в целях реализации Федеральной космической программы России. Распоряжением Правительства РФ от 5 июня 2000 года № 770-р ЦЭНКИ был преобразован в федеральное государственное унитарное предприятие «Центр эксплуатации объектов наземной космической инфраструктуры». 16 декабря 2008 года Президент Российской Федерации Д. А. Медведев подписал указ о реорганизации федерального государственного унитарного предприятия «Центр эксплуатации объектов наземной космической инфраструктуры» в форме присоединения КБ «Мотор», КБОМ, КБТМ, КБТХМ, НПФ «Космотранс», ОКБ «Вымпел», ФКЦ Байконур. Среди основных направлений деятельности «ЦЭНКИ»: проведение опытно-конструкторских и научно-исследовательских работ по проектированию, созданию и модернизации объектов наземной космической инфраструктуры; разработка и производство уникального технологического оборудования; обеспечение пусковых кампаний; эксплуатация основных объектов инфраструктуры космодромов России; производство, поставка, хранение и утилизация компонентов ракетного топлива.

### Звёздный городок

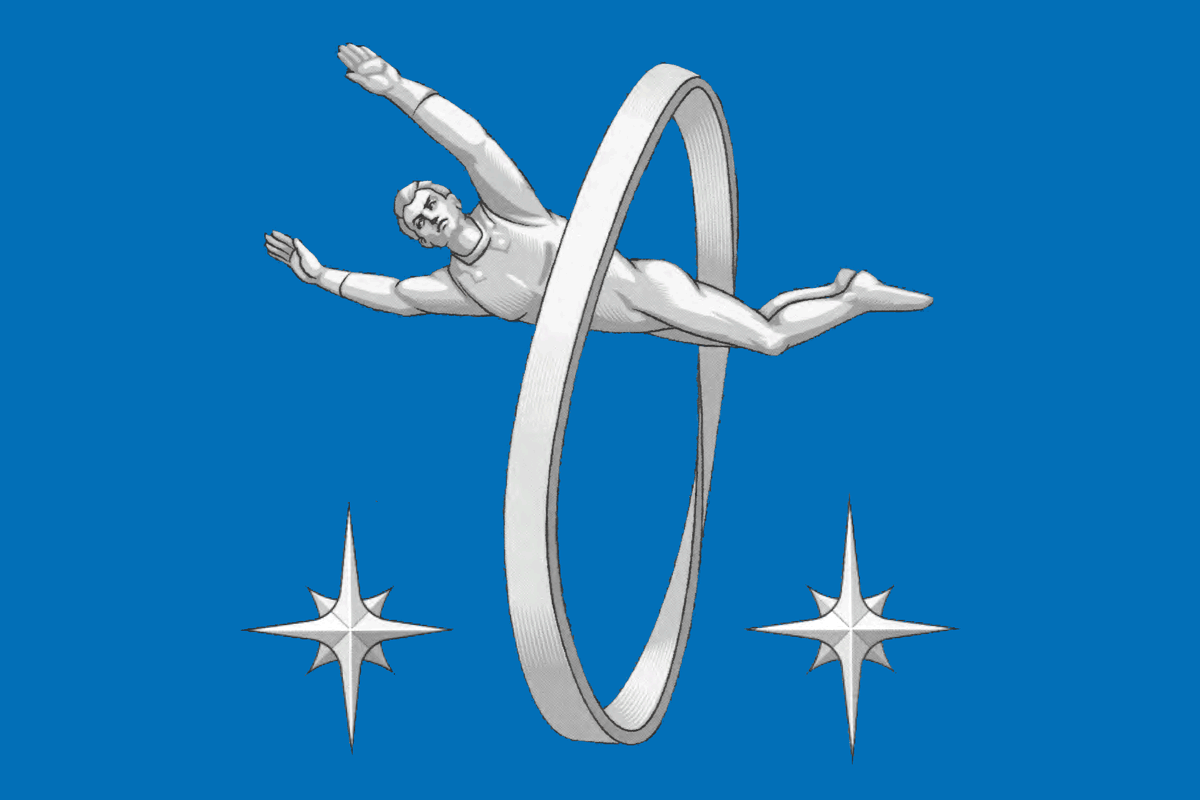
Флаг Звёздного городка

Основан в 1961 году. До этого момента на месте городка находилась воинская часть. Но необычная, даже дом культуры был построен по индивидуальному проекту. Расположен в 25 км к северо-востоку от Москвы, окружённый со всех сторон территорией Щёлковского муниципального района. Звёздный городок делится на две части: центр подготовки и жилой посёлок.
В советское время Звёздный, до конца 1960-х годов — Зелёный городок был засекречен и изолирован. На картах и указателях он не значился, въезд был только по пропускам. Из Москвы до него можно было добраться от метро Щёлковская на автобусе, которого до конца 1980-х не было в официальных списках маршрутов. Позднее автобусу был присвоен № 380.
На 2021 год население городка составляет 7738 человека. «День космонавтики» в «Звёздном городке», каждый год отмечается торжественным митингом. Попасть в городок можно только по пропускам, заказывать их нужно заранее, за 3 дня. Совокупный бюджет города 250 миллионов в год.

### Центр подготовки космонавтов имени Ю. А. Гагарина

Центр подготовки космонавтов имени Ю. А. Гагарина

Был основан 11 января 1960 года Директивой Главкома Военно-воздушных сил. Располагается в Звёздном городке в Подмосковье. В 1969 году ЦПК был преобразован в Научно-исследовательский испытательный центр подготовки космонавтов, а в 1995 году в нём создан Государственный научно-исследовательский испытательный центр подготовки космонавтов имени Ю. А. Гагарина.
В центре располагаются различные тренажёры, две центрифуги — ЦФ-7 и ЦФ-18, гидролаборатория, самолёт-лаборатория Ил-76. Центрифуги предназначены для тренировок на перегрузки, центрифуга ЦФ-18 расположена в цилиндрическом здании на территории Центра. В другом цилиндрическом здании расположена трёхэтажная гидролаборатория, заключающая в себе ёмкость с водой диаметром 23 метра и глубиной 12 метров. В гидролаборатории проводится отработка действий в условиях гидроневесомости, аналогичной невесомости открытого космоса, на частях полноразмерного макета орбитальной станции (когда-то «Салют-7», позднее — «Мир», в настоящее время — МКС). Самолёт-лаборатория предназначена для кратковременного создания невесомости при полёте по параболе Кеплера.

### Национальный космический центр

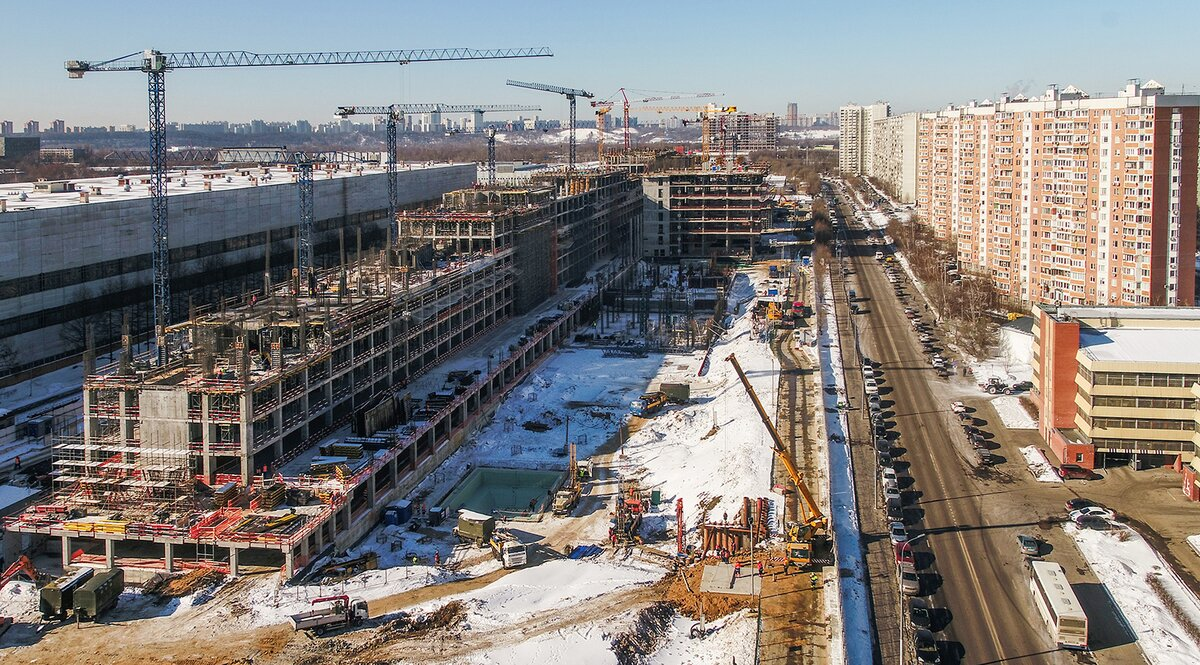
Строительство «Национального космического центра», март 2021 года

20 февраля 2019 года президент В. Путин поручил создать Национальный космический центр (НКЦ).
22 февраля Д. Рогозин представил комплексный план создания НКЦ. НКЦ возводится с нуля на территории Государственного космического научно-производственного центра (ГКНПЦ) имени Хруничева в Филях, общей площадью 9,9 га. Облик штаб-квартиры визуально будет похож на ракету.22 февраля о строительстве НКЦ рассказал глава «Роскосмоса» Дмитрий Рогозин. Центр будет новым перспективным проектом Госкорпорации «Роскосмос» совместно с Правительством Москвы. В НКЦ разместятся головной офис госкорпорации, ситуационный центр, центр управления полётами, а также сотрудники «Центра им. Хруничева» и 17 других московских предприятий «Роскосмоса». Строительство началось в 2019 году на территории Центра имени Хруничева в районе Филёвский Парк на западе столицы. Общая площадь комплекса зданий 250 000 м², площадь застройки составит более 35 000 м², работать в нём будут около 20 000 человек. НКЦ станет крупнейшим космическим центром в мире. Строительство НКЦ должно завершиться в 2023 году. Полное завершение всех работ планируется на 2024 год.

### Космодромы

#### Байконур

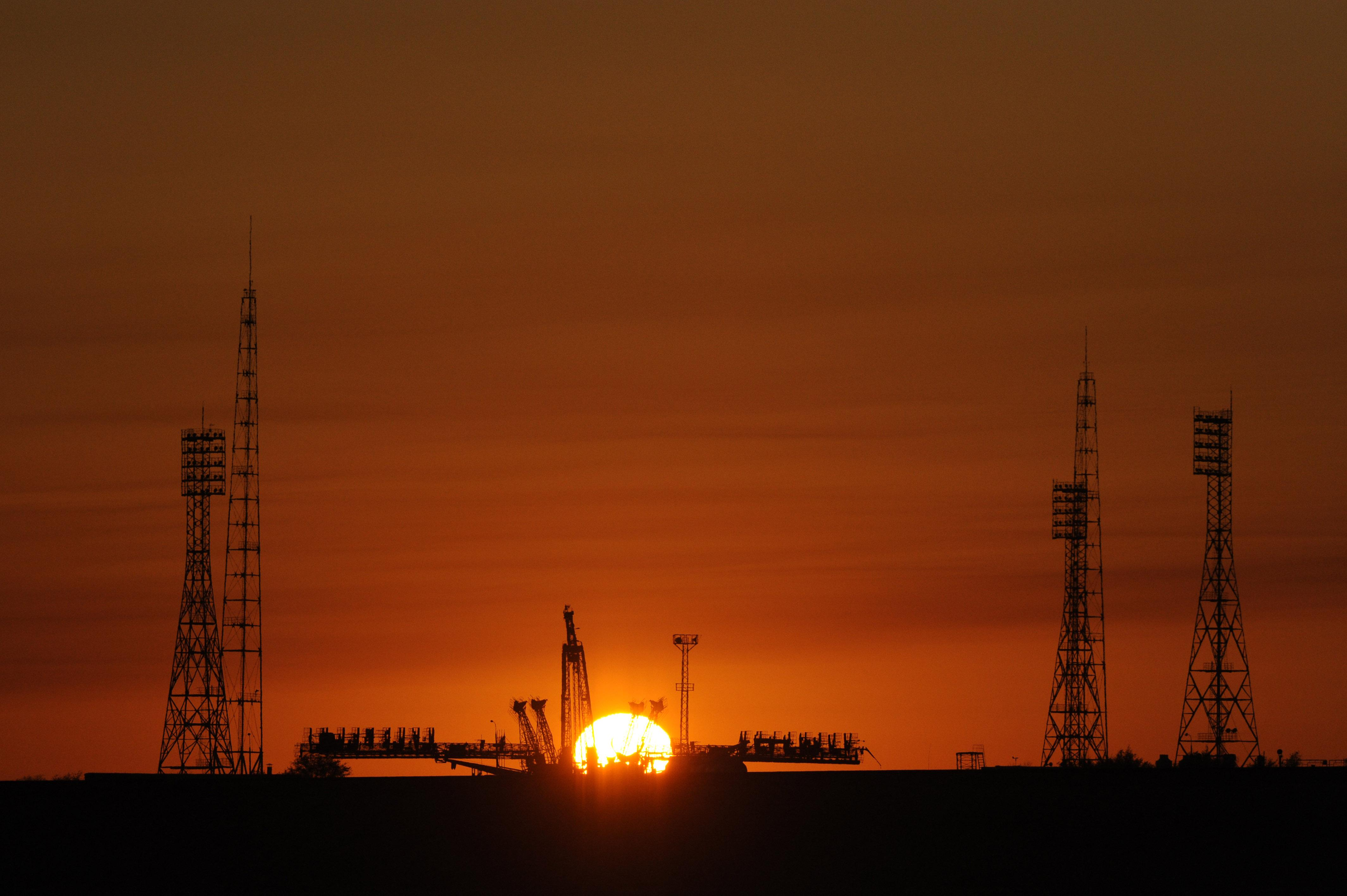
Стартовый комплекс космодрома Байконур

2 июня 1955 года на территории Казахстана близ города Казалинск и посёлка Жосалы был основан советский космодром «Байконур». Он был главным космодромом СССР до 1991 года. С него проводились запуски спутников к ближайшим планетам солнечной системы и пилотируемые миссии на орбиту земли. С момента распада СССР в 1991 году арендуется Россией у Казахстана, эксплуатируется Роскосмосом согласно договору до 2050 года. Занимает площадь 6717 км². Обслуживается двумя аэродромами: «Крайний» 1-го класса и «Юбилейный» внеклассный. По подсчётам специалистов, эксплуатация космодрома обходится около 5 млрд рублей в год, что составляет 4,2 % от общего бюджета Роскосмоса на 2012 год. На 2015 год оставался лидером с 18 запусками за год. С 2016 года на территорию космодрома организуются платные экскурсии по программе развития туризма.

#### Плесецк

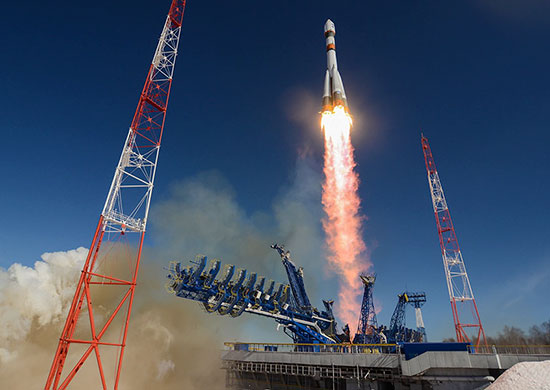
Стартовый комплекс космодрома Плесецк

Свою историю космодром «Плесецк» ведёт с 11 января 1957 года, когда было принято Постановление ЦК КПСС и Совета Министров СССР о создании военного объекта с условным наименованием «Ангара». 15 июля 1957 года считается днём основания, так, именно в этот день было начато формирование ракетного соединения, подписанием указа номер 1 полковником Михаилом Григорьевым. 17 марта 1966 года был произведён первый пуск ракеты-носителя «Восток-2» с искусственным спутником Земли «Космос-112». Космодром расположен в 180 километрах к югу от Архангельска неподалёку от железнодорожной станции Плесецкая Северной железной дороги. Общая площадь космодрома составляет 176 200 гектаров. Космодром «Плесецк» представляет собой сложный научно-технический комплекс, выполняющий как в интересах Вооружённых Сил России, так и в мирных целях. Обслуживается одноимённым аэропортом.

#### Морской старт

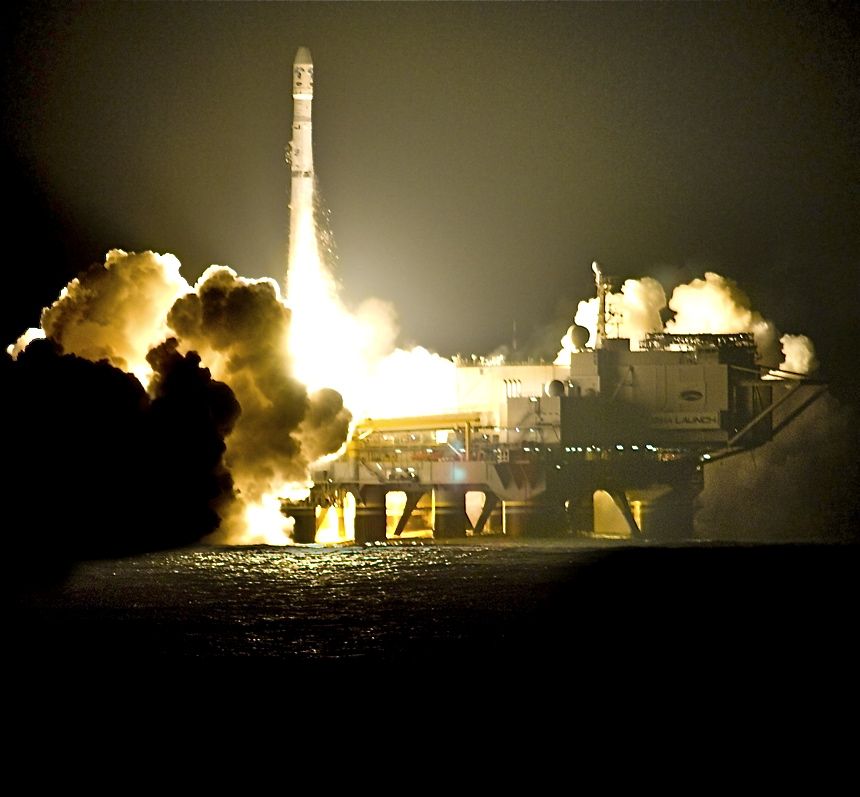
Стартовый комплекс «Морской старт»

«Морской старт» — плавучий космодром для запуска ракет «Зенит», основан в 1995 году международным консорциумом, в который входили Boeing, российская РКК «Энергия», норвежское судостроительное предприятие Aker Solutions, украинские КБ «Южное» и ПО «Южмаш». Первый старт с космодрома состоялся 27 марта 1999 года. Целью создания космодрома было доставлять ракету-носитель по морю к месту с наилучшими условиями для запуска в районе экватора, тем самым снизить расходы на запуски.
Летом 2009 года компания «Морской старт» объявила о своём банкротстве, а после реорганизации ведущую роль в проекте получила РКК «Энергия». Последний пуск был произведён 26 мая 2014 года. 30 марта 2016 Роскосмосом было сообщено о скором закрытии сделки по продаже проекта, при этом имя покупателя не называлось.

#### Куру

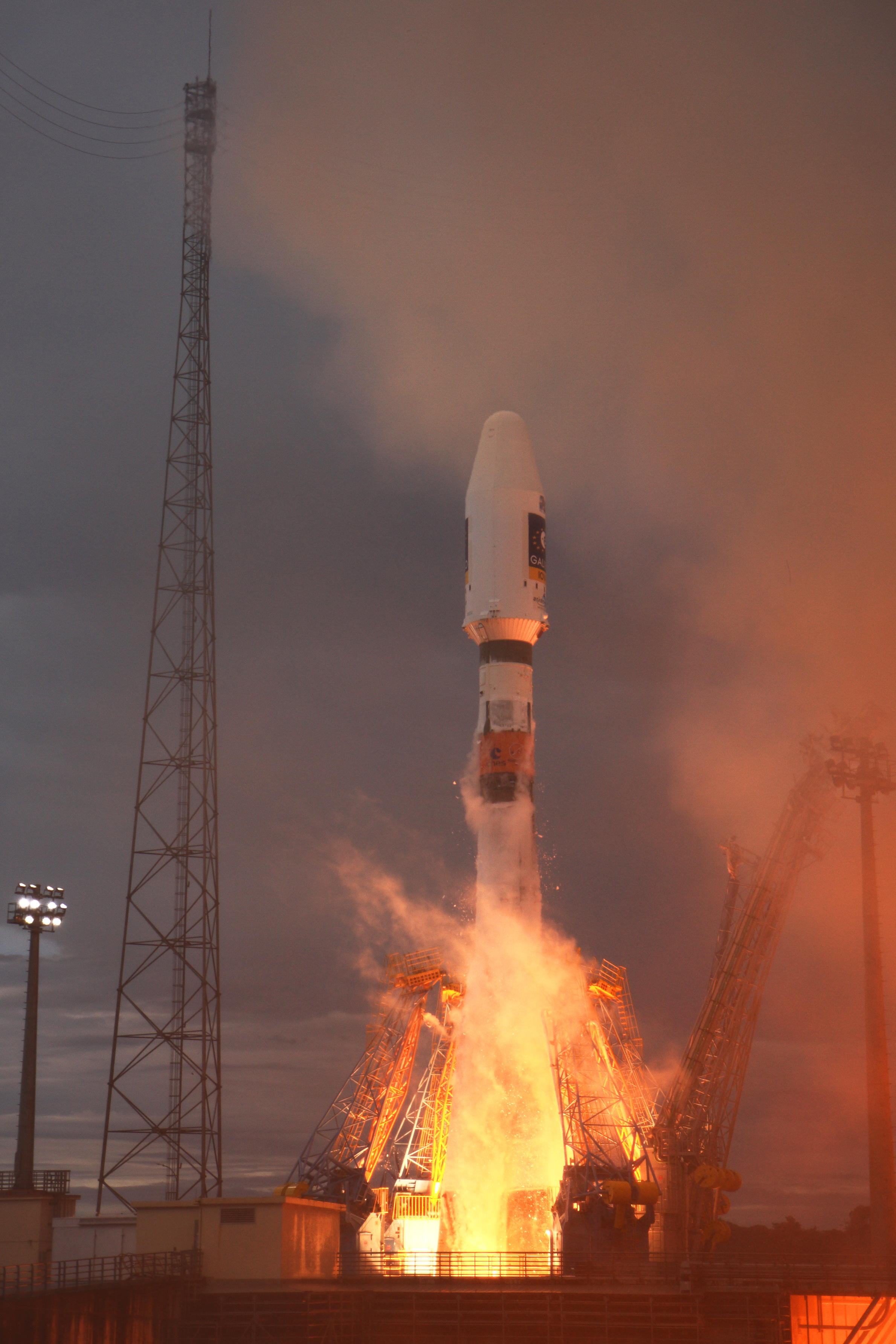
Старт РН «Союз» со стартового комплекса космодрома в Гвиане

Начало совместному проекту «Союз», предназначенному для запуска ракет «Союз» во французской Гвиане, было положено соглашением между Правительством Российской Федерации и Правительством Французской Республики от 26 ноября 1996 года и Протоколом к Соглашению от 12 января 1999 года о сотрудничестве в области исследования и использования космического пространства в мирных целях. Первый пуск произведён 20 октября 2011 году, ракетой-носителем «Союз-СТ-Б» был выведен на орбиту демонстрационный спутник европейской навигационной системы «Галилео».

#### Восточный

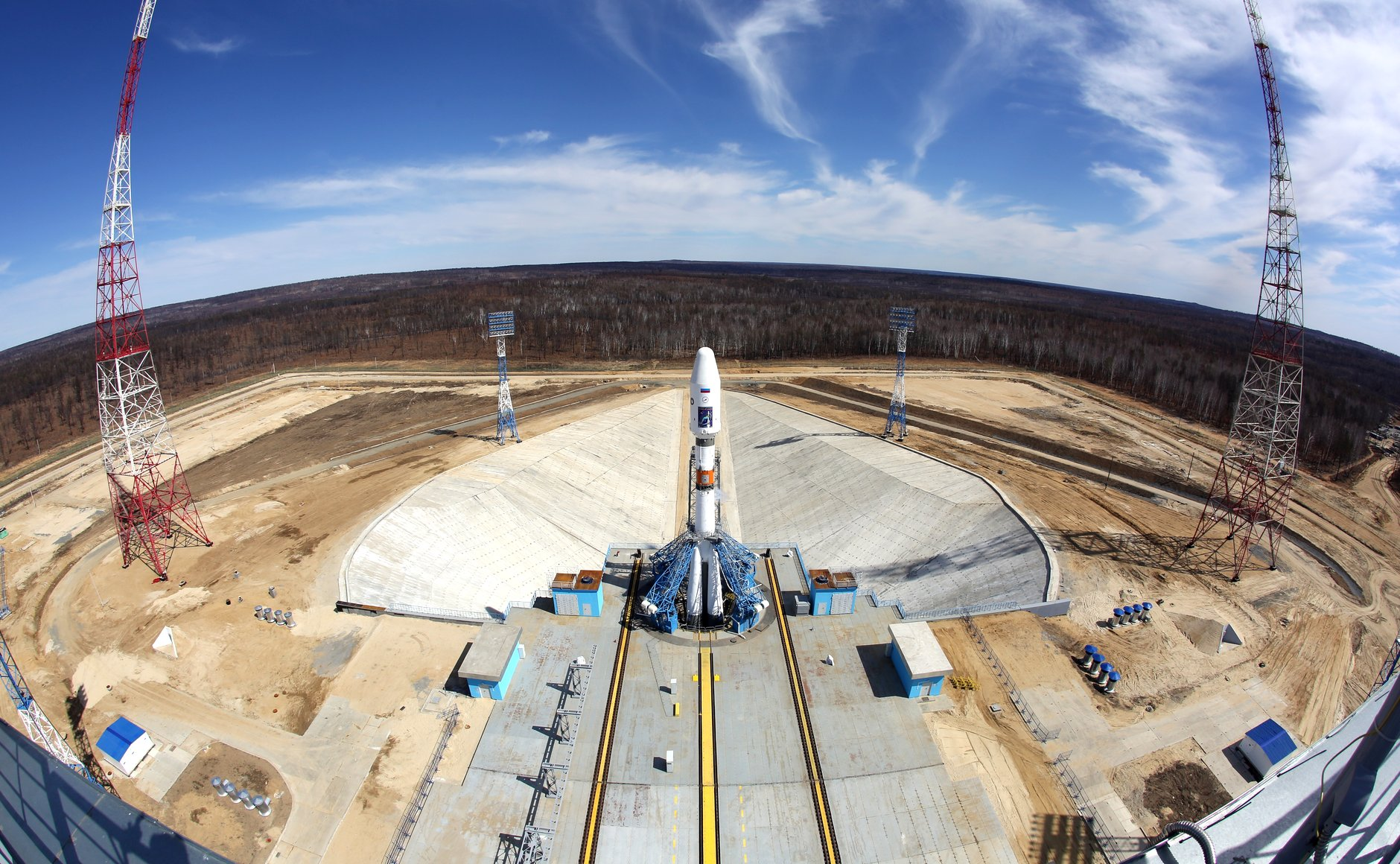
Стартовый комплекс космодрома «Восточный»

6 ноября 2007 года президент России Владимир Путин подписал указ № 1473 «О космодроме „Восточный“». В 2010 году был заложен первый камень в основание космодрома «Восточный», первого российского космодрома, расположенного на Дальнем Востоке в Амурской области, вблизи посёлка Углегорск. Строительство космодрома началось в 2011 году, возведение первого стартового комплекса в 2012 году. Общая площадь — около 700 км². Космодром «Восточный» расположен недалеко от расформированного в 2007 году космодрома «Свободный». И железнодорожной станции Ледяная.
При строительстве Восточного было допущено отставание в 26 месяцев, но после перехода стройки под контроль вице-премьера Дмитрия Рогозина в ноябре 2014 года отставание сократилось до 4 месяцев. Первый пуск ракеты-носителя с космодрома Восточный был произведён 28 апреля 2016 года в 5:01 по московскому времени.

### Станции дальней космической связи
- Центр космической связи «Медвежьи озёра» в Московской области: 64-метровый радиотелескоп РТ-64.
- Центр космической связи «Калязин» в Тверской области: 64-метровый радиотелескоп РТ-64.
- Космодром «Восточный» в Амурской области: 12-метровый радиотелескоп ТНА-57.
- Восточный центр дальней космической связи в Уссурийске (Приморский край): 70-метровый радиотелескоп РТ-70.
- Космодром Байконур в Казахстане: 12-метровый радиотелескоп ТНА-57.
- Западный центр космической связи в Евпатории: 70-метровый радиотелескоп РТ-70, комплекс АДУ-1000 из 8 радиотелескопов диаметром 16 метров и 32-метровый радиотелескоп ТНА-400.

В августе 2023 года заместитель гендиректора — генконструктор РКС по наземным системам и комплексам Максим Щербаков сообщил СМИ, что усовершенствованные для миссии «Луна-25» наземные антенные системы ТНА-1500 и П-2500, которые стали частью создаваемого в России наземного комплекса управления космическими аппаратами в дальнем космосе, обеспечат связью на любых расстояниях до границ Солнечной системы отечественные и международные научные миссии. Антенные системы помогут осуществить будущие миссии «Луна-26» и «Луна-27», а также обеспечить связь с перспективным радиотелескопом «Спектр-УФ» и миссией «Венера-Д».

### Авиаотряд

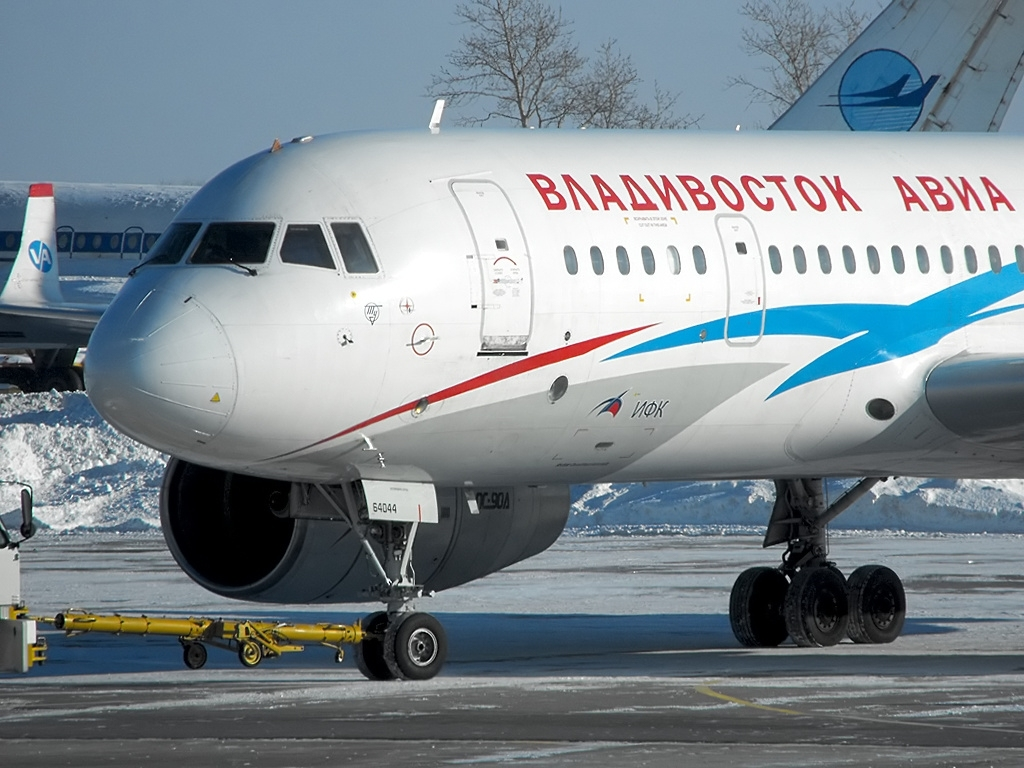
Ту-204-300 64044 Владивосток Авиа

В распоряжении корпорации самолёты Ту-204-300 (RA-64044 и RA-64045). Они были выбраны для ЦПК в модификации Ту-204-300, эти машины эксплуатировались авиакомпанией Владивосток Авиа. На ульяновском авиазаводе Авиастар-СП провели переоборудование самолётов по документации ПАО «Туполев» под требования ЦПК. Авиакомпания Космос, входящая в Роскосмос, 23 августа получила разрешение на использование нового для себя типа самолётов — Ту-204. Самолёты используются для возвращения на космодромы Байконур и Восточный экипажей и специалистов Роскосмоса. Дальность полета Ту-204-300 составляет около 9000 км. Ранее авиакомпания совершала пассажирские перевозки на Ту-134, грузовые — на Ан-12. Новые самолёты, заказанные ещё 2014 году были названы «Сергей Королёв» и «Юрий Гагарин».

#### ОРКК
10 октября 2013 года должность руководителя занял Олег Остапенко. 2 декабря 2013 года президент РФ Владимир Путин подписал указ о создании Объединённой ракетно-космической корпорации на базе ОАО «НИИ космического приборостроения». Реформа космической отрасли предполагает создание Объединённой ракетно-космической корпорации (ОРКК), куда войдут все предприятия отрасли, а в Роскосмосе останутся отраслевые научные институты и организации наземной инфраструктуры. Согласно указу, на эти преобразования отводится два года.

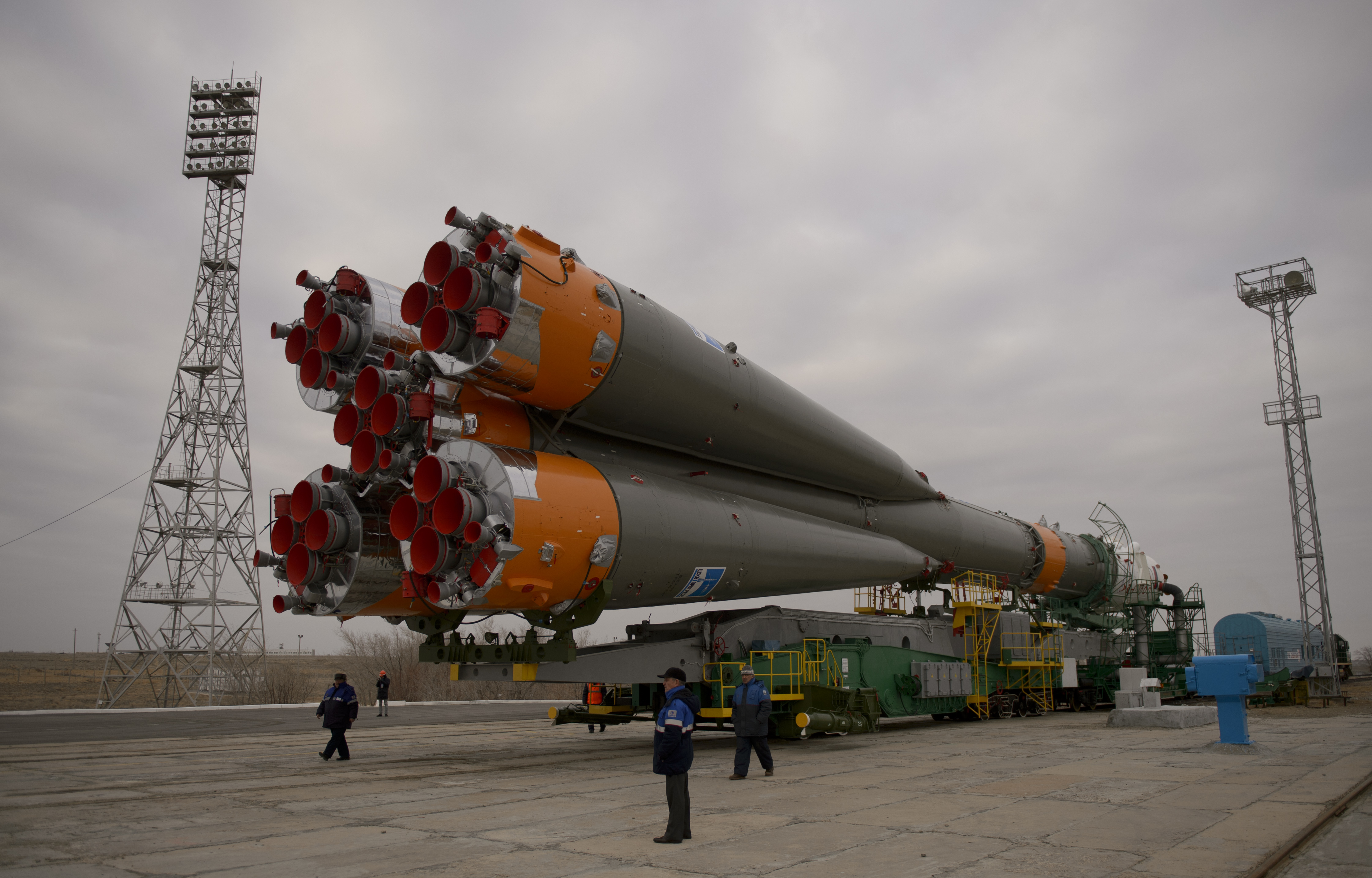
Союз TMA-12M

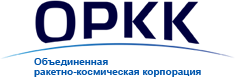
Логотип Объединённой ракетно-космической корпорации, 2014—2015 годы

В марте 2014 года из Роскосмоса была выделена ОРКК. ОРКК возглавил бывший заместитель директора Роскосмоса Игорь Комаров. В июне 2014 года сообщено о создании Службы внутреннего контроля (СВК) Роскосмоса, которая наделена правами проверять на предприятиях ведомства любые документы, сохранность и правильность использования денежных средств, осуществлять экономическую оценку действий руководства предприятий на предмет их законности, а также оценивать бездействие должностных лиц. Создание этой структуры было подвергнуто критике представителями ФГУП «ЦЭНКИ» и Объединённой ракетно-космической корпорации (ОРКК). ОРКК заявляет, что СВК на предприятия корпорации доступа иметь не будет. ФГУПы Роскосмоса войдут в ОРКК в 2015—2017 годах, по мере того как будет проведено их акционирование.

### Единый холдинг двигателестроения
В 2015 году Объединённая ракетно-космическая корпорация предложила сформировать холдинг предприятий ракетного двигателестроения. В 2016 году предложение поддержал Набсовет ОРКК, в 2017 году — правление Роскосмоса. Аналогичная структура, но для авиации, была создана в 2007 году в рамках госкорпорации «Ростех» — Объединённая двигателестроительная корпорация (ОДК), в состав которой вошли производители двигателей для военной и гражданской авиации, турбин для нефтегазовой отрасли.
Создание холдинга позволило изменить кооперацию предприятий: практически всё, что раньше закупалось вне интегрированной структуры ракетного двигателестроения, теперь изготавливается на предприятиях холдинга. Производственная база головного предприятия холдинга — НПО «Энергомаш» — будет использоваться как опытный завод для создания перспективных образцов ракетных двигателей, не мешая серийному производству. Освобождая производство под эту задачу, появляется возможность ускорить процессы разработки новых двигателей до 3-4 лет вместо 10-15 лет.
14 июля 2018 года новый глава Роскосмоса Дмитрий Рогозин посетил НПО «Энергомаш» и поручил компании немедленно приступить к созданию корпорации ракетного двигателестроения.
27 июля 2018 года был согласован подписан план-график создания на базе НПО «Энергомаш» единой корпорации ракетного двигателестроения. Цель создания холдинга — формирование более эффективной кооперации между предприятиями, сокращение затрат на создание новых производственных мощностей и сбалансированное распределение загрузки не только в производстве, но и в конструкторских бюро.
В феврале 2021 года все российские предприятия, занятые в создании ракетных двигателей, были окончательно интегрированы в единую структуру.
Предприятия холдинга:
- НПО Энергомаш (Химки; головное предприятие холдинга);
- КБХМ им. А. М. Исаева (Королёв, предприятие включено в холдинг в начале 2021 года);
- КБХА (Воронеж; предприятие включено в холдинг в конце 2018 года);
- ВМЗ (Воронеж; 1 ноября 2019 года КБХА и ВМЗ объединились в одно предприятие);
- ПАО «Протон-ПМ» (Пермь; предприятие включено в холдинг в конце 2018 года);
- НИИМаш (Нижняя Салда; 100 % акций переданы в доверительное управление в сентябре 2018 года);
- ОКБ «Факел» (Калининград).

### Холдинг космического приборостроения
Создание единой интегрированной структуры нацелено на обеспечение полной импортонезависимости российской ракетно-космической промышленности в вопросах поставок продукции микрорадиоэлектроники космического назначения и приборостроения. Такой подход позволит реализовать единую техническую политику в области космического приборостроения, ускорить модернизацию основных фондов, уйти от параллелизма и дублирования работ. На базе предприятий будут сформированы продуктовые и производственные центры компетенции, для которых планируется ввести новые единые отраслевые стандарты. Для координации работы и повышения эффективности взаимодействия все они будут работать в рамках единой цифровой среды. Ожидается, что интеграция компаний позволит в течение нескольких лет достичь уровня мировой конкурентоспособности, обеспечит переход на новые технологии, а также внедрение результатов космической деятельности и цифровых сервисов в интересах различных отраслей экономики и социальной сферы.
- 31 октября 2019 года глава Роскосмоса Дмитрий Рогозин, выступая на отчётной конференции Российской академии космонавтики им. К. Э. Циолковского, сообщил, что в ноябре на наблюдательном совете госкоропрации будет представлена программа создания приборостроительной интегрированной инфраструктуры на базе АО «Российские космические системы»[188].
- 18 февраля 2021 года глава Роскосмоса Дмитрий Рогозин в социальной сети сообщил, что на заседании Наблюдательного совета Роскосмоса одобрено решение о формировании на основе АО «Российские космические системы» холдинга космического приборостроения. В его состав войдут 17 компаний — дизайн-центров, НИИ, КБ и сборочных производств, нацеленных на обеспечение полной импортонезависимости российской ракетно-космической промышленности в вопросах поставок продукции микрорадиоэлектроники космического назначения и приборостроения. Холдинг возглавил А. Е. Тюлин[189]. В согласовании программы стратегических преобразований предприятий космического приборостроения участвовали Военно-промышленная комиссия России, Минфин России, Минэкономразвития России, Госкорпорация «Росатом», Госкорпорация «Роскосмос» и другие организации ракетно-космической отрасли.

### Завод по производству спутников
31 мая 2023 года генеральный директор Роскосмоса Юрий Борисов на заседании Совета молодых ученых и специалистов Роскосмоса заявил, что к 2026 году в России с целью перехода от ручной сборки аппаратов к серийному производству с применением автоматизации должен быть построен завод по серийному производству космических аппаратов, который сможет выпускать около 250 изделий ежегодно. 9 июня 2023 года на совещании на Ярославском радиозаводе под руководством главы Роскосмоса Юрия Борисова прошло обсуждение хода реализации программы перехода на конвейерное производство унифицированной бортовой аппаратуры. Ярославский радиозавод в соответствии с программой стратегических преобразований предприятий космического приборостроения, утвержденной Наблюдательным советом Роскосмоса, приобретает статус базового серийного предприятия отечественного космического приборостроения. Руководству РКС поставлена задача в кратчайшие сроки освоить массовое производство унифицированных модулей полезной нагрузки и другой современной аппаратуры для перспективных отечественных космических аппаратов. Это позволит реализовать стратегическую цель по организации конвейерного производства спутников — до 350 в год.

### Предприятия
В состав Роскосмоса входят предприятия, созданные в советское время и находившиеся в ведении Минобщемаша СССР. Российское Космическое Агентство в 1992 году получило в своё ведение 38 предприятий и институтов космической отрасли, его преемник «РАКА» получил уже 39 предприятий.

Бывшие автономные предприятия, ныне входящие в состав ФГУП «ЦЭНКИ»: ФГУП КБ общего машиностроения (КБОМ), ФГУП КБ транспортно-химического машиностроения (КБ ТХМ), ФГУП КБ транспортного машиностроения (КБТМ), ФГУП Федеральный космический центр «Байконур», ФГУП Научно-производственная фирма «Космотранс» (НПФ «Космотранс»), ФГУП КБ «Мотор», ФГУП ОКБ «Вымпел».
В состав госкорпорации входит завод «Арсенал». КБ «Арсенал» входит с состав госкорпорации и является её дочерним предприятием.

## Программы

### Пилотируемая космонавтика

#### Восток

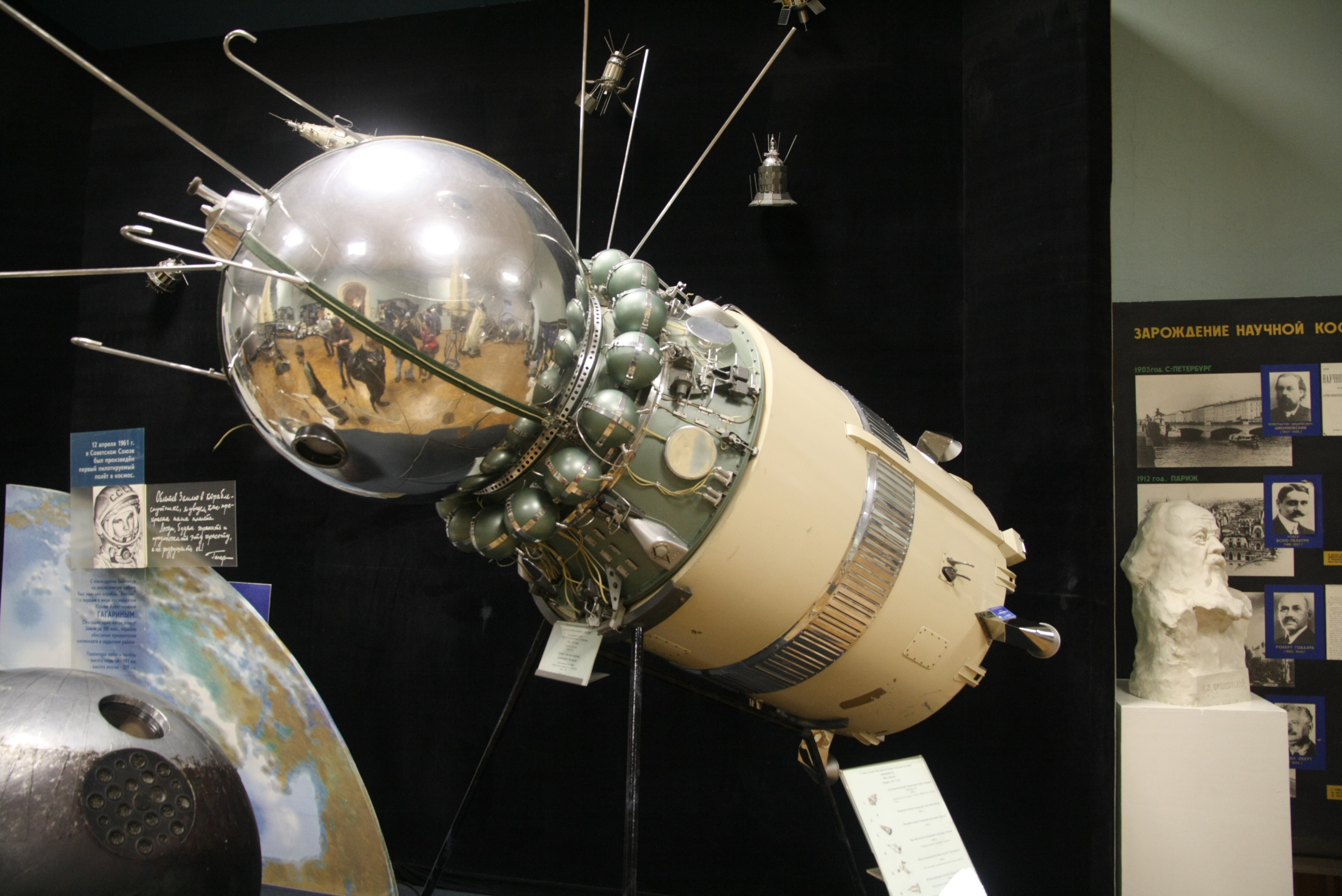
Пилотируемый корабль «Восток»

Начало пилотируемой космонавтики было положено 12 апреля 1961 года, именно в этот день состоялся запуск корабля Восток-1 с космонавтом Юрием Гагариным на борту. Корабли «Восток» создавались ведущим конструктором О. Г. Ивановским под руководством генерального конструктора ОКБ-1 Сергея Павловича Королёва с 1958 по 1963 год. Официальное постановление о начале разработки корабля «Восток» было принято 22 мая 1959 года. Космические корабли этой серии отличало то, что они были одноместными и малогабаритными, а продолжительность полёта могла составлять не более 7 суток. На кораблях серии осуществлены первые в мире суточный полёт, групповые полёты двух кораблей и полёт женщины-космонавта. Общая масса космического корабля достигала 4,73 тонны, длина без антенн — 4,4 м, а максимальный диаметр — 2,43 м. Корабль состоял из сферического спускаемого аппарата массой 2,46 тонны. Вес космического корабля вместе с последней ступенью ракеты-носителя составлял 6,17 тонны, а их длина в связке — 7,35 м. Всего состоялось 13 запусков, из них 6 пилотируемых, 7 беспилотных, 10 успешных.

#### Восход

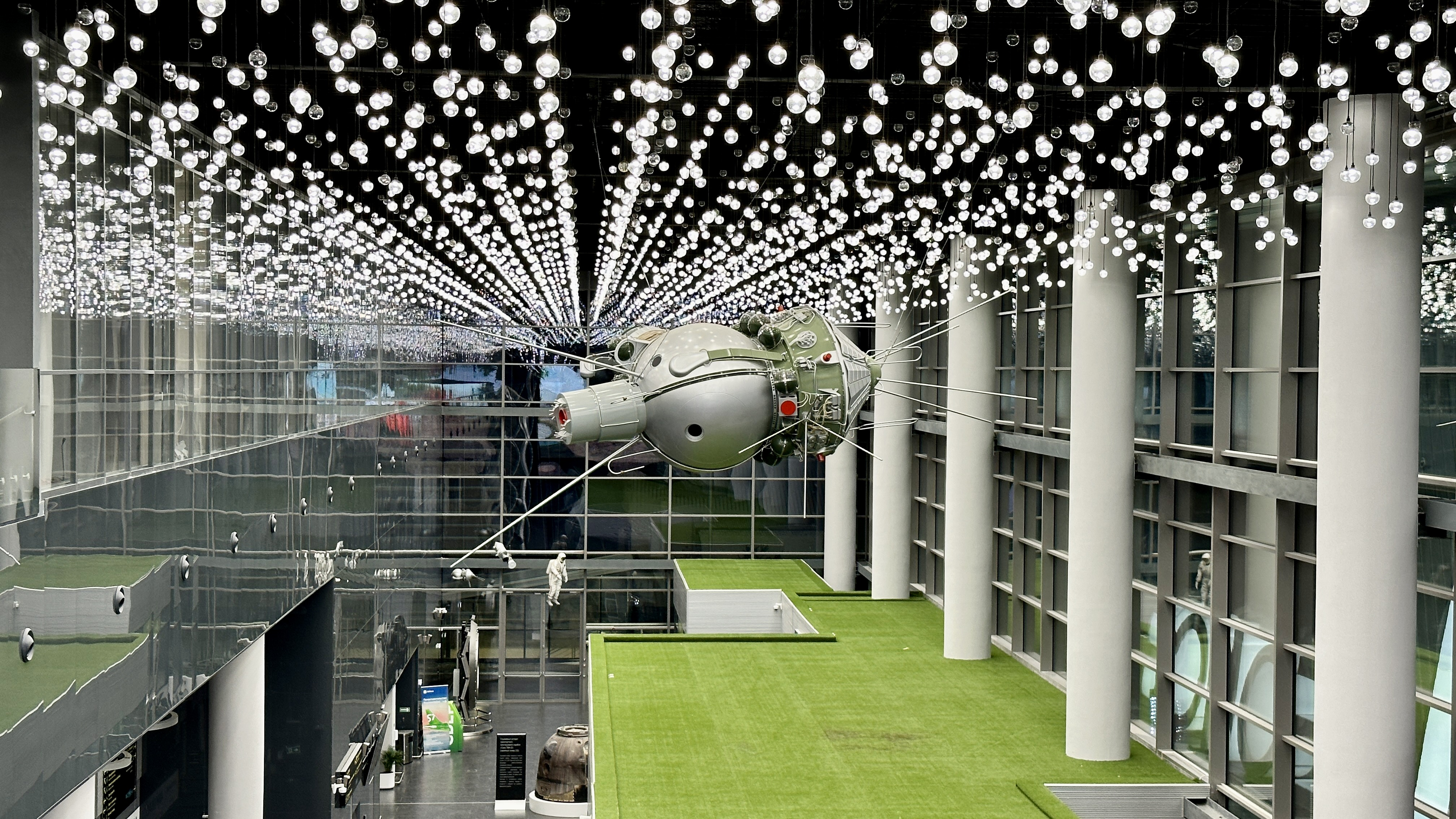
Восход-1

Следующими были корабли серии «Восход», первый пуск состоялся 6 октября 1964 года, всего было произведено 6 пусков, один из них неудачно. Они были модификацией кораблей Восток, однако были рассчитаны на трёх космонавтов, полёт без скафандра до 22 суток и возможность выхода в открытый космос. Космический корабль «Восход» фактически повторял корабли серии «Восток» (изд. 3КА) и состоял из сферического спускаемого аппарата диаметром 2,3 метра, в котором размещались космонавты, и конического приборного отсека (массой 2,27 т, длиной 2,25 м и шириной 2,43 м) в котором находились топливные баки и двигательная установка. Кроме того, в корабле «Восход-1» космонавты для экономии места располагались без скафандров. На корабле «Восход-2» (изд. 3КД), предназначенном для выхода человека в открытый космос, оба космонавта были одеты в скафандры «Беркут». Система носителя и корабля «Восход» не имела средств спасения при аварии в первые минуты после запуска, в отличие от предшествующих кораблей «Восток», имевших систему катапультирования, и последующих кораблей «Союз», оснащённых системой аварийного спасения (САС). Ввиду такого высокого риска и концентрации ресурсов на программах «Союз» и лунной, программа «Восход» была свёрнута после двух полётов.

#### Союз

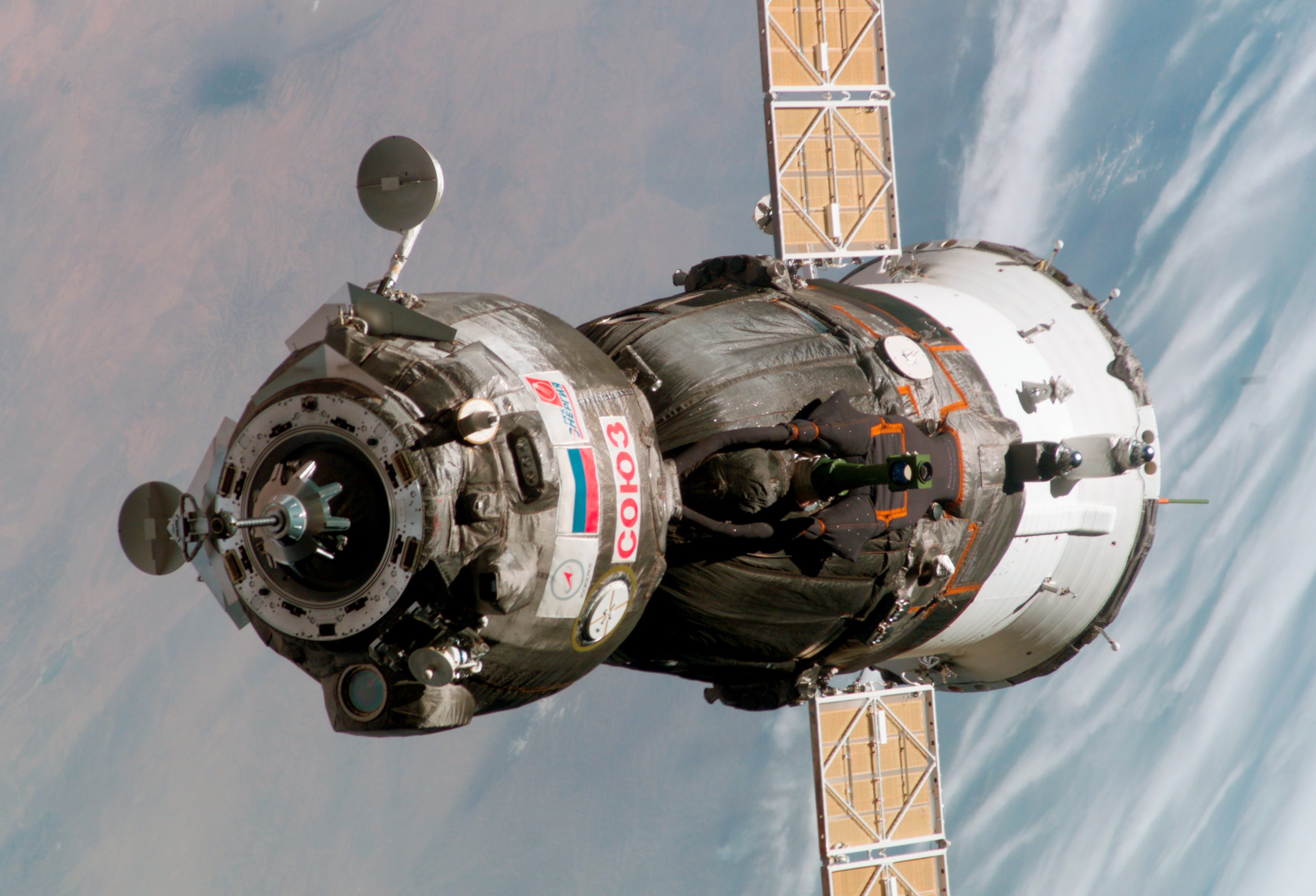
Пилотируемый корабль «Союз»

Наиболее успешными и долговечными стали корабли серии «Союз», чей первый пуск состоялся 23 апреля 1967 года с космодрома Байконур. Разработка космического корабля Союз велась в конструкторском бюро Сергея Королёва с 1962 года. На нём предполагалось отработать средства сближения и стыковки космических аппаратов на орбите искусственного спутника Земли (ИСЗ), а также конструкцию и системы корабля, обеспечивающие облёт Луны с возвращением на Землю. Космический корабль Союз был запущен 10 ноября 1968 года, через три дня обогнул Луну на расстоянии 1960 километров от её поверхности, на обратном пути сфотографировал Землю с высоты 90 тысяч километров и приводнился в Индийском океане, из вод которого был выловлен научным судном. Первыми живыми существами с Земли, облетевшими вокруг Луны, стали черепахи на борту советского космического корабля «Зонд-5». Модификации кораблей «Союз» выполняют полёты к МКС. Было осуществлено 126 успешных пусков. Всего в 1967—1981 гг. было осуществлено 55 запусков кораблей серии Союз разных модификаций: 38 полётов в пилотируемом варианте, 16 — в беспилотном и один аварийный запуск с двумя космонавтами. В июне 1970 года на космическом корабле «Союз-9» был осуществлён первый длительный полёт продолжительностью 17,7 суток. Корабли этой серии отличает наличие солнечных батарей, возможность долгого пребывания на орбите вплоть до 200 суток.

#### Салют

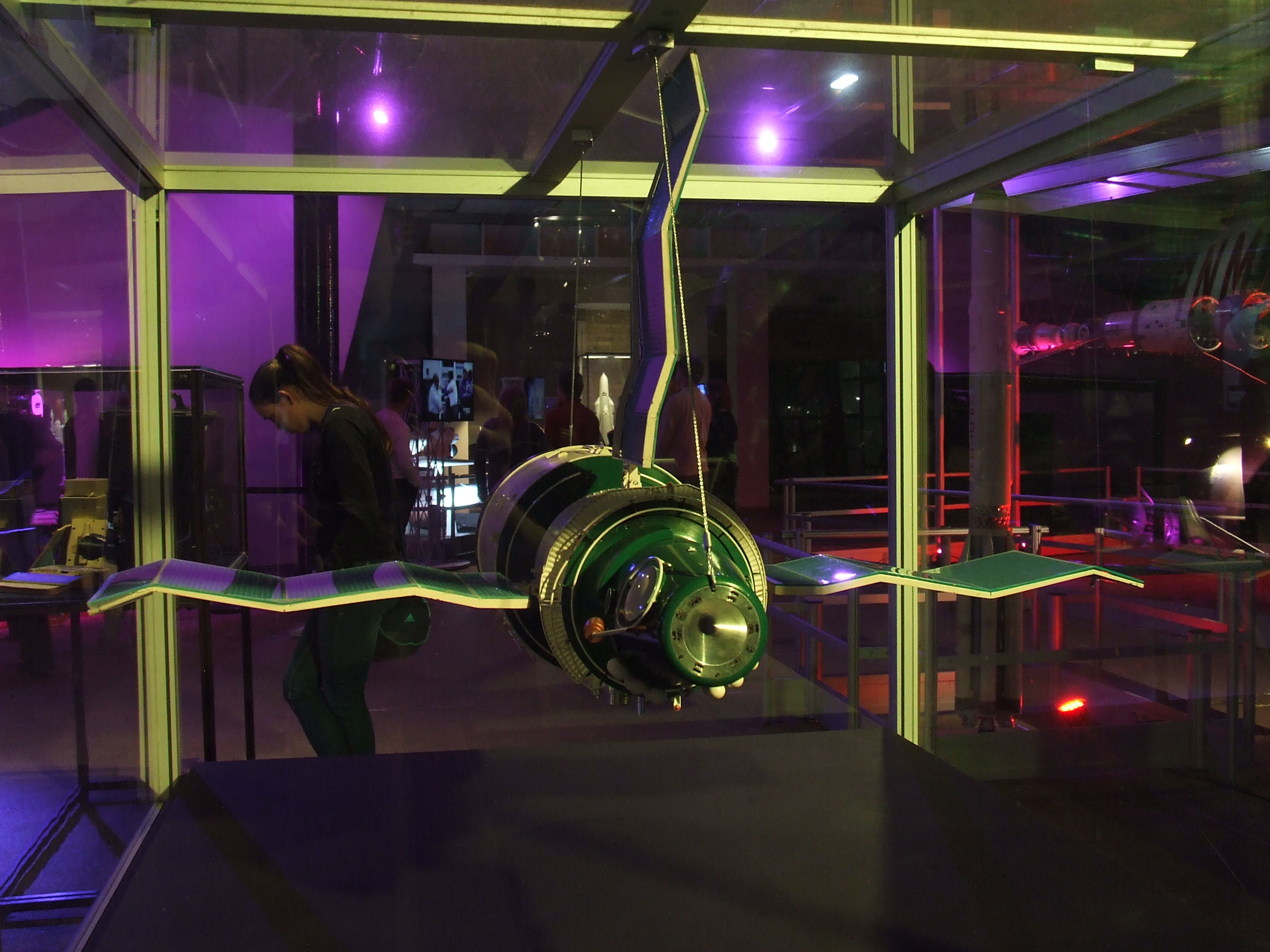
Макет «Салют-1» в музее

С 1971 года по 1986 год ракетами-носителями «Протон» на орбиту выводились одномодульные управляемые станции серии «Салют». Важным этапом в развитии пилотируемой космонавтики и строительства орбитальных станций стала программа «Салют», в ходе которой на орбиту были успешно выведены 9 станций, первая из которых была запущена 19 апреля 1971 года. Она стала первой в мире научной орбитальной станцией. Первая станция называлась «Заря», название можно было увидеть на её корпусе, его изменили из-за наличия у Китая космической техники с таким названием. Под общим названием «Салют» на орбиту выводились орбитальные станции по гражданской программе «Долговременная орбитальная станция» (ДОС) разработки ЦКБЭМ и по военной программе «Алмаз» (ОПС) разработки ЦКБМ. Основой всех советских и российских орбитальных станций является рабочий отсек (РО), представляющий собой цилиндр малого диаметра (диаметр 2,9 м, длина 3,5 м), соединённый конической проставкой с цилиндром большого диаметра (диаметр 4,15 м, длина 2,7 м). 20 января 1978 года на орбиту вышел первый корабль серии «Прогресс», его вывела ракета-носитель Союз. Корабли серии Прогресс разрабатывались на основе кораблей Союз с 1973 года, с целью снабжения орбитальных станций. В 1980-х годах РКК Энергия разрабатывались новые пилотируемые корабли под названием «Заря». Но в связи с сокращением финансирования программа была свёрнута.

#### Мир

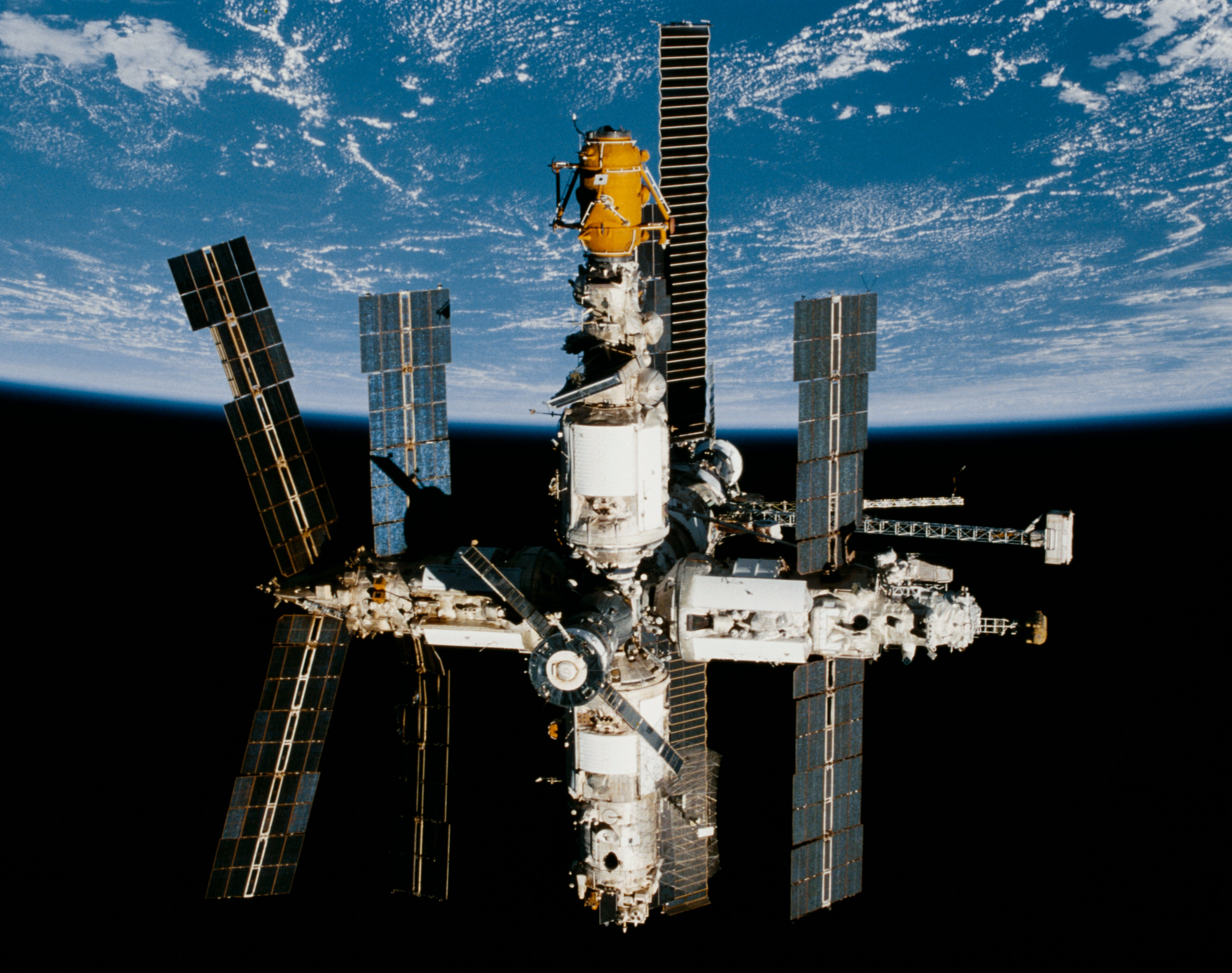
Орбитальная станция «Мир»

19 февраля 1986 года осуществлён запуск первого модуля станции «Мир», ставшей прообразом «Международной космической станции» и первой много модульной станцией на орбите с постоянным присутствием человека проработавшая 15 лет. На станции было произведено более 23 000 экспериментов. Состоялась программа в рамках международного сотрудничества Мир — Шаттл. На станции побывало 104 космонавта из 12 стран. Станция была обитаема 4594 дня. 15 ноября 1988 года состоялся первый и единственный запуск космического корабля Буран. 20 ноября 1998 года был выведен на орбиту первый модуль «Международной космической станции», в основу которой лёг проект станции Мир-2. Она стала символом международного сотрудничества в космосе.

#### Орёл

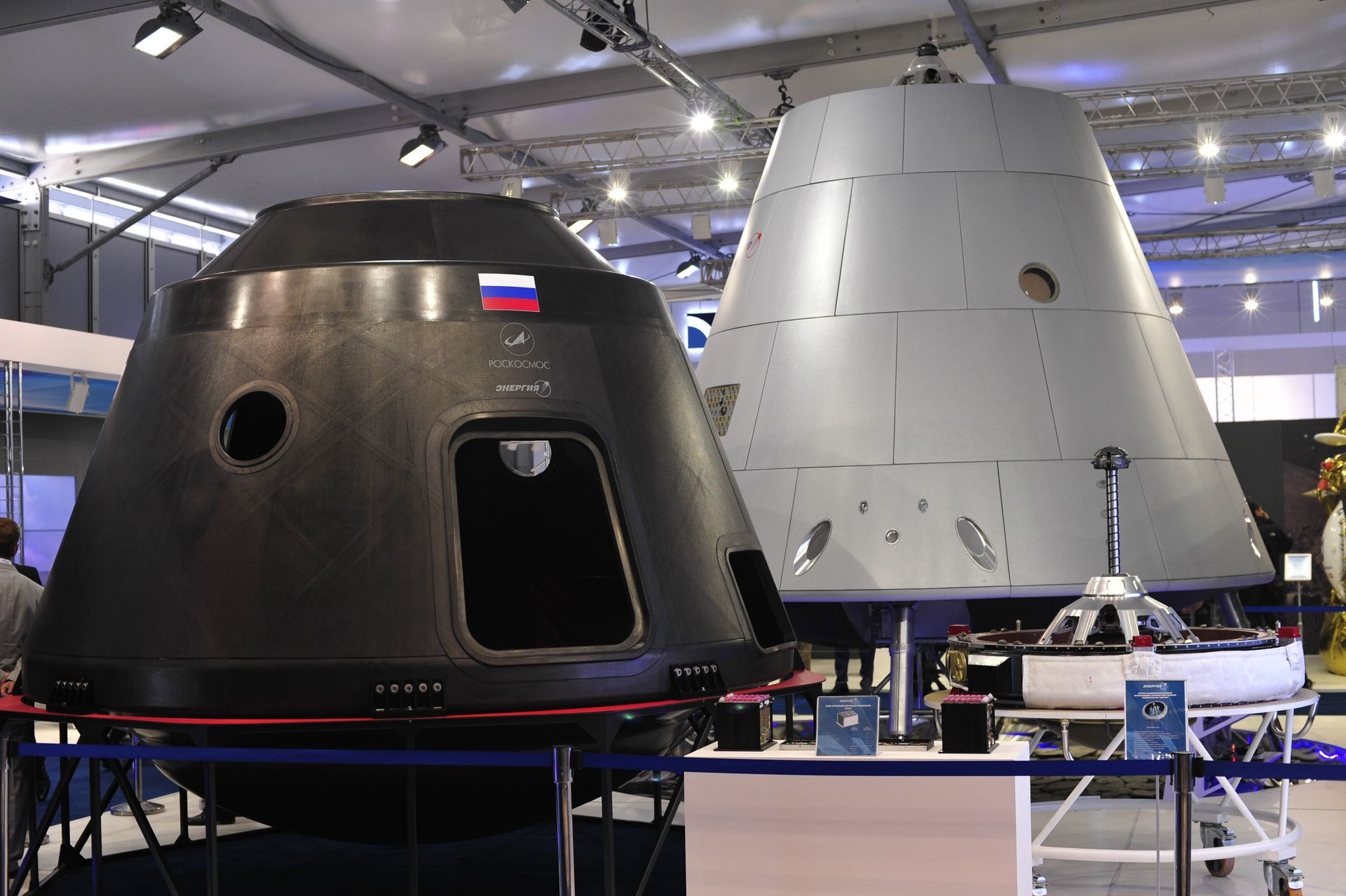
Пилотируемый корабль «Федерация»

С 2000 года рада Энергией разрабатывался проект нового пилотируемого корабля Клипер, который так и не был реализован. Особенностью проекта являлось то, что корабль должен был выводить на орбиту до 6 человек, иметь многоразовую капсулу и конструкцию корпуса, напоминающую лапоть. В основу проекта легли разработки по программе Спираль. В 2006 разработка была прекращена. В США успешно реализуют аналогичную программу «Бегущий за мечтой». С 2005 года РКК «Энергия» ведёт разработку нового пилотируемого корабля «Федерация». Предполагается, что на борту смогут размещаться до 6 членов экипажа, а сам корабль сможет находиться на орбите до 1 года. Корпус нового корабля будет изготавливаться в двух вариантах из углепластика и металла. Согласно проекту корабль должен быть способен летать на орбиту Луны.

### Передовые технологии

#### Ядерная энергетика

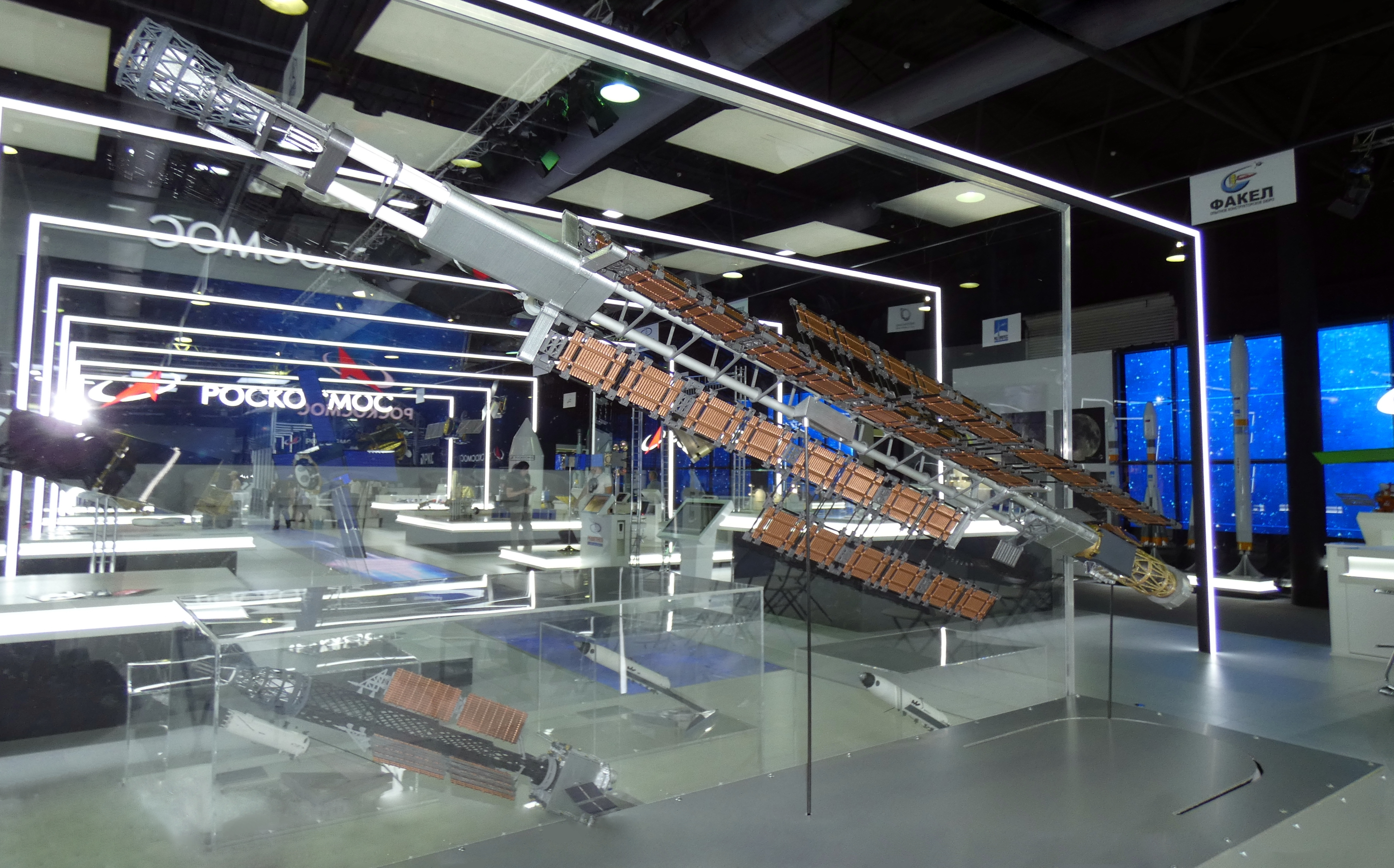
Транспортно-энергетический модуль

С 2009 года ведётся разработка ядерной энергодвигательной установки мегаваттного класса в рамках программы по созданию космических кораблей, способных летать на орбиту земли и ближайшим планетам солнечной системы, прежде всего к Луне и Марсу. Особенность проекта заключается в применении специального теплоносителя — гелий-ксеноновой смеси, высокотемпературного газоохлаждаемого реактора на быстрых нейтронах, урана высокого обогащения и температурой в реакторе до 1500 К, а также в том, что рабочие органы системы управления и защиты реакторной установки выполнены из труб, изготовленных из молибденового сплава ТСМ-7. Уникальный конструкционный материал корпуса способен обеспечить работу реактора на протяжении более чем ста тысяч часов; за это время обычный космический аппарат может достичь границы Солнечной системы.

### Эксперименты

#### Луна-15
В 2015 году Институтом медико-биологических проблем РАН был проведён эксперимент «Луна-2015», целью которого была имитация полёта на Луну женского экипажа. Аналогично эксперименту, проведённому в 2011 году Марс-500, имитирующему полёт на Марс. За восемь дней экипажу предстояло провести 30 экспериментов. Эксперимент реализовал Институт медико-биологических проблем РАН В ходе эксперимента экипаж, состоящий из 6 девушек, провёл 8 дней в замкнутом пространстве. Эксперимент был направлен на изучение особенностей адаптации женского организма в условиях изоляции в гермообъекте. В специальном комплексе, в котором ранее проводили эксперимент Марс-500.

### Исследование планет

#### Луна

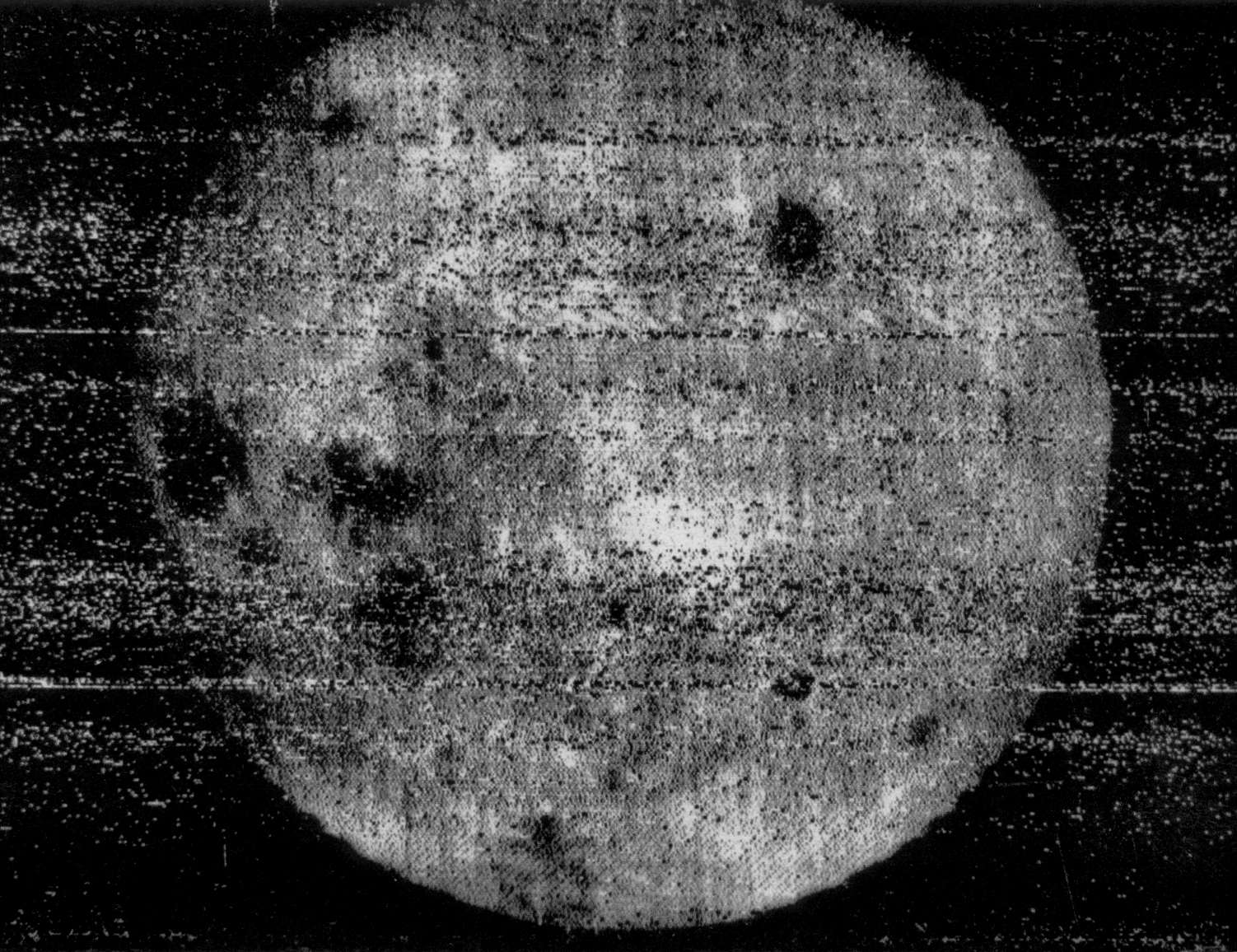
Первое изображение, переданное АМС «Луна-3», показывающее обратную сторону Луны

Изучение Луны началось в 1958 году с запуска одноимённой программы, в ходе которой было осуществлено 16 удачных пусков космических аппаратов и луноходов, первый из которых Луна-1 состоялся 2 января 1959 года. 14 сентября 1959 года в 00:02:24 станция «Луна-2» впервые в мире достигла поверхности Луны в районе Моря Дождей вблизи кратеров Аристилл, Архимед и Автолик. 7 октября 1959 года Луна-3 провела 40-а минутную съёмку обратной стороны Луны с расстояния 66800 км. 17 ноября 1970 года доставленный станцией Луна-17, Луноход-1 стал первым планетоходом, успешно работающим на другой планете. Он успешно работал на Луне в течение 10,5 месяцев. За это время, он проехал 10 540 м, передал на Землю 200 телефотометрических панорам и около 20 тысяч снимков малокадрового телевидения. 9 августа 1976 года был запущен Луна-24, последний аппарат программы «Луна». Он выполнил миссию по забору лунного грунта и доставки её на поверхность Земли.

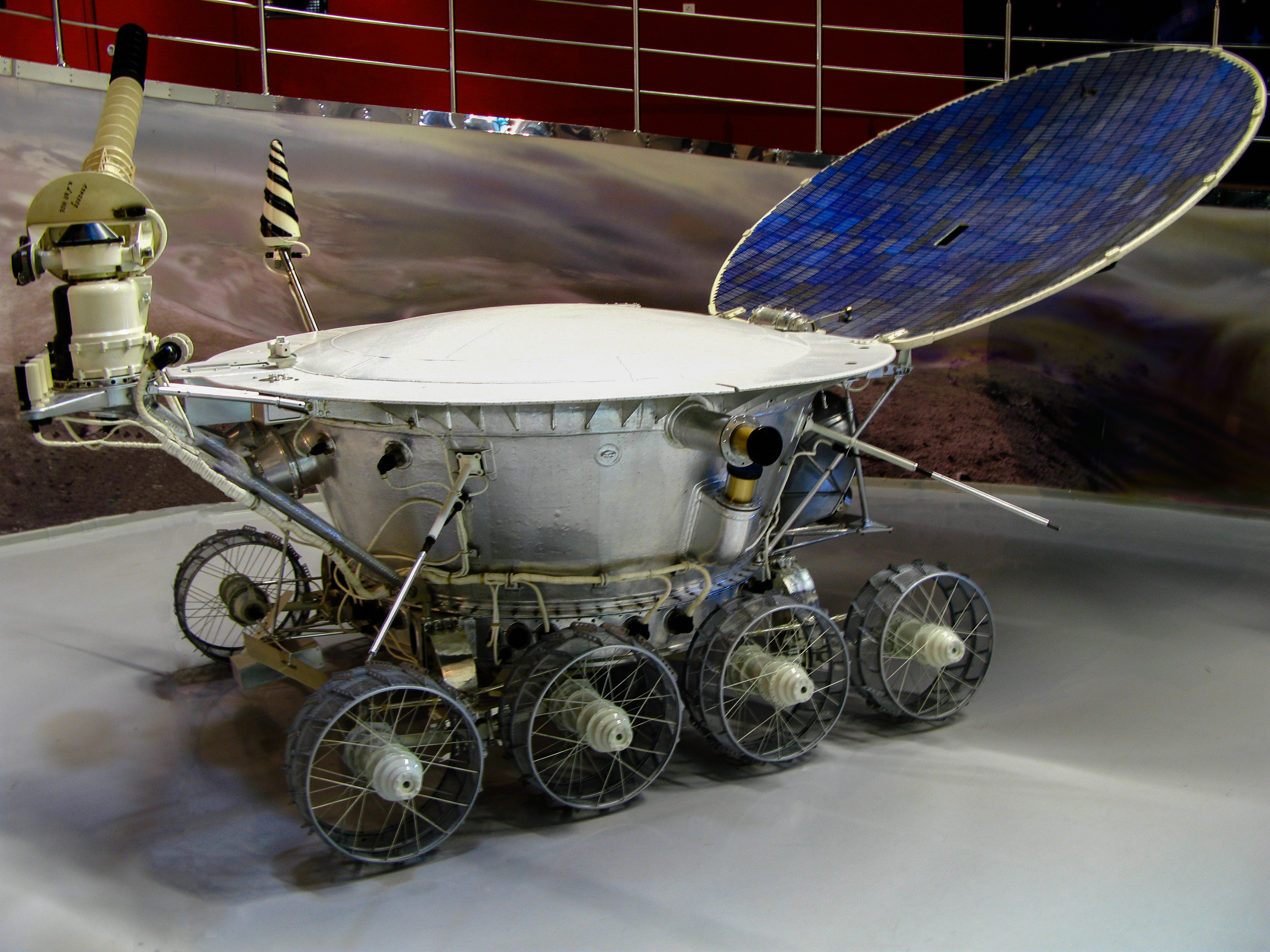
Луноход-1

Всего на Луну было доставлено два лунохода. Результатами программы стали ценные сведения, о строении планеты, составах грунта, атмосфере, магнитном поле, также были получены первые чёрно-белые фотографии поверхности планеты. В 2023 году был запущен автоматический беспилотный аппарат «Луна-25», разбившийся о поверхность Луны. В 2026 году планируется запуск орбитальной станции «Луна-Ресурс» с посадочным аппаратом, который доставит в район южного полюса Луны индийский луноход.

#### Венера
Исследованию Венеры положила начало советская программа «Венера», в рамках которой 12 февраля 1961 года был запущен космический аппарат «Венера-1», пролетевший в 100 000 километрах от Венеры. А в ноябре 1965 года были запущены космические аппараты «Венера-2», пролетевший в 24 километрах от Венеры, и «Венера-3», которая достигла поверхности планеты. В ходе программы были успешно осуществлены запуски 16 космических аппаратов. Собраны данные об атмосфере планеты, температуре, магнитных полях, поверхности и составе грунта, получены первые чёрно-белые и цветные фотографии.

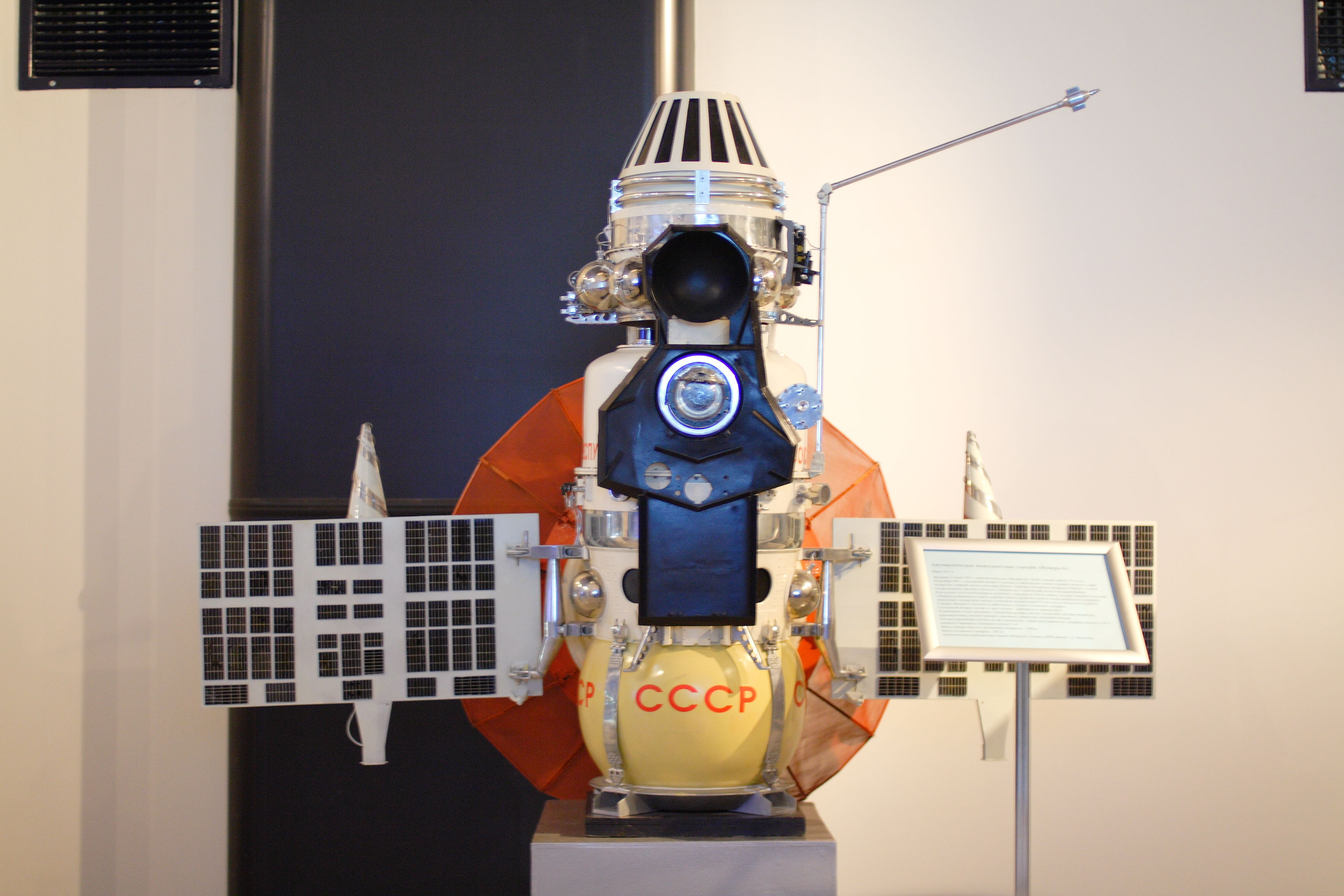
Венера-4

«Венера-Д» — российский зонд для изучения Венеры. Цель зонда — изучение планеты Венеры, по аналогии американского зонда «Магеллан». Запуск космического аппарата первоначально намечался на 2016 год, однако в 2012 году представители Роскосмоса заявили, что старт произойдёт в 2020—25 годы, а летом 2017 года сроки старта были сдвинуты за 2025 год. Тем не менее, «Венера-Д» остаётся главным межпланетным проектом «Роскосмоса» на период после 2025 года.

#### Комета Галлея

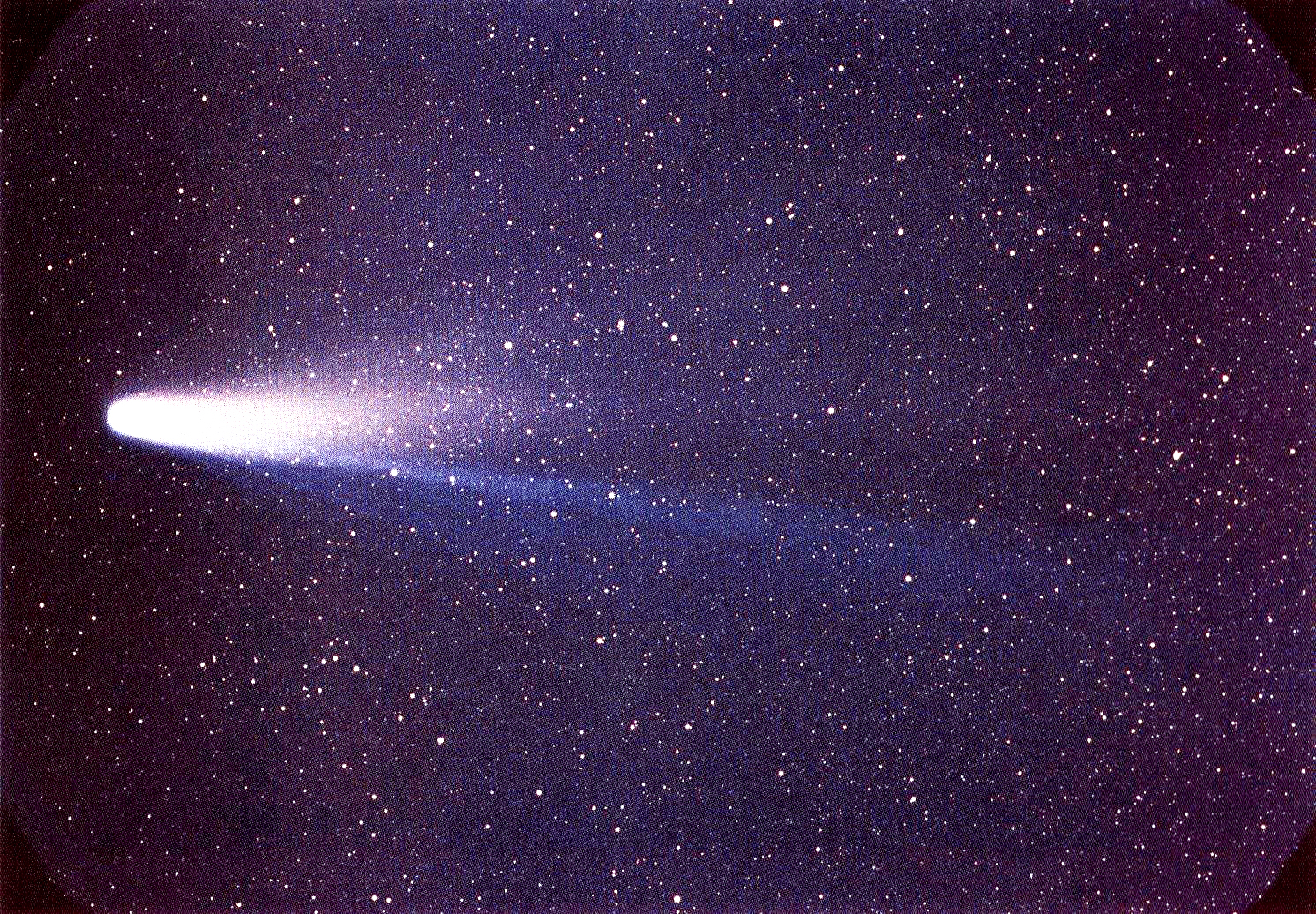
Комета Галлея

Работу по изучению «Кометы Галлея» провели аппараты серии Вега. «Вега-1» и «Вега-2» стартовали 15 и 21 декабря 1984 года с помощью ракеты «Протон». Исследовательские станции входили в состав так называемой «Армады Галлея», состоящей из пяти автоматических межпланетных станций разных стран, отправленных навстречу комете Галлея. Станции отправились навстречу комете Галлея и навели на неё летевшие к комете следом за ними АМС «Джотто» Европейского космического агентства и японские «Сакигакэ» и «Суйсэй». ЕКА имело небольшой опыт практической межпланетной навигации, а для представителей Японии это был первый запуск станций к другой планете. Первоочередной задачей станций было сбросить два зонда на Венеру, а после окончания работы зондов из центра управления полетом были проведены коррекции траектории полета и станции направились к комете Галлея. Когда расстояние от «Веги-1» до кометы составило 14 млн километров, началось исследование. В ходе которого максимальное сближение станции «Вега-1» с кометой составило 8879 километров. Станция попала под бомбардировку кометными частицами. Однако система «Лоцман» на ней продолжала работать, что позволило ЕКА провести «Джотто» всего в 605 километрах от ядра кометы. На расстоянии 1200 километров осколком кометы у неё была разбита телекамера, а сама станция потеряла ориентацию. Японские «Суйсэй» и «Сакигакэ» держались поодаль, первая на расстоянии 150 тыс. километров от кометы, вторая — 7 млн километров.

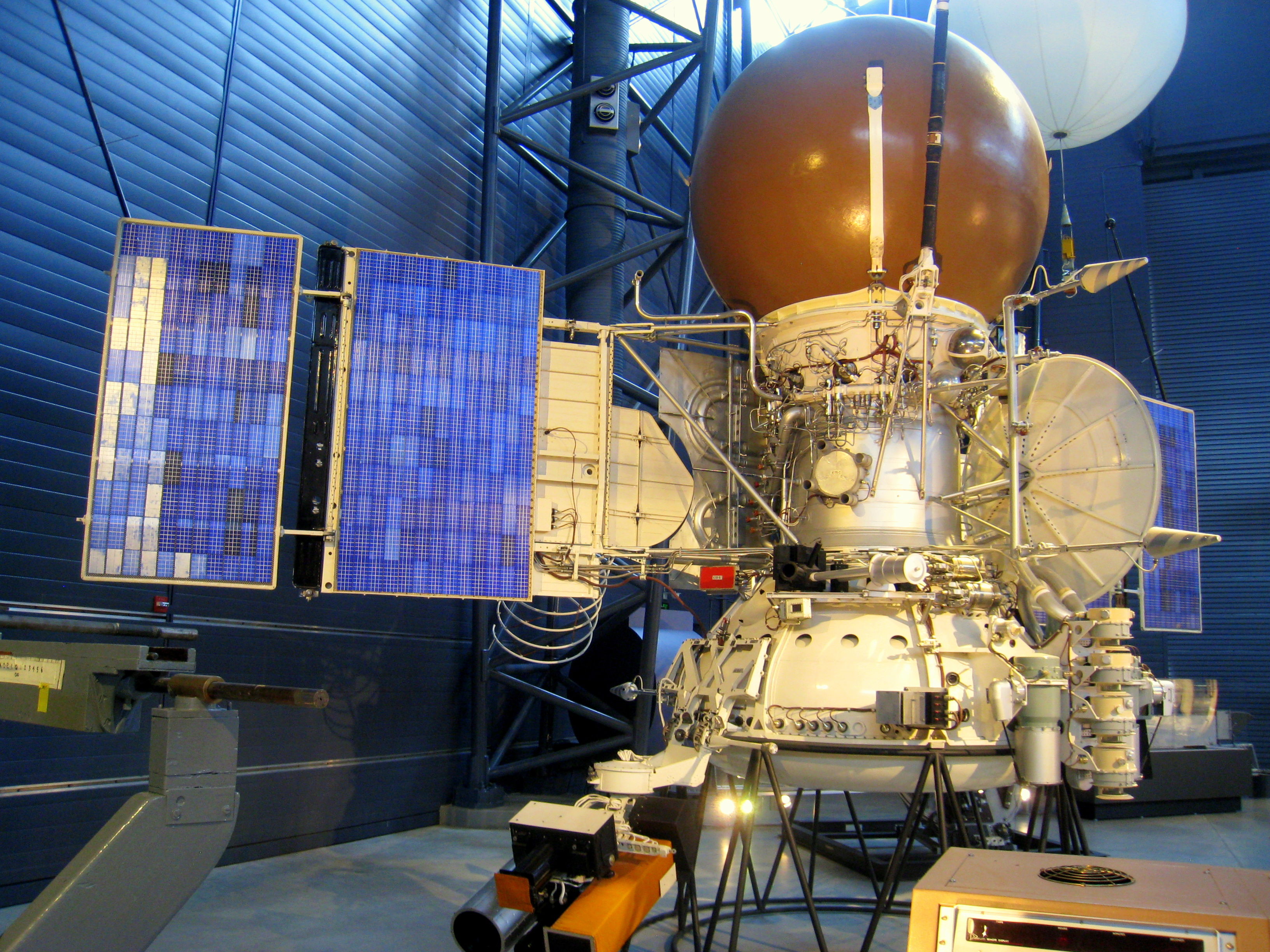
Вега

Данные с посадочных аппаратов ретранслировались на Землю через пролётные аппараты, а с аэростатных зондов — непосредственно на 60—70-метровые антенны, расположенные на территории ряда государств, в том числе СССР и США. «Веги» передали около 1500 снимков внутренних областей кометы Галлея и её ядра, информацию о пылевой обстановке внутри кометы, характеристиках плазмы, измерили темп испарения льдов, который составил 40 тонн в секунду в момент пролёта мимо них аппаратов, впервые в истории были получены изображения ядра кометы, кроме того, аппараты обнаружили наличие сложных органических молекул. После пролёта мимо кометы Галлея программа «Веги-1» и «Веги-2» была завершена, но связь с ними перестала осуществляться только через год.

#### Марс

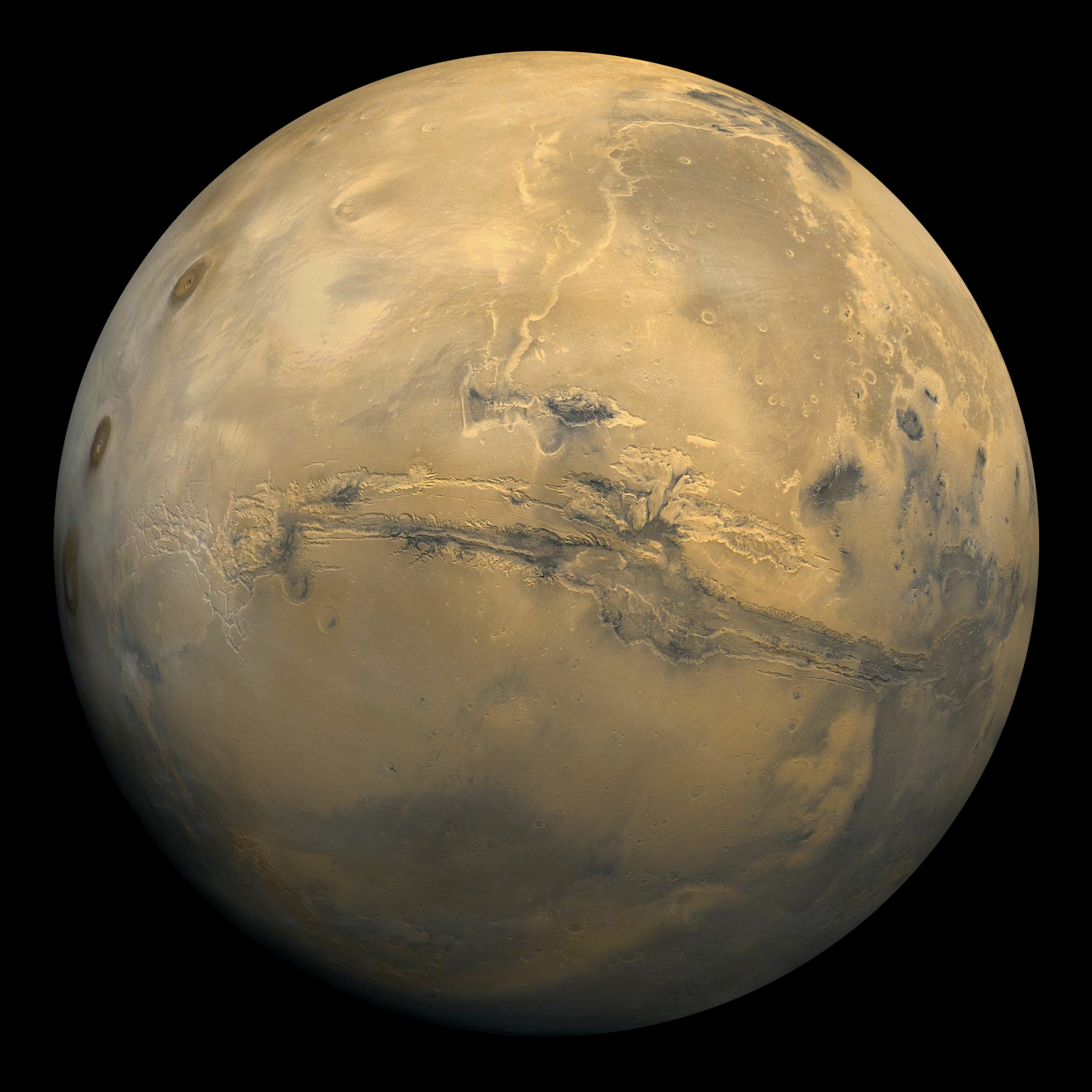
Марс

В 1960 году было положено начало исследования Марса, 1 ноября 1962 года был запущен Марс-1, первый в истории космический аппарат выведенный на траекторию полёта к Марсу. Не менее успешными миссии программы по изучению планеты стали «Марс-2» и «Марс-3», запущенные 19 и 28 мая 1971 года. Все три советские автоматические межпланетные станций были серии М-71, созданные Научно-производственным объединением им. С. А. Лавочкина. Марс-3 была предназначена для исследования планеты Марс и околопланетного пространства с помощью доставляемого на поверхность планеты посадочного аппарата, а также орбитального аппарата, выполняющего функции искусственного спутника планеты.

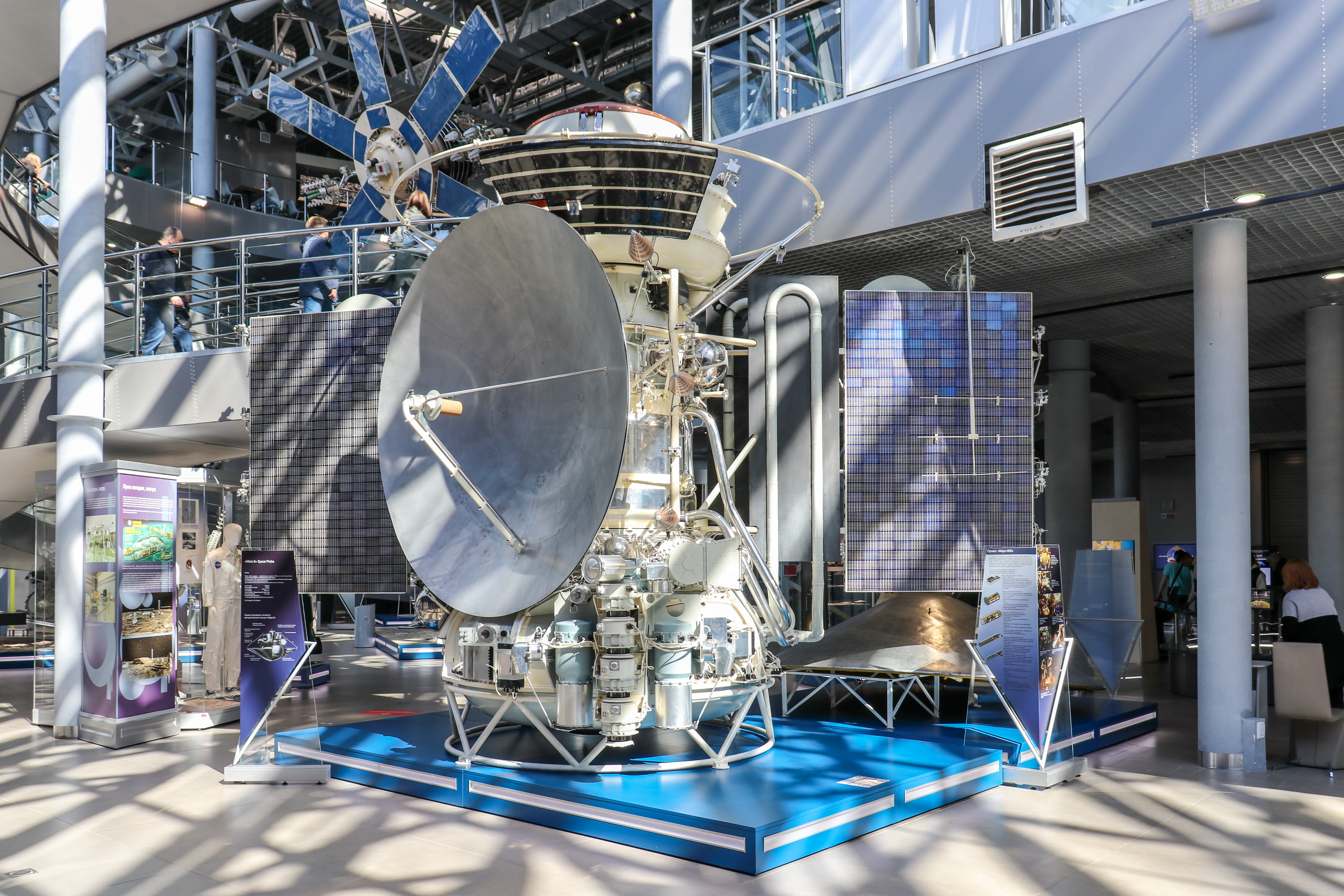
Марс-3

Орбитальной станция состояла из блок баков главной двигательной установки, солнечных батарей, параболической антенны, радиаторов системы терморегуляции, приборного отсека с вычислительным комплексом и корректирующего реактивного двигателя с агрегатами автоматики. На борту орбитальной станции Марс-3 была установлена научная аппаратура «Стерео» для проведения совместного советско-французского эксперимента по изучению радиоизлучения Солнца. Спускаемый аппарат станции Марс-3 был первым аппаратом, посаженным на поверность планеты человечеством. В спускаемом на Марс аппарате находилась аппаратура для измерения температуры и давления атмосферы, масс-спектрометрического определения химического состава атмосферы, измерения скорости ветра, определения химического состава и физико-механических свойств поверхностного слоя, а также для получения панорамы с помощью телевизионных камер. Автоматические межпланетные станции выполнили возложенную на них задачу, проработав на орбите 8 месяцев. В ходе программы были получены данные о составе атмосферы, магнитном поле, получены фотографии, осуществлена посадка и доставлен вымпел с изображением Государственного герба СССР.

#### Фобос

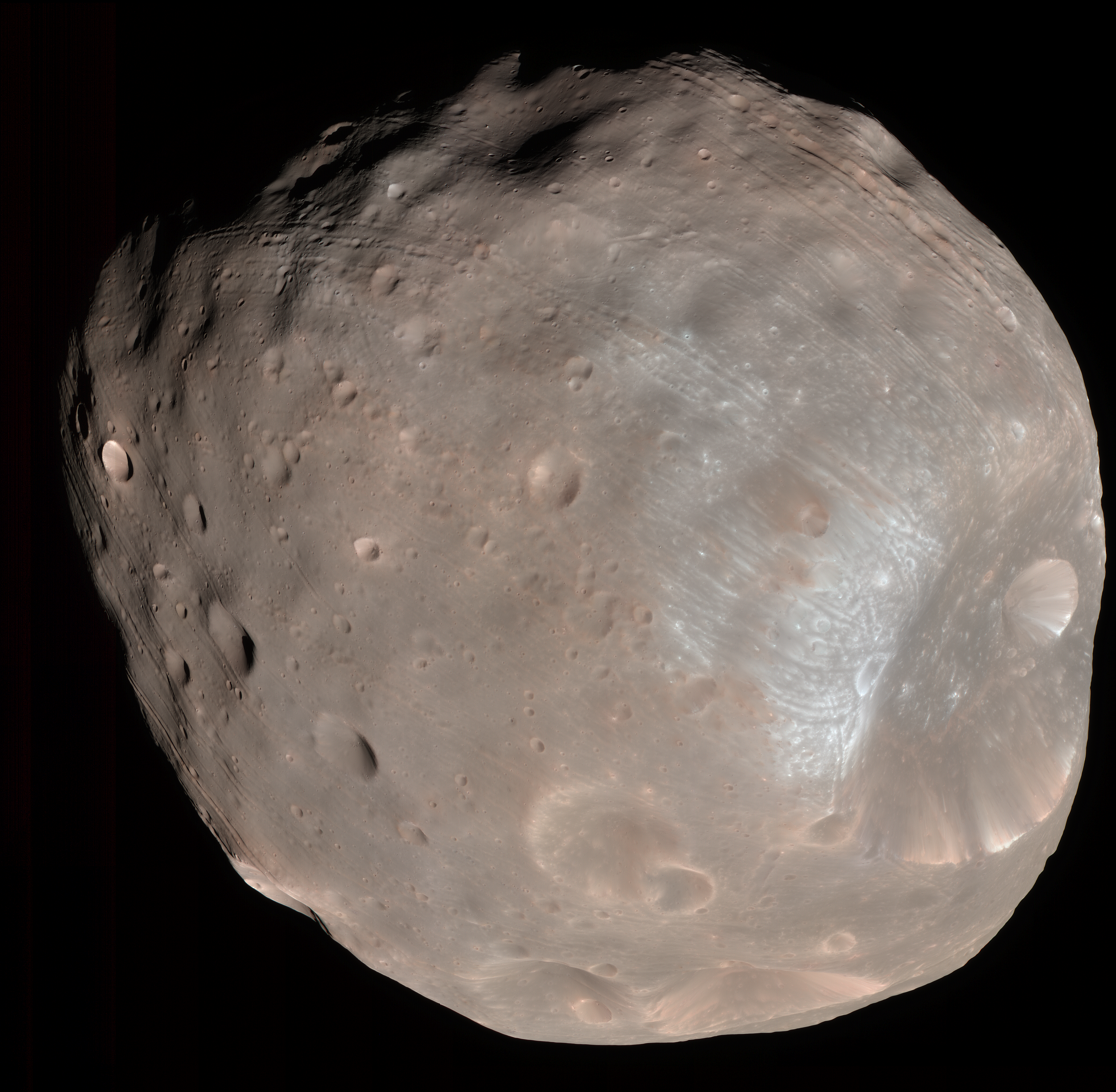
Фобос

Для изучения спутника Марса 7 июля 1988 года была отправлена станция «Фобос-1», а через 5 дней «Фобос-2». Первую станцию потеряли во время полёта к Марсу из-за ошибки в заложенной с Земли программе. До Марса долетела вторая станция и успешно сблизилась с Фобосом. Но потом связь исчезла. 9 ноября 2011 года была запущена автоматическая станция Фобос-Грунт, которая предназначалась для доставки образцов грунта со спутника Марса — Фобоса. Обе ступени ракеты-носителя «Зенит-2 SБ» отработали штатно, однако маршевая двигательная установка межпланетной станции не включилась и не смогла перевести аппарат на траекторию перелёта к Марсу. После отделения от ракеты-носителя, станция передала на Землю сигнал о том, что солнечные батареи раскрылись, и вся аппаратура работает в штатном режиме. Затем аппарат ушёл из зоны видимости российских станций слежения в слепую зону, где он должен был выдать первый импульс для перехода на промежуточную эллиптическую орбиту. Но аппарат не был обнаружен на промежуточной орбите и как выяснилось позднее остался на парковочной круговой орбите. Станция не передавала телеметрию и не реагировала на радиокоманды с Земли. Российские специалисты предположили, что виной сбоя стала программная ошибка, и пытались передать на борт команды по выводу аппарата из защищённого режима. 23 ноября, Роскосмос сообщил, что станция слежения Европейского космического агентства в австралийском Перте в ночь на среду получила радиосигнал с российской межпланетной станции. На следующий день, 24 ноября, российская станция слежения на космодроме Байконур получила телеметрическую информацию с борта межпланетной станции. Станция не смогла выйти за пределы НОО и сгорела в атмосфере.

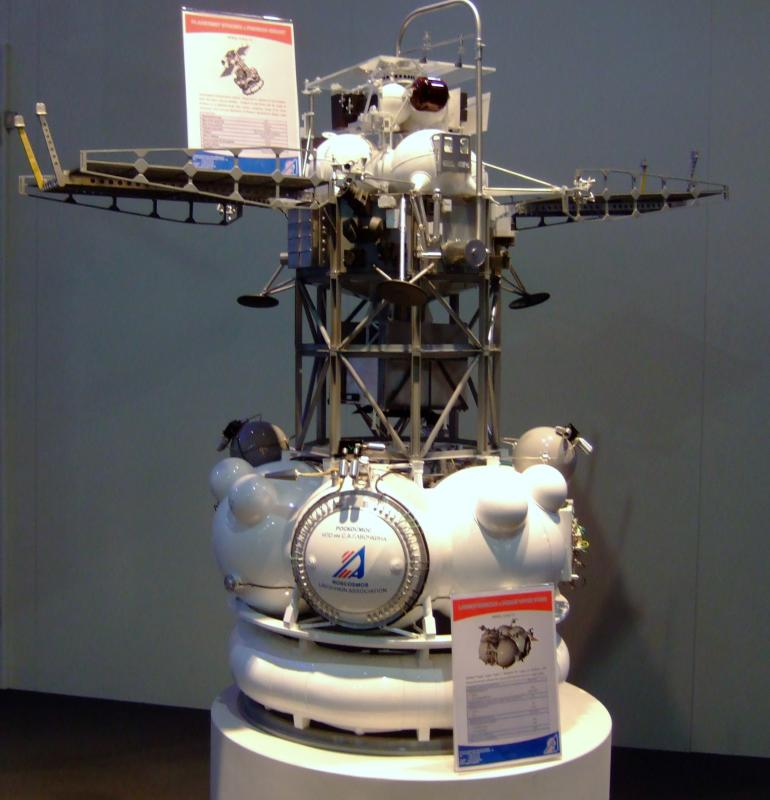
Фобос-Грунт

14 марта 2016 года состоялся запуск по совместной с ЕКА программе «Экзомарс», которая предусматривает исследование Марса, как с орбиты планеты, так и с её поверхности при помощи марсохода. Орбитальный аппарат Trace Gas Orbiter вышел на орбиту искусственного спутника Марса, а спускаемый аппарат Скиапарелли при посадке разбился о поверхность Марса. В космическом аппарате Trace Gas Orbiter, два из четырёх научных приборов аппарата разработаны в Институте космических исследований РАН: ACS и FREND.
На 2024 год первоначально планировался запуск межпланетной станции российского производства «Фобос-Грунт 2», предназначенной для исследования спутника Марса Фобоса и доставки образцов его грунта на Землю, однако летом 2017 года в связи с сокращением финансирования запуск передвинули за 2025 год.

#### Юпитер

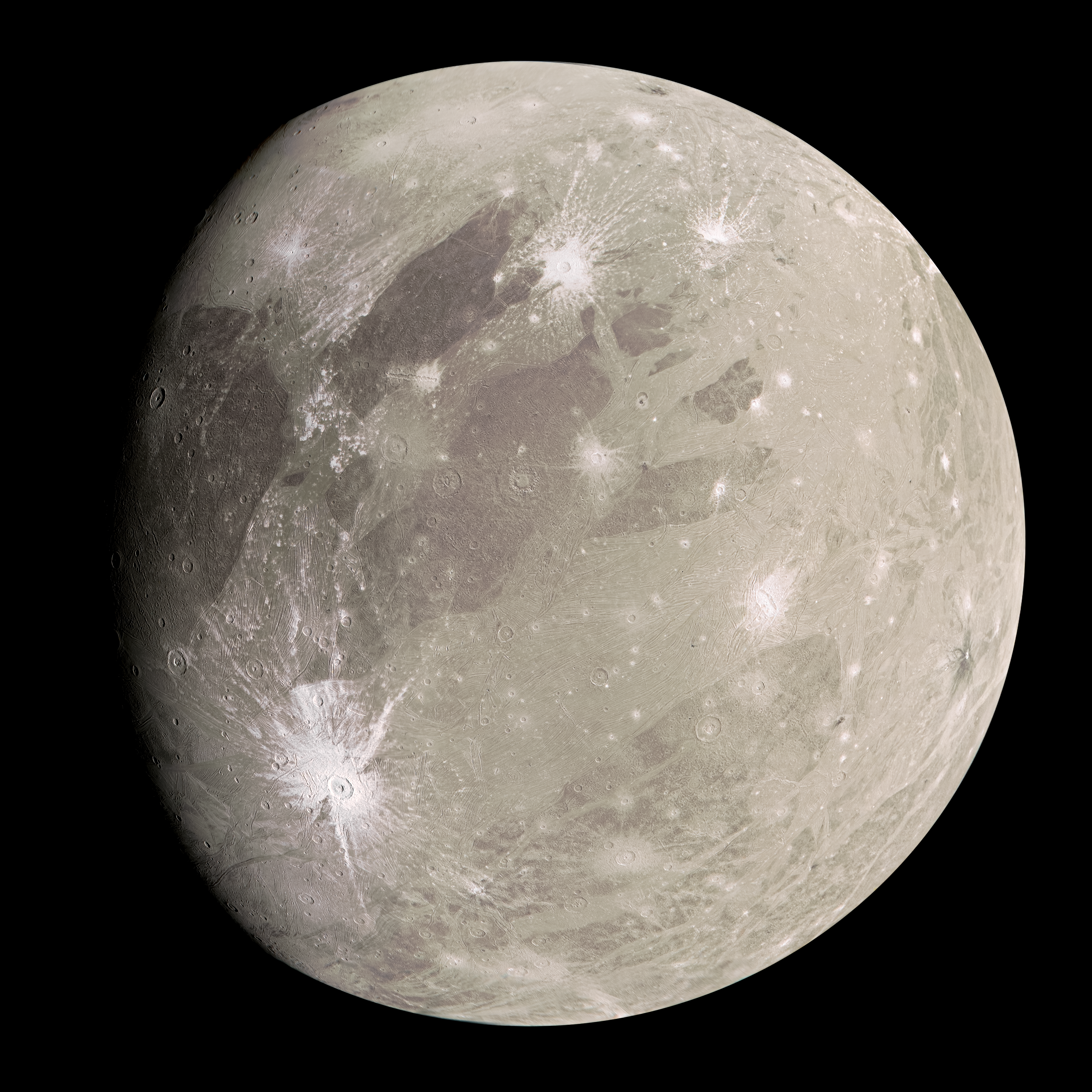
Ганимед

В рамках проекта «Лаплас-П» к 2025 году планировалась отправка космического аппарата на поверхность спутника Юпитера — Ганимеда с целью поисков внеземной жизни, а также зонда для установки радиомаяка на астероиде Апофис, но летом 2017 года эта миссия перенесена на неопределённый срок. В 2021 году Роскосмос объявил о том, что намерены использовать ядерный буксир «Зевс» для исследования спутников Юпитера. Буксир совершит облет Луны, отправится в сторону Венеры, оставит там несколько спутников и, наконец, начнёт своё путешествие к Юпитеру. «Зевс» проверит спутники планеты на наличие биомаркеров и условий, потенциально пригодных для существования жизни. Буксир планируется сделать таким, чтобы его мощность можно было менять в зависимости от дальности полёта и возложенной миссии.

### Изучение Солнца, космической плазмы и солнечно-земных связей

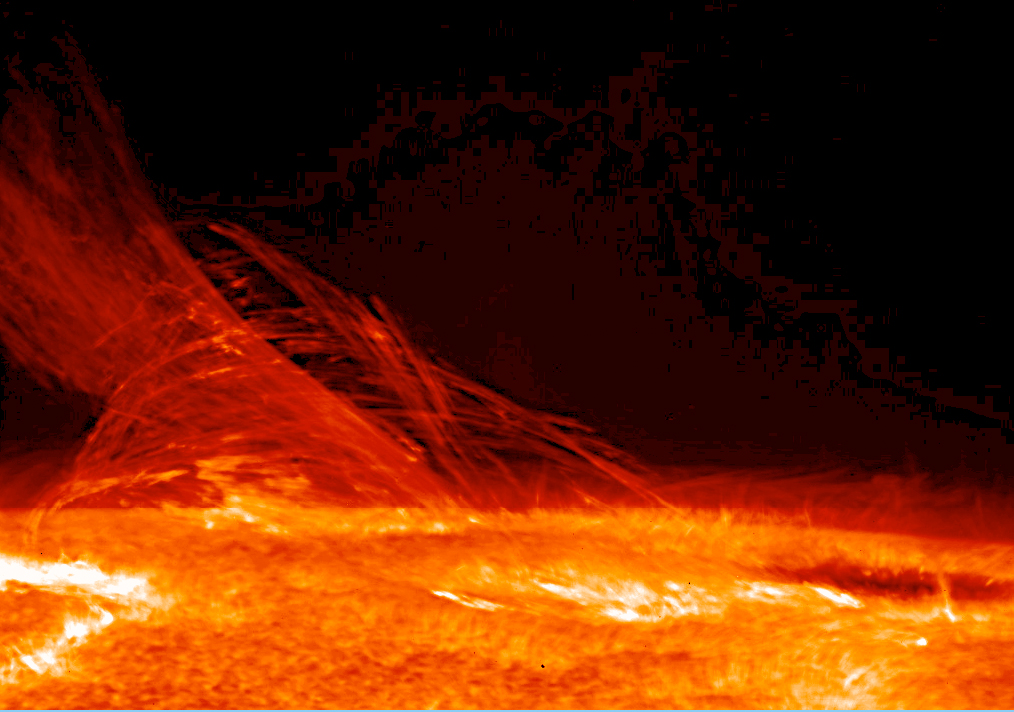
Солнечная корона

Для проведения исследований параметров электромагнитного излучения Солнца с близких расстояний (30—40 радиусов Солнца) с высокой чувствительностью и разрешением в оптическом, ультрафиолетовом, рентгеновском и гамма-диапазонах, а также параметров солнечного ветра для решения проблем разогрева солнечной короны и ускорения солнечного ветра, происхождения солнечных вспышек и коронарных выбросов плазмы планируется запустить космический комплекс «Интергелиозонд». Запуск космического аппарата был намечен на 2015 год, однако был перенесён на 2020-е годы.
Космический комплекс «Резонанс», предназначенный для проведения исследований параметров процессов распространения низкочастотных волн в магнитоактивной плазме магнитосферы Земли, изучения механизмов резонансного взаимодействия волн и частиц в околоземном космического пространстве, регистрируемых с помощью наземного нагревного коротковолнового стенда и искусственного спутника Земли.
Чтобы обеспечить получение результатов исследований параметров ионосферы и термосферы, а также механизмов, формирующих термосферные и ионосферные связи в планетарном масштабе на основе прямых и дистанционных методов измерений с борта низкоорбитального космического аппарата на высоте 300 км, планируется запустить комплекс «ТЕРИОН-Ф2». Начало работ по созданию КК намечено на 2014 год.
В 2020 году были запущены два Cubesat 1.5U «Ярило», разработанные студентами МГТУ имени Баумана, предназначенных для исследования солнечной активности и радиационной обстановки на низкой околоземной орбите. Особенностью миссии является наличие на аппаратах экспериментальной раскрываемой конструкции типа «Солнечный парус», предназначенной для разведения спутников по орбите и построения группировки. Спутники были запущены 28 сентября 2020 года с космодрома Плесецк госкорпорацией «Роскосмос» в рамках программы «УниверСат» в составе кластера малых космических аппаратов (МКА) «УниверСат-2020». На 2022 год запланирован запуск наноспутников «Ярило» № 3 и «Ярило» № 4, они будут иметь типоразмер 3U. Служебные системы, электроснабжения, радиосвязи, ориентации и стабилизации, бортовой компьютер, модифицированы и доработаны на основе опыта разработки и летных испытаний предыдущих аппаратов.

### Искусственные спутники Земли

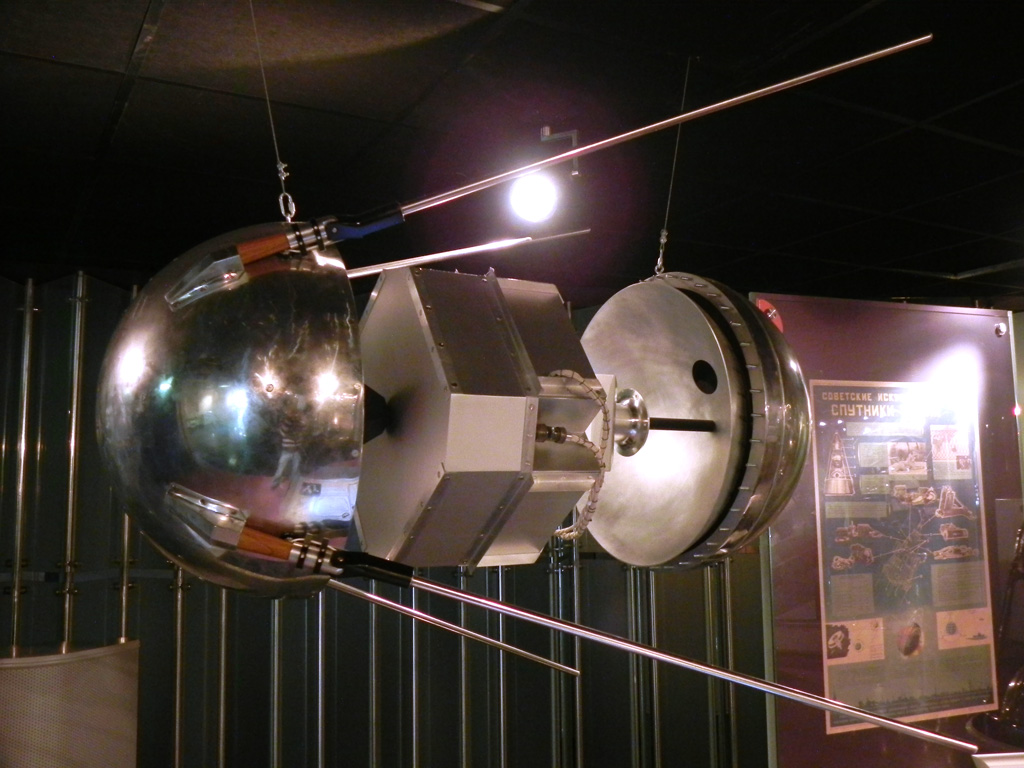
ИСЗ «Спутник-1»

Первым искусственным спутником земли стал советский «Спутник-1», запущенный 4 октября 1957 года с космодрома Байконур. В американской прессе «Спутник-1» часто упоминается как «Red Moon» (Красная Луна). Запуск ознаменовал собой начало исследования космоса и получение первых практических результатов и сведений о прохождении сигналов сквозь слои атмосферы, а также определение её плотности, изучение условий работы аппаратуры.
15 июня 2006 года был запущен космический аппарат Ресурс-ДК1, предназначенный для дистанционного зондирования Земли, созданный ФГУП ГНПРКЦ «ЦСКБ-Прогресс».
17 сентября 2009 года был запущен Метеор-М первый из серии космических аппаратов гидрометеорологического обеспечения, запускаемых на солнечно-синхронную орбиту. Серия космических аппаратов гидрометеорологического обеспечения Электро-Л, планируемых к запуску на геостационарную орбиту около 2019.

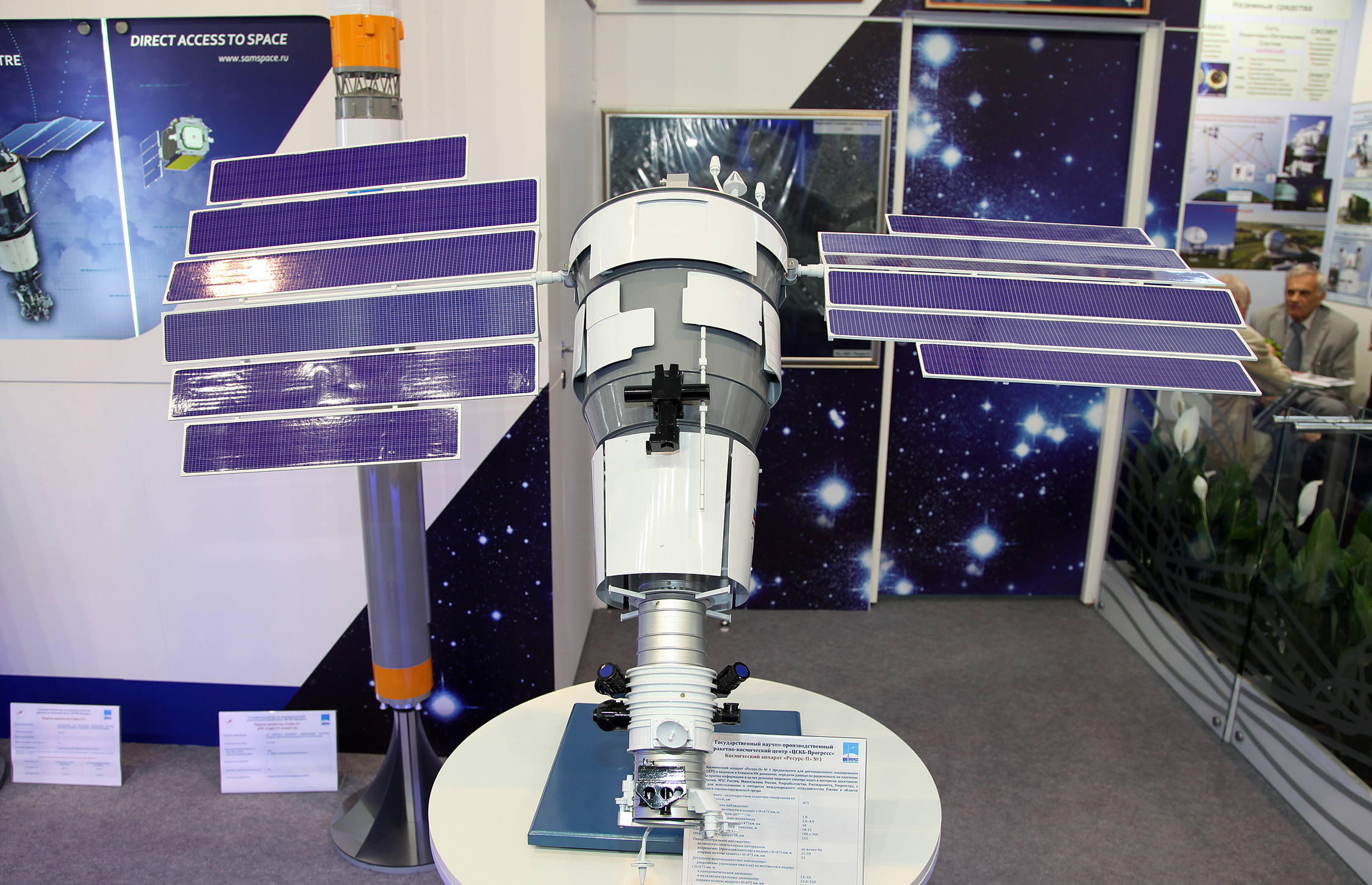
Макет спутника «Ресурс-П» Макс 2013

22 июля 2012 года состоялся запуск космического аппарата Канопус-В, предназначенного для дистанционного зондирования Земли, работающий на солнечно-синхронной орбите.
25 июня 2013 года был запущен Ресурс-П первый из серии космических аппаратов дистанционного зондирования Земли, создаваемых ФГУП ГНПРКЦ «ЦСКБ-Прогресс» для замены Ресурс-ДК.
Создание высокоэллиптической космической системы «Арктика» для решения гидрометеорологических задач по арктическому региону и северным территориям Земли, с помощью двух космических аппаратов «Арктика-М», а в перспективе в рамках развития системы «Арктика», возможно создание спутников связи «Арктика-МС» и радиолокационных спутников «Арктика-Р».
В 2015 году должен был состояться запуск двух космических аппаратов «Обзор-Р» дистанционного зондирования Земли, с локатором АФАР и четырёх космических аппаратов «Обзор-О» для съёмки поверхности Земли в обычном и инфракрасном диапазоне в широкой полосе захвата не менее 80 км с разрешением до 10 метров.
По состоянию на 2015 год СССР — Россией на орбиту было выведено 1454 спутника, из них 146 находятся в рабочем состоянии.

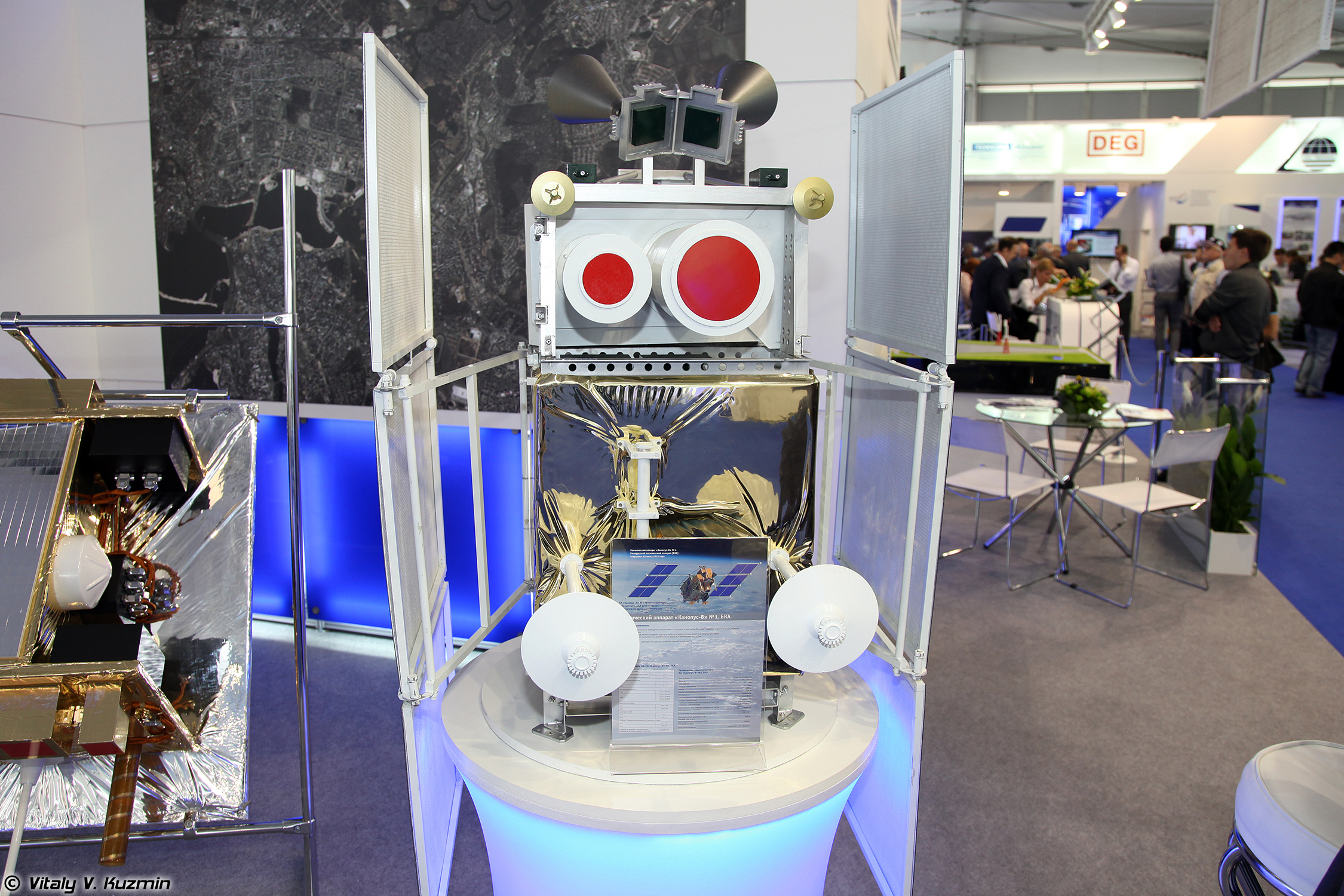
Макет спутника «Канопус-В» Макс 2013

На январь 2022 года орбитальная спутниковая группировка России, в которую входят аппараты социально-экономического, научного и двойного назначения, насчитывает 102 космических аппарата. В начале 2019 их было 88, в 2020 — 94, в 2021 — 99.
В ноябре 2022 года глава Роскосмоса Юрий Борисов сообщил СМИ, что отрасль на данный момент производит 15 спутников в год, технически есть возможность увеличить производство до 40. Потребность только в спутниках ДЗЗ (не учитывая спутников по программе «Сфера») Борисов оценил в минимум 100 аппаратов, они будут собираться на унифицированной платформе в НПО им. Лавочкина. С переходом на серийное производство планируется собирать один спутник в день. Чтобы перейти на серийное производство космических аппаратов, потребуется коренная перестройка всей отрасли. В частности необходимо обеспечить научную, технологическую и производственную готовность основных предприятий, выстроить новую логистику со смежными предприятиями, подготовить кадры. Завяленные показатели по выпуску одного спутника в день при таком подходе могут быть осуществлены не ранее 2026 года.
В конце мая 2023 года, после завершения испытаний на орбите и начала использования спутника «Электро-Л» № 4 по целевому назначению, впервые в истории отечественной космонавтики на геостационарной орбите полностью развернута группировка гидрометеорологической космической системы «Электро» в составе трех спутников.
В 2024 году Госкомиссия по радиочастотам выделила госкорпорации «Роскосмос» частоты в диапазоне 1,9-2,2 ГГц для создания мобильной сети спутниковой связи на базе аппаратов «Гонец».

### Астрофизика

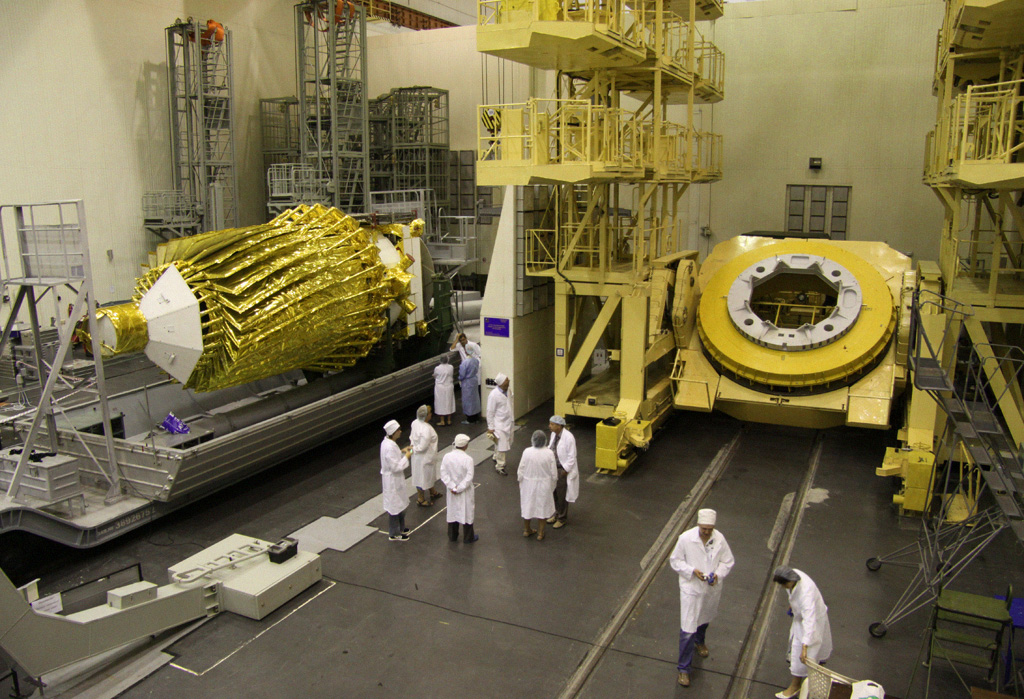
Радиотелескоп «Радиоастрон» в сборочном цехе

18 июля 2011 года был осуществлён запуск международного радиотелескопа «Спектр-Р (Радиоастрон)» для проведения фундаментальных астрофизических исследований в радиодиапазоне электромагнитного спектра с помощью космического радиотелескопа (КРТ), смонтированного на российском космическом аппарате «Спектр-Р». Спутник осуществляет регулярные радионаблюдения.
«Спектр-РГ» — российско-германская орбитальная астрофизическая обсерватория, предназначенная для построения полной карты Вселенной в рентгеновском диапазоне энергий 0,2—30 килоэлектронвольт (кэВ).
Она состоит из двух рентгеновских телескопов: немецкого eROSITA работающего в мягком рентгеновском излучении и российского ART-XC (при участии США) работающего в жёстком рентгеновском излучении. AT Первый российский (в том числе с учётом советского периода) телескоп с оптикой косого падения. Первоначально планировалось запустить в 2006 году, однако запуск был перенесён. Запуск обсерватории был осуществлён 13 июля 2019 года в 12:30:57 (UTC).

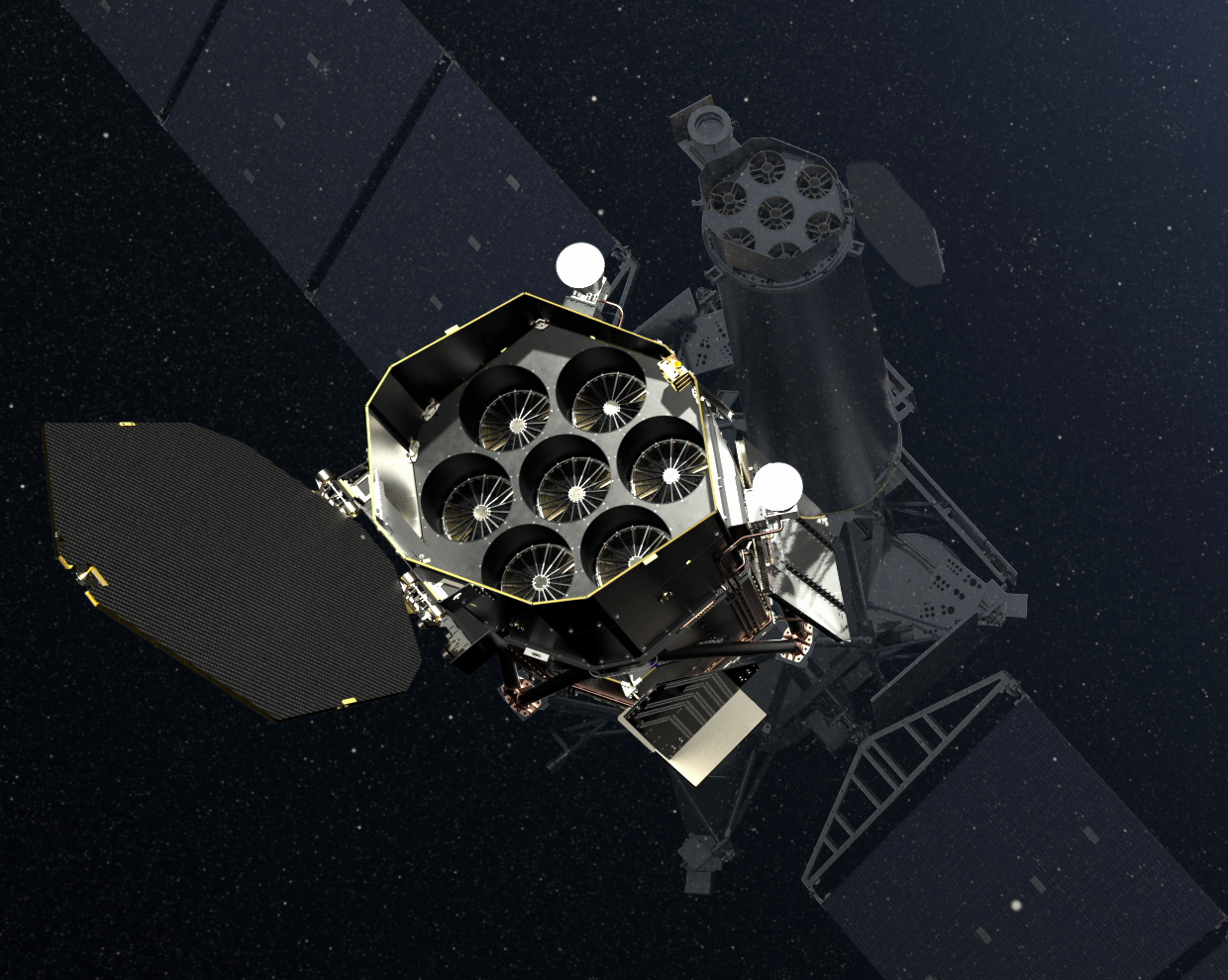
Телескопы орбитальной астрофизической обсерватории Спектр-РГ: eROSITA — большие зеркала слева внизу; ART-XC — меньшие зеркала справа вверху

Первый обзор всего неба рентгеновским телескопом eROSITA был завершён 11 июня 2020 года, на основе его данных было каталогизировано 1,1 миллиона рентгеновских источников, в основном активные ядра галактик (77 %), звёзды с сильными магнитно-активными горячими коронами (20 %) и скопления галактик (2 %), рентгеновские двойные звёзды, остатки сверхновых, расширенные области звездообразования, а также переходные процессы, такие как гамма-всплески. В декабре 2020 года в журнале Nature была опубликована статья «Detection of large-scale X-ray bubbles in the Milky Way halo», в которой приведены результаты анализа наблюдений телескопом «eROSITA» за «пузырями Ферми». В ней ученые сообщили об открытии «пузырей eRosita», которые больше пузырей Ферми в 1,5 раза, и пришли к выводу, что «пузыри eRosita» образовались, из-за активности сверхмассивной чёрной дыры в центре галактики десятки млн лет назад, при этом выделилось 1056 эрг энергии, что эквивалентно вспышке ста тысяч сверхновых. 26 декабря 2014 года была выведена на орбиту аппаратура для исследования химического состава и энергетических спектров космических лучей высоких энергий «Нуклон». Установлена на борту российского спутника «Ресурс-П» № 2. В 2019 году планируется запуск космической обсерватории «Гамма-400» для определения природы «тёмной материи» во Вселенной, развития теории происхождения высокоэнергетичных космических лучей и физики элементарных частиц. Запуск космического аппарата «Спектр-М (Миллиметрон)» планируется на 2025 год. Это космическая обсерватория миллиметрового, субмиллиметрового и инфракрасного диапазонов длин волн с криогенным телескопом диаметром 12 м.

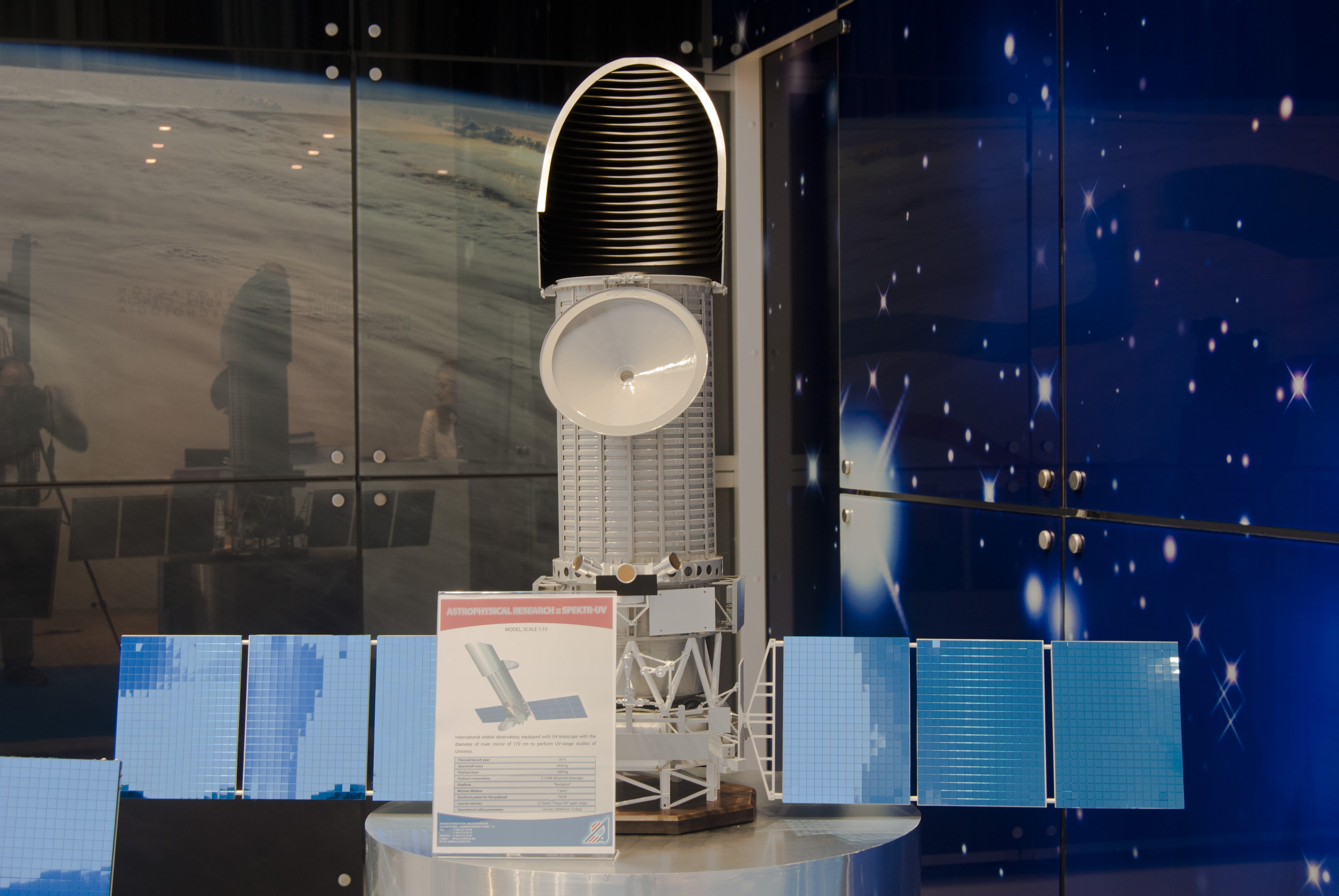
Макет ультрафиолетового телескопа «Спектр-УФ»

«Всемирная космическая обсерватория — Ультрафиолет (Спектр-УФ)» — астрофизическая обсерватория, задачей которой является исследование Вселенной в недоступном для наблюдений с наземными инструментами ультрафиолетовом (УФ) участке электромагнитного спектра: 100—320 нм. Первоначальная дата запуска — 2009 год, неоднократно переносилась, сначала на 2016, а потом на 2025 год. На 2018 год запланирован запуск космического астрометрического комплекса «Астрометрия», обеспечивающего построение фундаментальной системы небесных координат в оптическом диапазоне, измерение параллаксов опорных звёзд с точностью до 10−6 угловых секунд и решение прикладных задач космической навигации.

## Международное сотрудничество

#### Союз-Аполлон

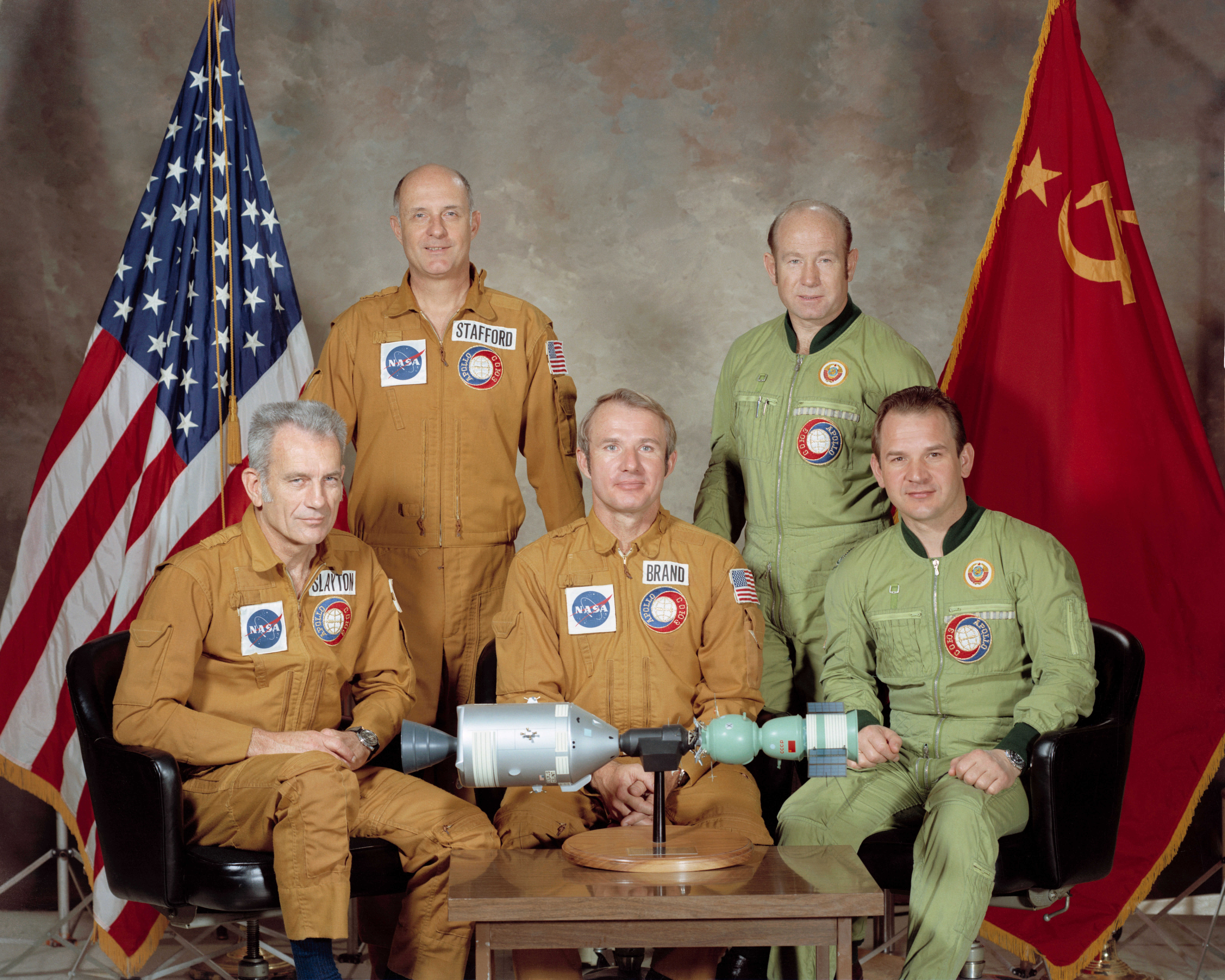
Слева направо астронавты:
Слейтон, Стаффорд, Бранд, Леонов, Кубасов.

Начало международному сотрудничеству было положено стыковкой космических кораблей «Союз-Аполлон», это сотрудничество было развито с появлением «Главкосмоса» и программы «Интеркосмос», позволяющей иностранным космонавтам посещать советскую станцию «Мир». Стыковка космических кораблей «Союз-Аполлон», названная «Рукопожатием в космосе», была осуществлена 17 июля 1975 года. Программа была утверждена 24 мая 1972 года Соглашением между СССР и США о сотрудничестве в исследовании и использовании космического пространства в мирных целях. Для стыковки на кораблях был установлен специально разработанный в КБ «Энергия» новый агрегат АПАС-75. При совместном полёте были проведены несколько научных и технических экспериментов: искусственное солнечное затмение, ультрафиолетовое поглощение, зонообразующие грибки, микробный обмен, универсальная печь.

#### МИР

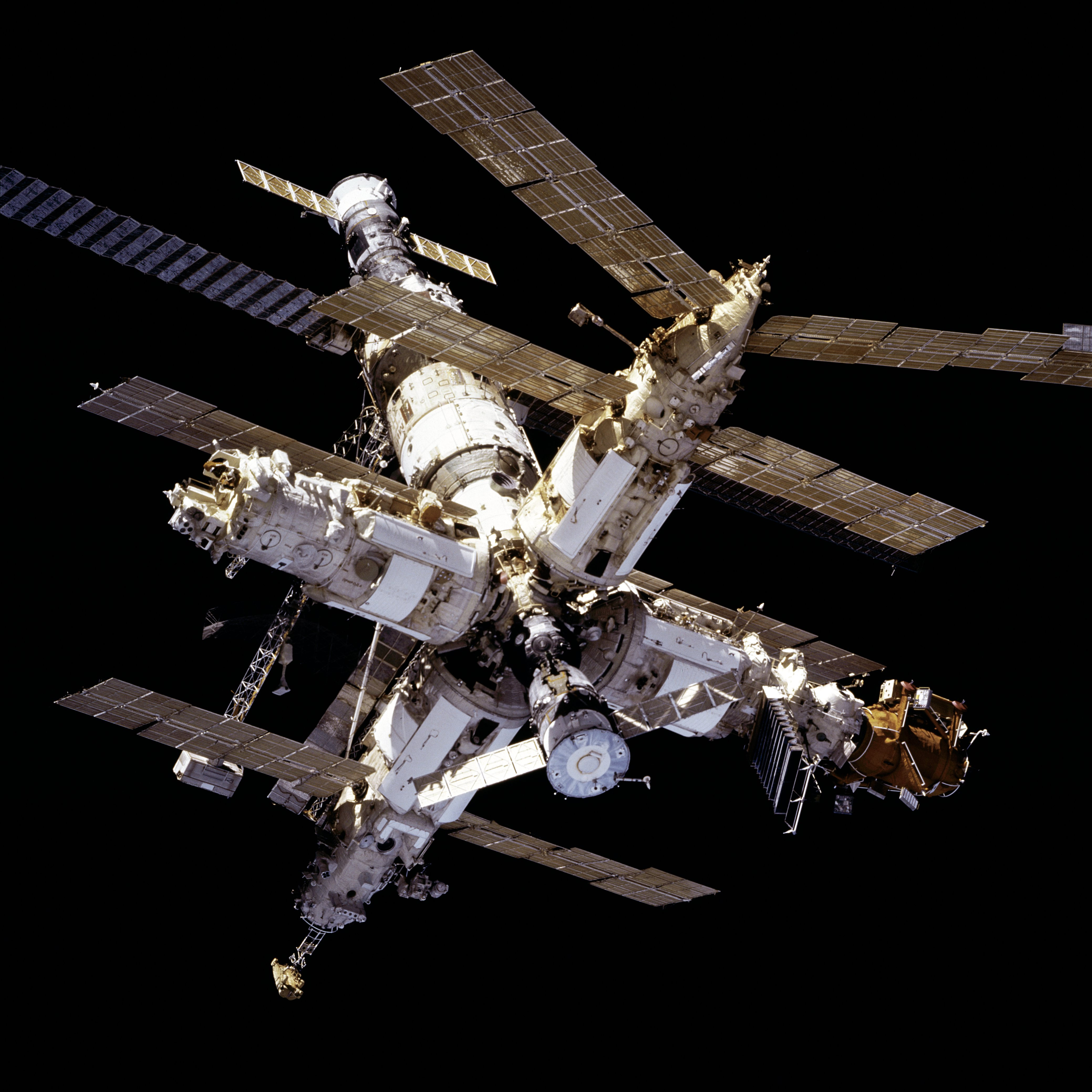
Орбитальная станция «Мир»

Пилотируемая научно-исследовательская орбитальная станция, находившаяся в околоземном космическом пространстве с 20 февраля 1986 года по 23 марта 2001 года. Первая многомодульная орбитальная станция в истории. В состав станции входили модули: «Базовый блок», «Квант-1», «Квант-2», «Кристалл», «Спектр», «Стыковочный модуль», «Природа». Провела 5511 суток на орбите Земли, из них 4594 дня была обитаема, совершив 86 331 оборот вокруг планеты. За время существования станции на ней было проведено более 23 000 экспериментов, поставлены два рекорда продолжительности пребывания в космосе Валерием Поляковым и Шеннон Лусид. На станции побывали 104 космонавта и астронавта двенадцати государств в составе 28 экспедиций. В открытый космос вышли 29 космонавтов и 6 астронавтов. Станция была обитаема с 13 марта 1986 года по 16 июня 2000 года. Провела на орбите 15-ть лет вместо запланированных 5-ти. Разрушилась при входе в атмосферу Земли, её обломки были затоплены на кладбище космических кораблей в акватории Тихого океана 23 марта 2001 года.

#### Марсоходы

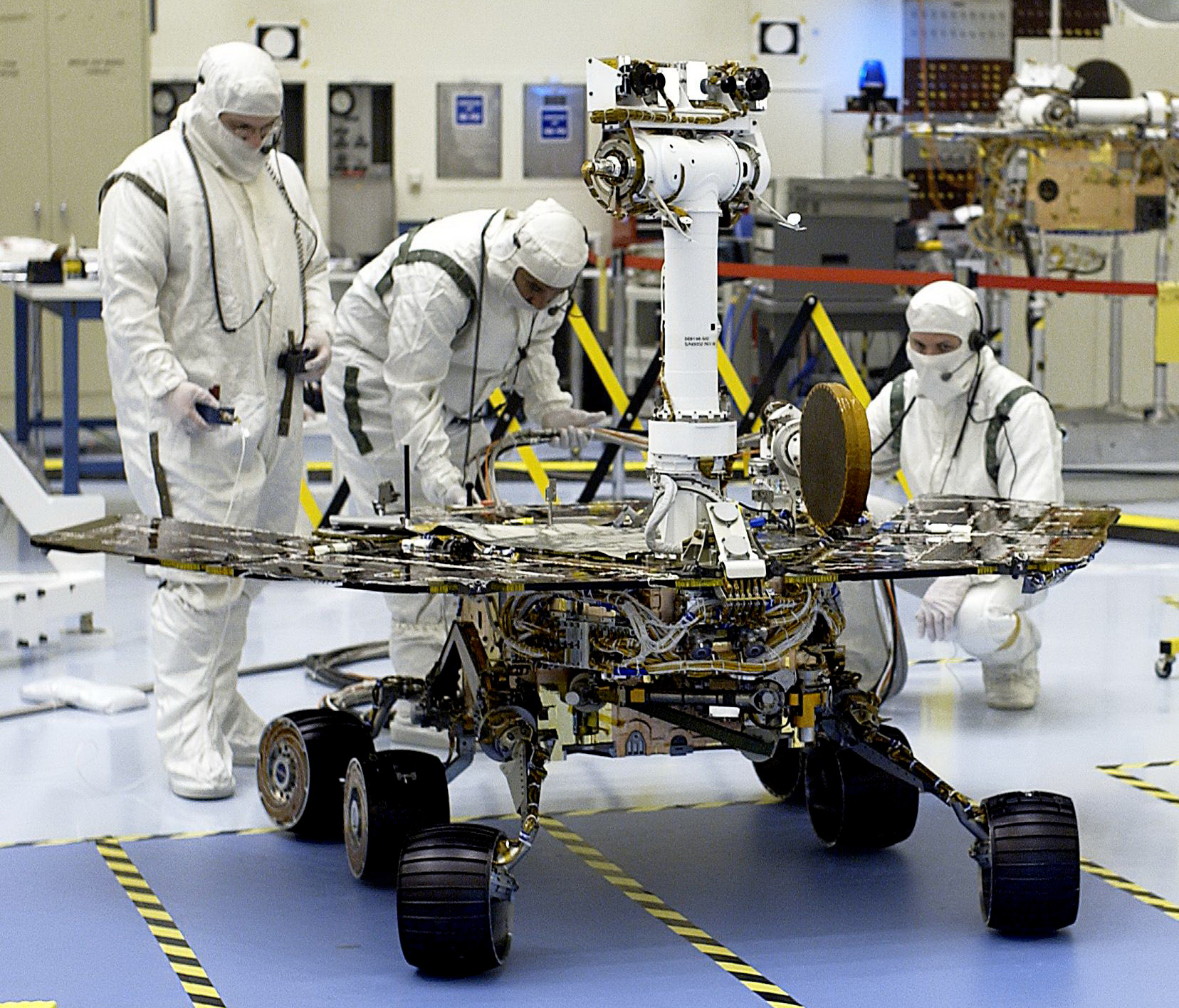
Марсоход «Дух»
(«Spirit»)

Начиная с 1995 года российскими специалистами из (НИИАР) изготавливались альфа-излучатели для спектрометров альфа-частиц (APXS), необходимые для проведения анализа химического состава скал и почв, которые использовались на американских марсоходах: «Марсианский поисковик», «Дух» и «Возможность».

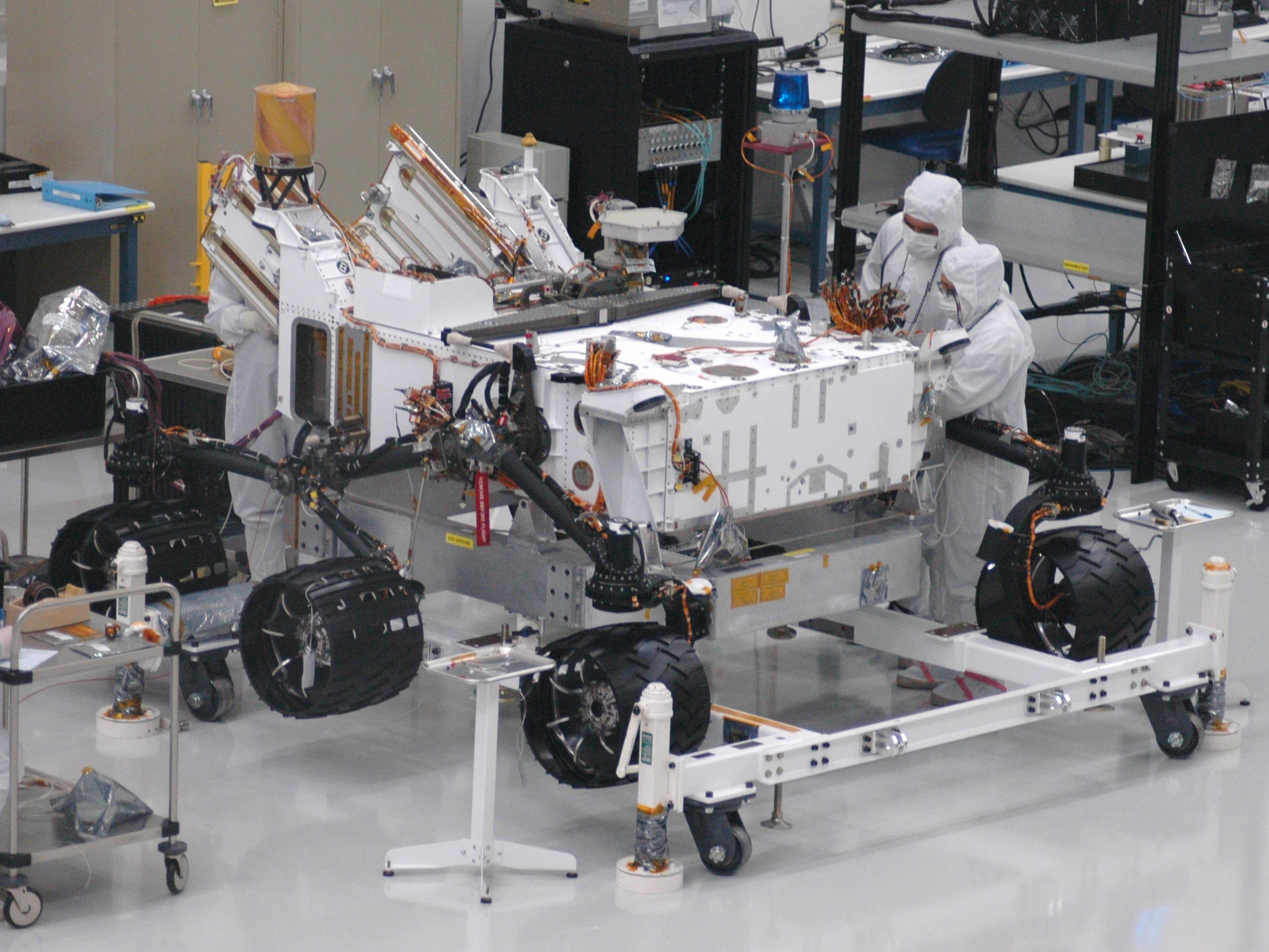
Марсианская научная лаборатория «Любопытство»
(«Curiosity»)

В 2011 году к Марсу был запущен марсоход «Любопытство», для которого Роскосмосом был предоставлен прибор «Динамическое альбедо нейтронов» (ДАН): используемый для обнаружения водорода, водяного льда вблизи поверхности Марса. Являющийся совместной разработкой НИИ автоматики им. Н. Л. Духова при «Росатоме» (импульсный нейтронный генератор), Института космических исследований РАН (блок детектирования) и Объединённого института ядерных исследований (калибровка).

#### МКС

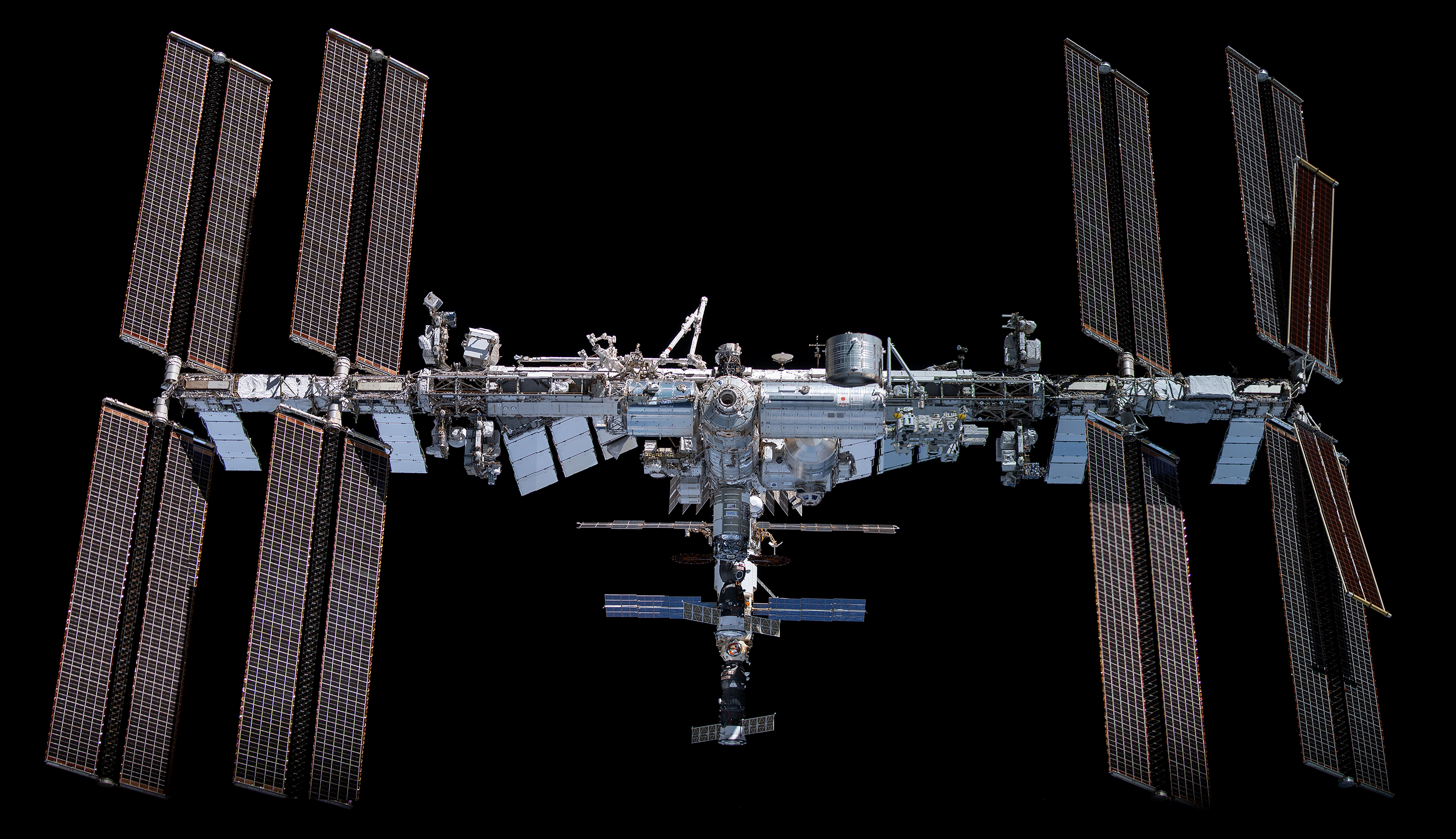
МКС

Новым витком в международном сотрудничестве стало создание «МКС» и совместная работа в рамках станции до 2024 года. МКС была создана по проекту МИР-2. МКС — совместный международный проект, в котором участвуют 14 стран: Россия, США, Япония, Канада и входящие в Европейское космическое агентство Бельгия, Германия, Дания, Испания, Италия, Нидерланды, Норвегия, Франция, Швейцария, Швеция. МКС внесена в Книгу рекордов Гиннесса как самый дорогой объект, построенный человеком. Общая стоимость станции составляет более 150 миллиардов долларов. 2021 году в состав МКС входит 15 основных модулей, российские — «Заря», «Звезда», «Поиск», «Рассвет», «Наука», «Причал», американские — «Юнити», «Дестини», «Квест», «Гармония», «Транквилити», «Купола», «Леонардо»; европейский «Коламбус»; японский «Кибо», состоящий из двух частей, а также экспериментальный модуль «BEAM»
С 1992 года Россия успешно осуществляет коммерческие пуски, доставляя на отечественных ракетах-носителях оборудование других государств на орбиту Земли. Всего с февраля 1992 по февраль 1993 года было выполнено 58 безаварийных пусков. В 1995 году для запуска ракет Зенит был основан плавучий космодром «Морской старт». Его учредителями стали Boeing, российская РКК «Энергия», норвежское судостроительное предприятие Aker Solutions, украинские КБ «Южное» и ПО «Южмаш». После сворачивания американской программы «Космический челнок» в 2011 году Россия доставляет экипажи иностранных государств на «МКС» с помощью космических кораблей серии Союз. До 2011 года стоимость одного места на борту Союза составляла 26,4 млн долларов, в 2012 году 51 млн. По состоянию на 2016 год США выплатили России 3,4 млрд долларов за доставку своих астронавтов на МКС.

#### ЕКА
В 2007 году началась программа Союз на Куру по развитию сотрудничества между Роскосмосом и ЕКА, в рамках которой с космодрома Куру, во Французской Гвиане происходит запуск российских кораблей. Для этого в Куру были построены специальные стартовые комплексы для новых ракет-носителей — «Союз-СТ-А» и «Союз-СТ-Б». Для осуществления ряда научных проектов ЕКА использует возможности российских ракет-носителей среднего класса «Союз» и тяжёлого класса «Протон». Совместно с ЕКА и НАСА российскими носителями были выведены на орбиту астрофизическая обсерватория «INTEGRAL», аппарат «Марс-экспресс», «Венера-экспресс» и другие. Также совместно с ЕКА ведётся работа над созданием ракетного двигателя многоразового использования «Волга».

#### Марс-500
В 2011 году закончился совместный с ЕКА эксперимент Марс-500, целью которого была имитация полёта на Марс. Во время эксперимента шесть добровольцев находились в замкнутом комплексе 519 дней. Проект осуществлён Институтом медико-биологических проблем РАН в Москве. Первые два этапа проекта 14- и 105-суточная изоляция, были успешно завершены к середине 2010 года. Реализация третьего этапа имитирующего полёт началась 3 июня 2010 года и успешно завершилась 4 ноября 2011 года. В 2013 г. ЕКА и Роскосмос подписали меморандум по программе исследования Луны.

#### Экзомарс

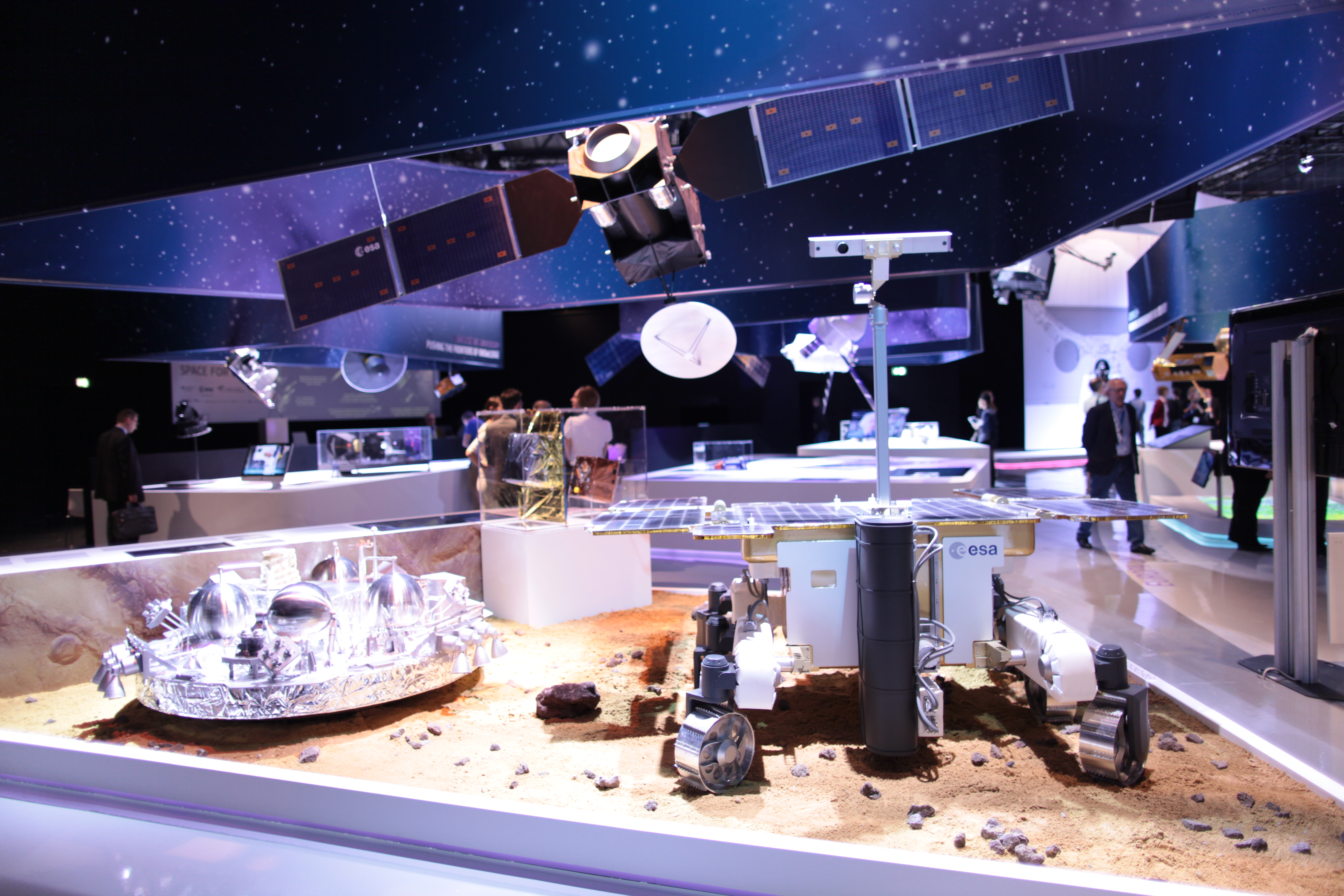
Макет проекта «Экзомарс»

Одним из примеров успешного сотрудничества является проект «Экзобиология на Марсе», осуществляемый совместно с ЕКА, его целью был поиск следов жизни на поверхности Марса. 14 марта 2016 года по программе Экзомарс произведён запуск первого космического аппарата с космодрома Байконур.
С 2016 года в рамках программы международного сотрудничества астронавтов НАСА будут обучать русскому языку. Русский язык как предмет войдёт в обязательную образовательную программу для астронавтов. Между NASA и «Роскосмосом» существует прочное сотрудничество в освоении космоса, заявил глава управления Джим Брайденстайн, выступая на слушаниях в комитете по торговле, науке и транспорту Сената США в марте 2019 года. «У нас установились крепкие партнёрские отношения с главой „Роскосмоса“, я понимаю, что это уникальная возможность, уникальный канал связи», сказал он.

#### Gateway

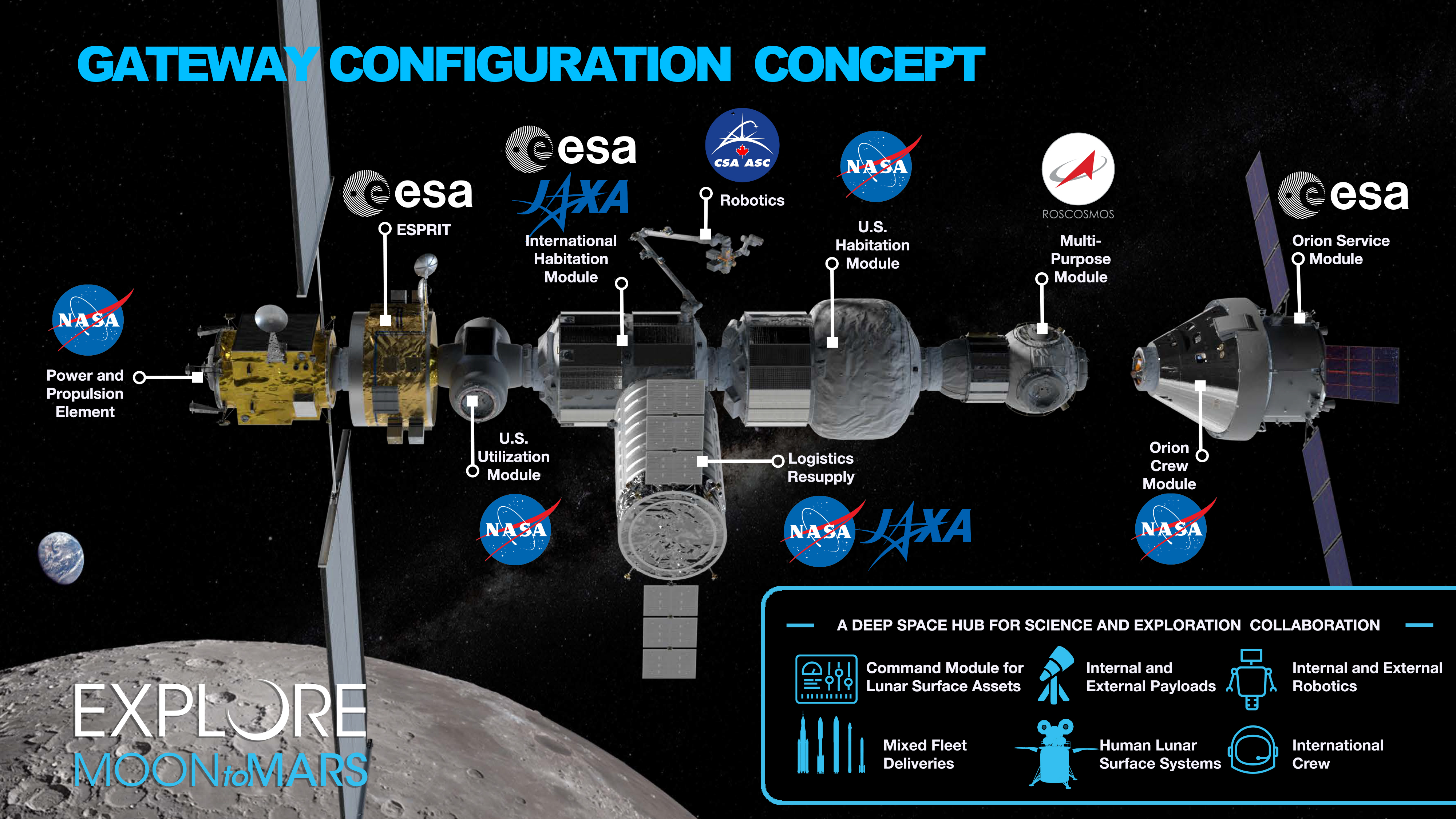
Эскиз станции «Lunar Gateway»

25 января 2021 года Роскосмос заявил, что не будет участвовать в программе создания международной окололунной станции «Gateway». Роскосмос пояснил, что для сохранения научно-технологического потенциала освоения дальнего космоса специалисты госкорпорации продолжат консультации с НАСА в изучении Луны и строительства лунной станции Gateway.
В сентябре 2021 года «Роскосмос» объявил о сокращении выручки на 25 млрд рублей и чистой прибыли на 1 млрд рублей в 2020 году из-за сокращения прибыли от зарубежных контрактов, а также повышения расходов на оплату простоя, нерабочих дней и санитарных мер персонала на фоне пандемии, действие которой скажется на показателях госкорпорации и в 2021-23 годах.
С 2023 года в силу вступит закон, согласно которому будет запрещено пользоваться услугами России при запуске американских космических спутников

### Доставка на орбиту

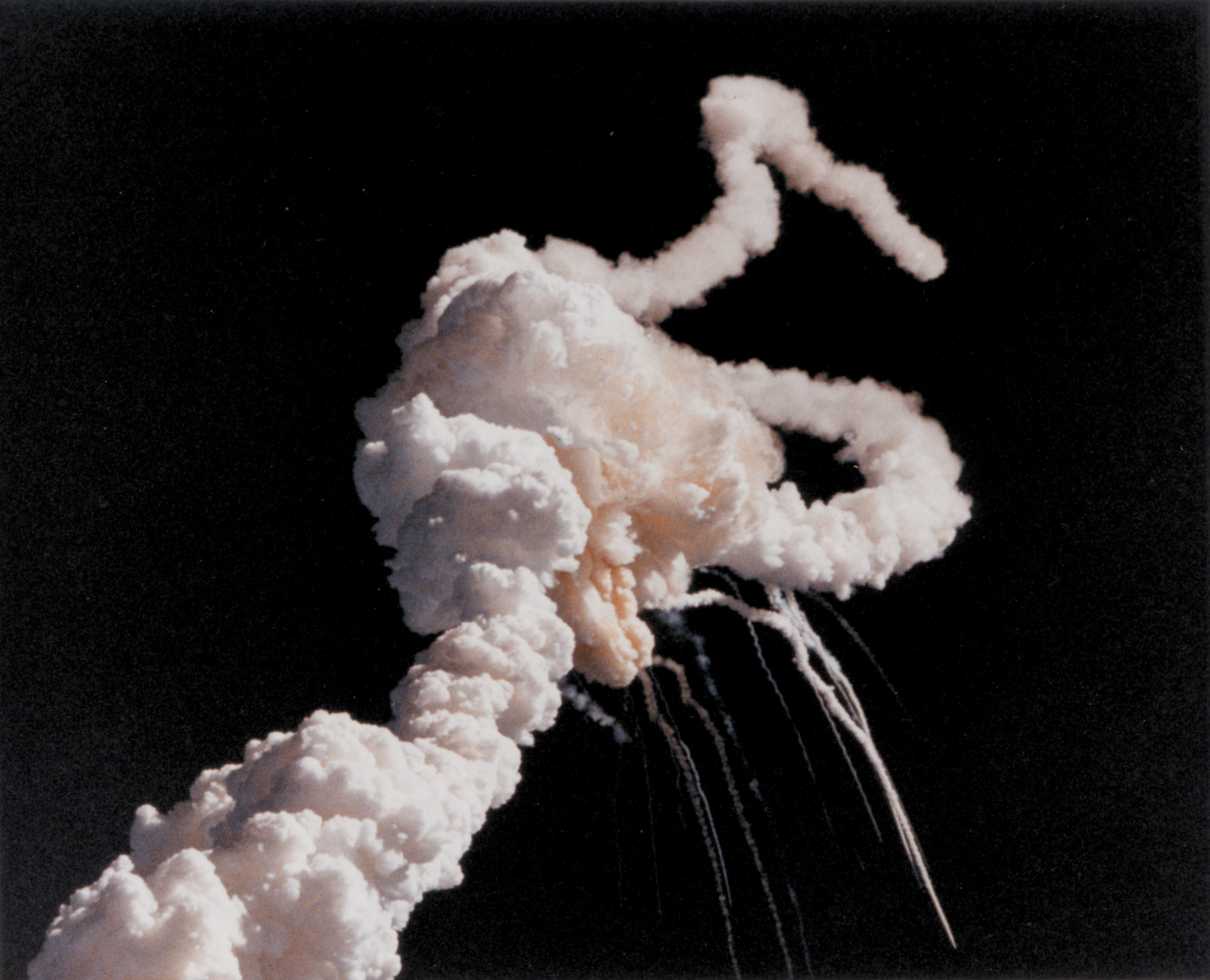
Взрыв космического шаттла «Челленджер» произошёл 28 января 1986 года

28 января 1986 года космический шаттл «Челленджер» в самом начале миссии STS-51L разрушился в результате взрыва внешнего топливного бака на 73-й секунде полёта, что привело к гибели всех 7 членов экипажа. Космический челнок «Колумбия» разрушился при посадке в 2003-м. Погибли семь астронавтов. Важный научный груз был потерян. У шаттла имелось множество недостатков, среди них и отсутствие спасательных систем, которые есть, например, на российских Союзах, а также невозможность беспилотных полетов, в отличие от советского космического корабля «Бурана». Этало стало приговором для программы «Космический Шаттл». Программу шаттлов постепенно свернули. На долгое время американская космонавтика лишилась средств доставки людей на орбиту.

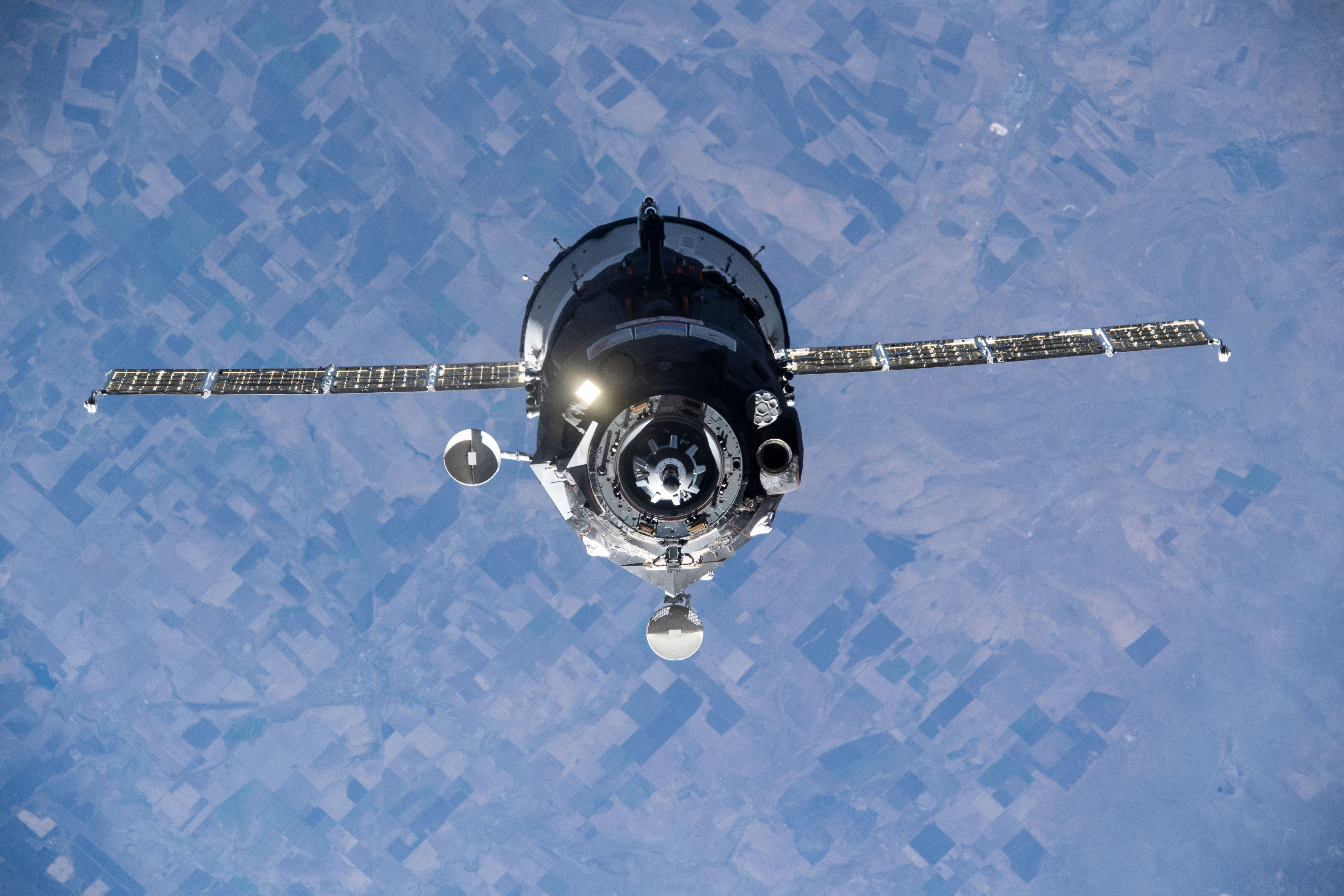
«Союз МС-19» на подлёте к МКС 5 октября 2021 года

НАСА отказалось от запуска шаттлов Space Shuttle и вынуждено было обратиться за помощью к Роскосмосу. С 2011 года для доставки астронавтов на МКС NASA покупало места в российских кораблях «Союз». За девять лет американское космическое агентство заплатило Роскосмосу за это 3,9 миллиарда долларов за 70 мест на борту кораблей «Союз». Кроме того по просьбе НАСА на МКС доставлялись грузы. Полет астронавта NASA Марка Ванде Хая в апреле 2021 года организовывала американская компания Axiom Space, его стоимость составила около 2 млрд рублей, на Землю астронавт вернулся в конце марта 2022 года. Бюджет НАСА на 2022 год уже не предусматривал покупку мест на российских Союзах, вместо этого предусматривались «перекрёстные полёты».

### Перекрёстные полёты

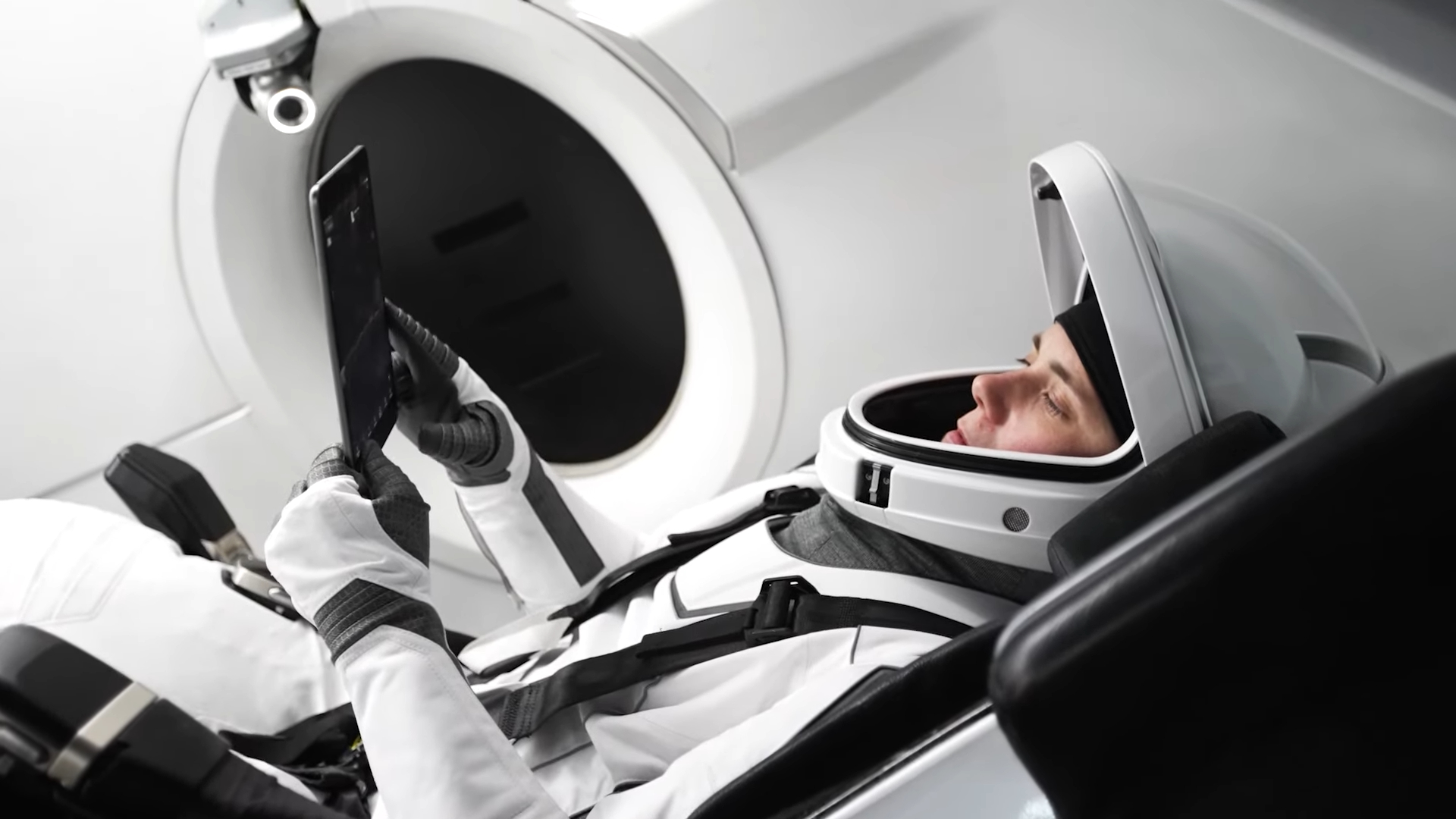
Анна Кикина во время тренировки в SpaceX в Хоторне, Калифорния.

В конце 2021 года глава Роскосмоса Дмитрий Рогозин сообщил, что космонавт Анна Кикина полетит осенью 2022 года на американском корабле SpaceX Crew-5 по программе перекрёстных полётов, по этому в составе экипажа «Союза» будет включён астронавт НАСА. В январе 2022 года Анна Кикина продолжала подготовку в составе основного экипажа «Союз МС-22», однако в случае подписания между Роскосмосом и НАСА соглашения о «перекрёстных полётах» на МКС Анну Кикину планировалось ввести в состав основного экипажа корабля Crew Dragon, а вместо неё в состав основного экипажа корабля «Союз МС-22» вошёл бы астронавт NASA Франсиско Рубио. В мае 2022 года Дмитрий Рогозин заявил, что Роскосмос исключил полёты российских космонавтов на американских кораблях из-за вопросов технического и политического характера.

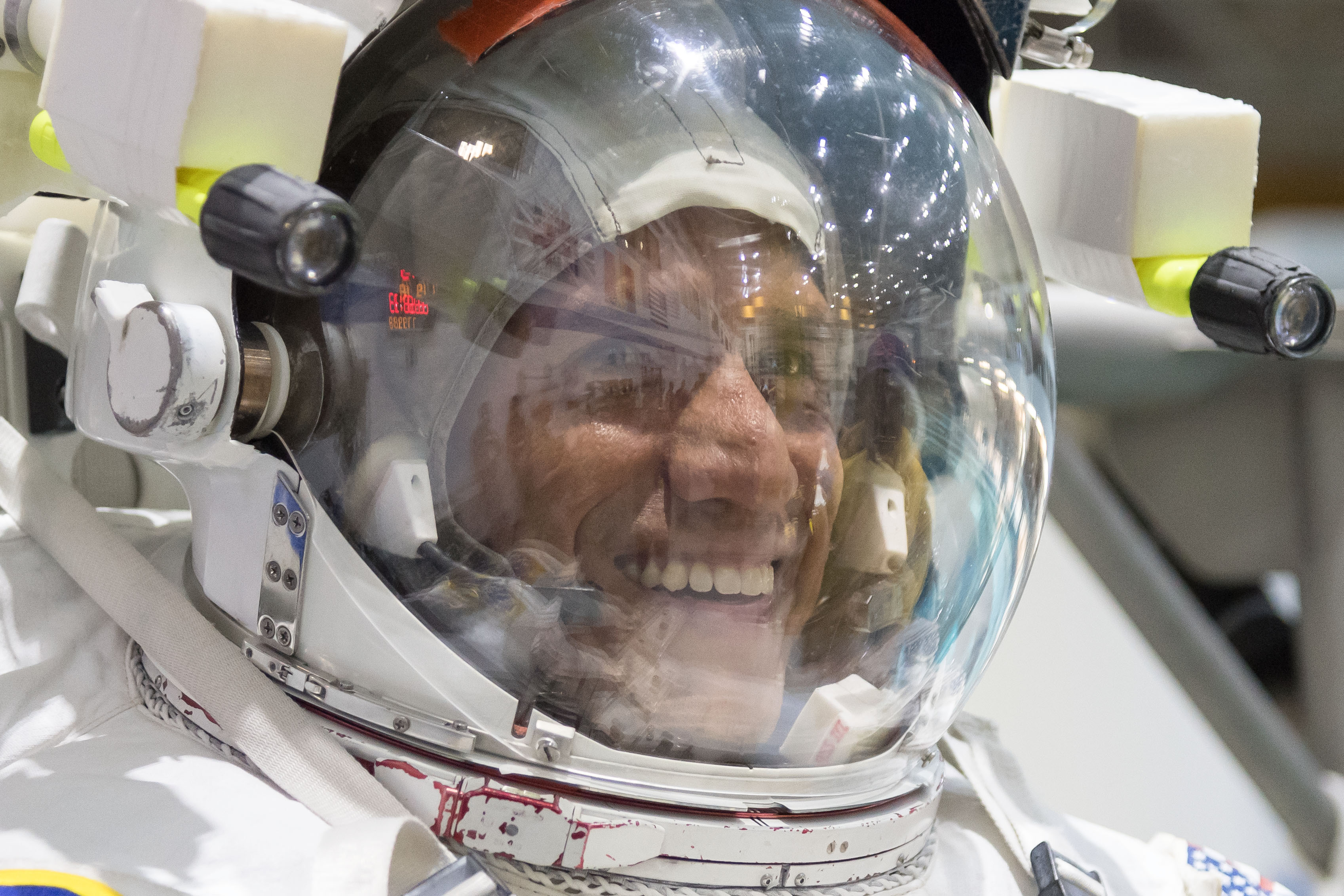
Франсиско Рубио на «примерке» скафандра и корабля «Союз МС-22» в России

Однако в июне 2022 года, премьер-министр РФ Михаил Мишустин подписал распоряжение о проведении переговоров между Роскосмосом и НАСА о «перекрестных полетах» российских космонавтов и американских астронавтов на МКС. Основная задача перекрёстных полётов обеспечить бесперебойную работу МКС. Суть сводится к тому, что одно место на корабле «Союз» занимает американский астронавт, а место на американском космическом корабле получает российский космонавт. 25 июня 2022 года Кикина отправилась в США для прохождения очередного этапа подготовки к полёту на корабле Crew Dragon. 14 июля 2022 года было подписано соглашение между НАСА и Роскосмосом о перекрёстных полётах, вследствие чего, Анна Кикина на МКС отправилась в составе экипажа миссии Crew-5, а её место на «Союзе МС-22» занял Франсиско Рубио. Соглашение по перекрёстным полётам предполагало три полёта с обменом космонавтами.
25 августа 2023 года СМИ сообщили, что Россия и США достигли договоренностей о полёте американского астронавта на борту российского корабля «Союз МС» в рамках соглашения о перекрестных полётах.

## Отраслевое сотрудничество

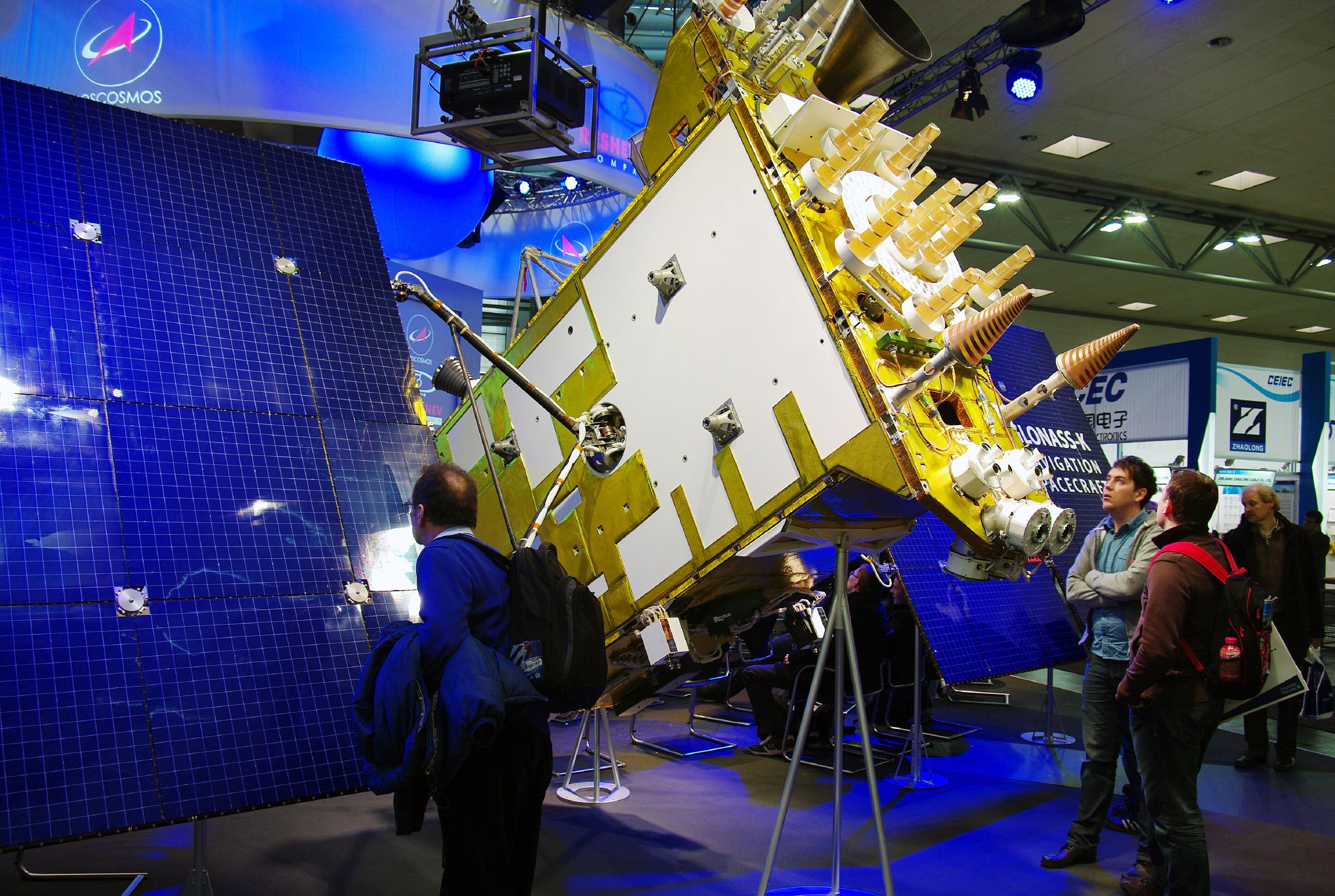
Модель КА Глонасс-К на выставке CeBIT

Роскосмос совместно с Министерством обороны Российской Федерации занимается реализацией федерального проекта ГЛОНАСС.
С 2010 года предприятиями Роскосмоса и Росатома ведётся разработка ядерной энергодвигательной установки мегаваттного класса для космических кораблей. В данном проекте предприятия Росатома отвечают за создание нового типа реактора повышенной мощности, а предприятия Роскосмоса — за создание энергоустановки и модуля на её основе.
«В 2016 году Роскосмос и Российский университет дружбы народов (РУДН) подписали соглашение о долгосрочном стратегическом сотрудничестве, в рамках которого будет проводиться подготовка кадров для предприятий и организация космической отрасли», — говорится в сообщении госкорпорации. Выполнение обязательств соглашения будет осуществлять Институт космических технологий РУДН, созданный при поддержке госкорпорации в 2013 году.
В августе 2016 года между Роскосмосом и Министерством сельского хозяйства было подписано соглашение, направленное на координацию научно-технического и информационно-аналитического взаимодействия в вопросах использования космических систем и комплексов наблюдения Земли для осуществления государственного мониторинга земель сельскохозяйственного назначения.
В октябре 2021 года «Роскосмос» приостановил на месяц испытания ракетных двигателей в КБ химавтоматики в Воронеже для передачи неиспользованного кислорода медицинским учреждениям в размере 33 тонн ежедневно.
В декабре 2021 года Правительство Российской Федерации отменило действие соглашения с «Роскосмосом» о перспективных космических системах во взаимодействии с частными компаниями из-за его дублирования проекта «Сфера» после принятия 3-летнего бюджета последнего.

## Роскосмос ТВ

Передача для детей «Пора в космос!» телестудии Роскосмоса

Телевизионная студия Роскосмоса была создана 11 января 2005 года. Студия выпускает продукцию в виде документальных фильмов, специальных проектов и программ о современной космической технике и людях, занятых в космической отрасли, для интернет платформам YouTube и Rutube. На счету телестудии около 100 документальных фильмов. С 2006 по 2016 год на телеканале Россия 24 еженедельно выходила программа телестудии «Космонавтика». В марте 2021 года Роскосмос запустил свой первый канал «Первый космический», который транслирует научно-популярные передачи и фильмы о космосе. Основным отличием этого канала от других, по данным корпорации, является то, что там транслируются прямые эфиры запусков, включения из космоса и программы с экспертами и космонавтами корпорации. Телеканал «Первый Космический» доступен для зрителей спутникового и онлайн-телевидения, его стратегическим партнёром стал мультиплатформенный оператор «Триколор».

## Экскурсии

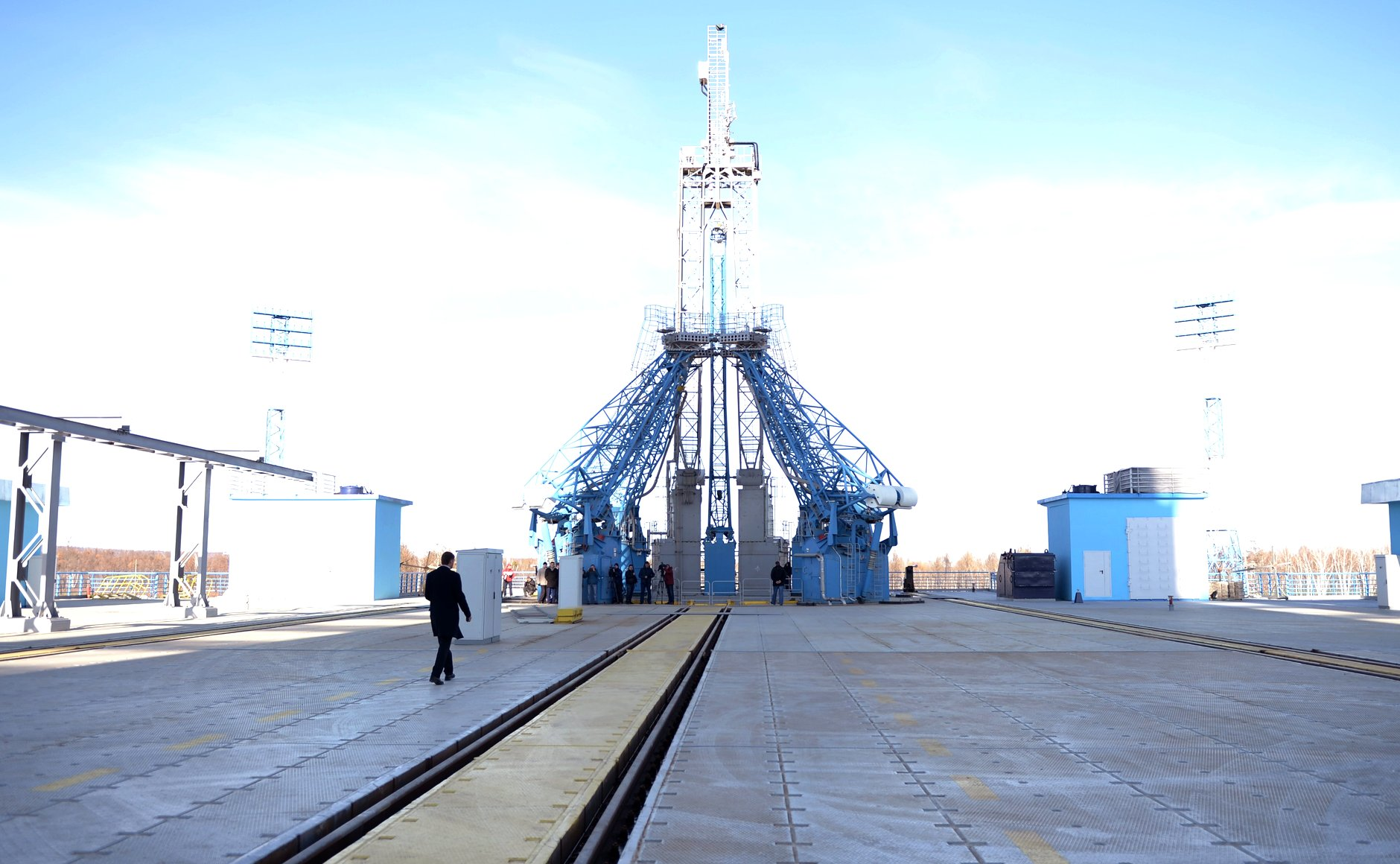
«Восточный»

В 2015 году руководство Роскосмоса заинтересовалось возможностью организации экскурсий на космодромы России. Было известно, что туристам интересно посещать места, такие как Байконур, однако для организации была необходима инфраструктура. Официальный представитель «Роскосмоса» Игорь Буренков, сообщил, что госкорпорация не собирается заниматься обслуживанием туристов, но создаст «необходимые инфраструктурные изменения», после чего будет проведен отбор операторов, которые и возьмутся за организацию экскурсий. В 2019 году для детей организовавались групповые экскурсии в «Центр управления полётами». В декабре 2021 года были доступны экскурсии на космодром «Восточный» для детей и взрослых. Однако посещение некоторых объектов, таких как «Циолковский» в связи с эпидемией Covid-19 были ограничены.

## Космический туризм

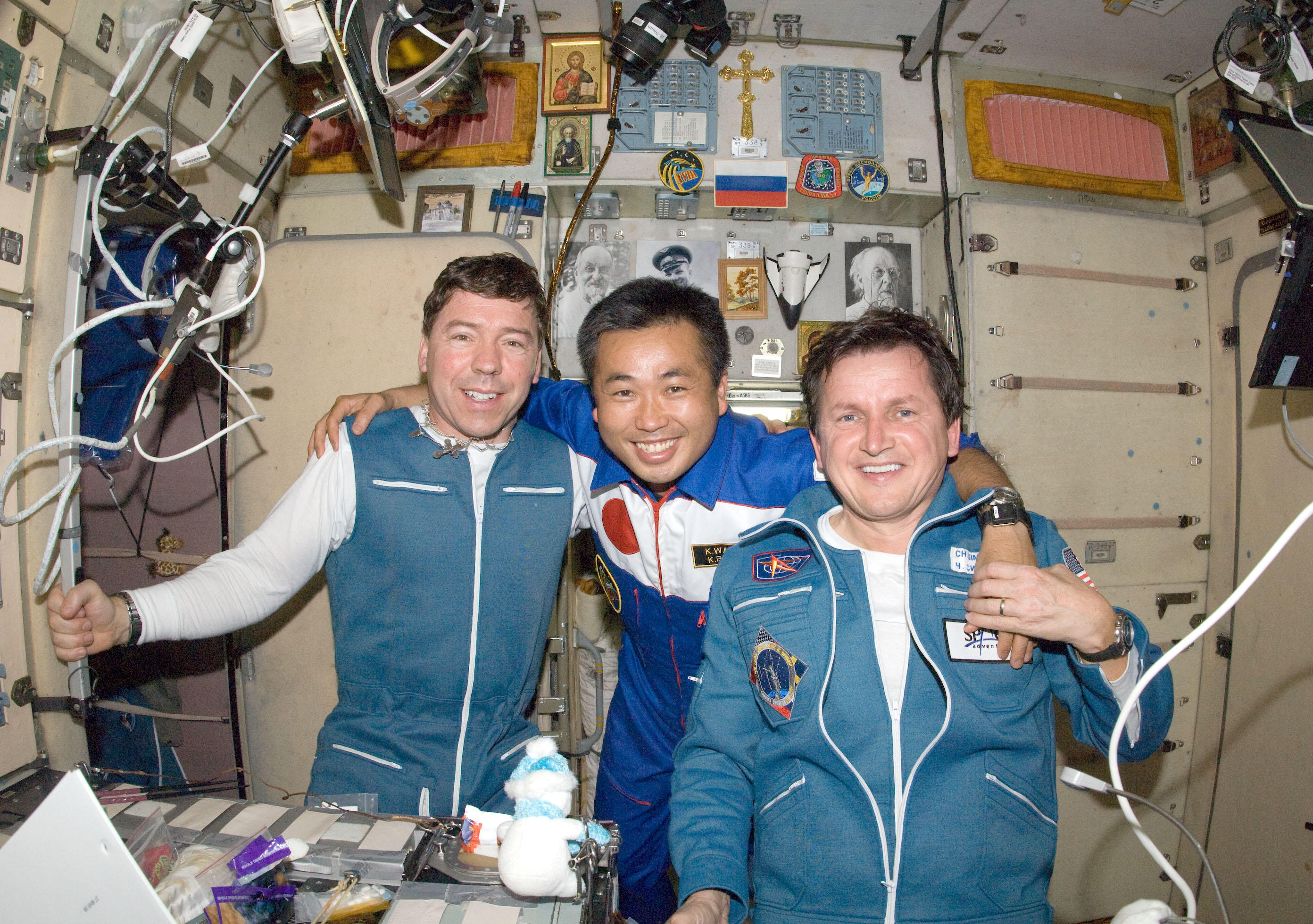
Майкл Баррат, Коити Ваката, Чарльз Симони

Одной из важных инноваций, привнесённых в космическую индустрию, хоть и под давлением обстоятельств, стала программа космического туризма. Она смогла быть реализована, прежде всего, потому что у России уже был опыт по приёму и подготовке иностранных космонавтов, таких как Акияма и Шармен на орбитальной станции «Мир». Первым туристом стал американский бизнесмен итальянского происхождения Деннис Тито, заплативший за полёт 20 млн долларов.
Пятый космический турист Чарльз Симони летал в космос дважды, заплатив за первый полёт 25 млн, а за второй — 35 млн $.
В 2009 году в связи со свёртыванием программы «Спейс шаттл» и увеличением нагрузки на космические корабли «Союз», по доставке грузов и экипажей, программа была приостановлена.

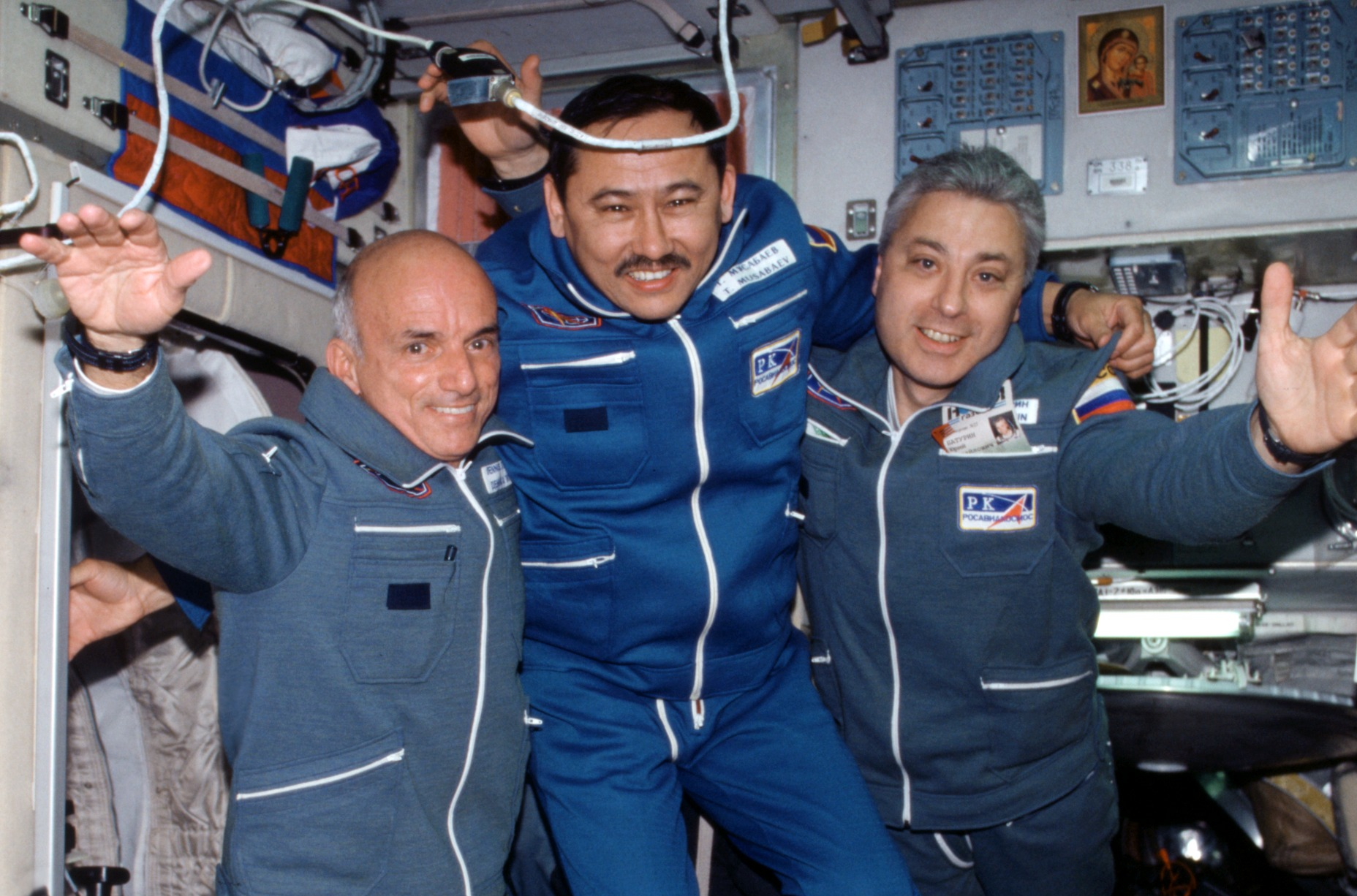
Деннис Тито, Талгат Мусабаев и Юрий Батурин

Стоимость выхода в открытый космос на 2012 год составляла 15 млн долларов.
В 2014 году компания Space Adventures, которая занимается маркетингом для Роскосмоса, продала два билета по 150 млн $ за полёт на Луну с помощью модифицированных версий кораблей «Союз».
До 2016 года в космосе побывало 7 туристов, стоимость орбитального полёта оценивалась в 30—40 млн долларов, после года подготовки и при условии прохождения медицинской комиссии. В марте 2016 Роскосмос дал допуск частной компании «КосмоКурс» на разработку проекта многоразовой системы для полётов туристов в космос.
27 января 2016 пресс-служба Роскосмоса сообщила о том, что более 40 туроператоров получат возможность устраивать экскурсии на космодром Байконур и Восточный. Туризм существовал и ранее, однако это были единичные случаи в частном порядке.

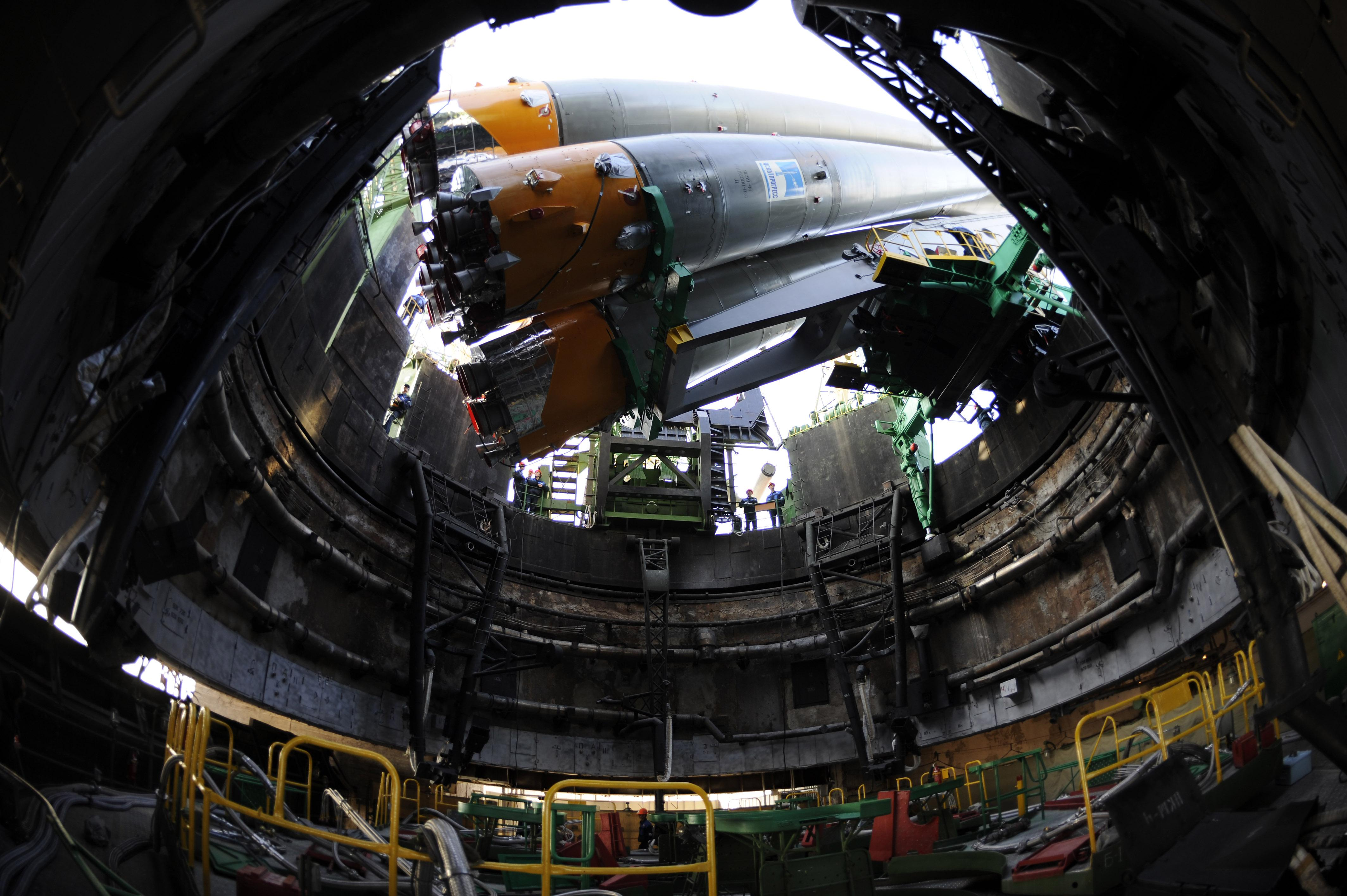
Подготовка к пуску Союз ТМА-13

В том же году ФГУП «Центр эксплуатации объектов наземной космической инфраструктуры» запустил программу туризма в тестовом режиме. Для того чтобы получить разрешение на посещение закрытой территории космодрома, необходимо за полтора месяца подать документы, для проверки Роскосмосом и ФСБ. Цена и программа зависит от выбранного туроператора, их перечень можно найти в специальном реестре.
В августе 2016 года число участников туристической программы полёта вокруг Луны достигало 8. Программа предусматривает полёт на модернизированной версии корабля «Союз» вокруг спутника Земли. Инициатором программы является РКК «Энергия». Стоимость билета в 2016 году составляет 120 млн долларов. Одним из первых заинтересовавшихся этой программой стал режиссёр Джеймс Кэмерон. Директор российского представительства Space Adventures Сергей Костенко сообщил, что интерес со стороны потенциальных туристов на облёт Луны есть.

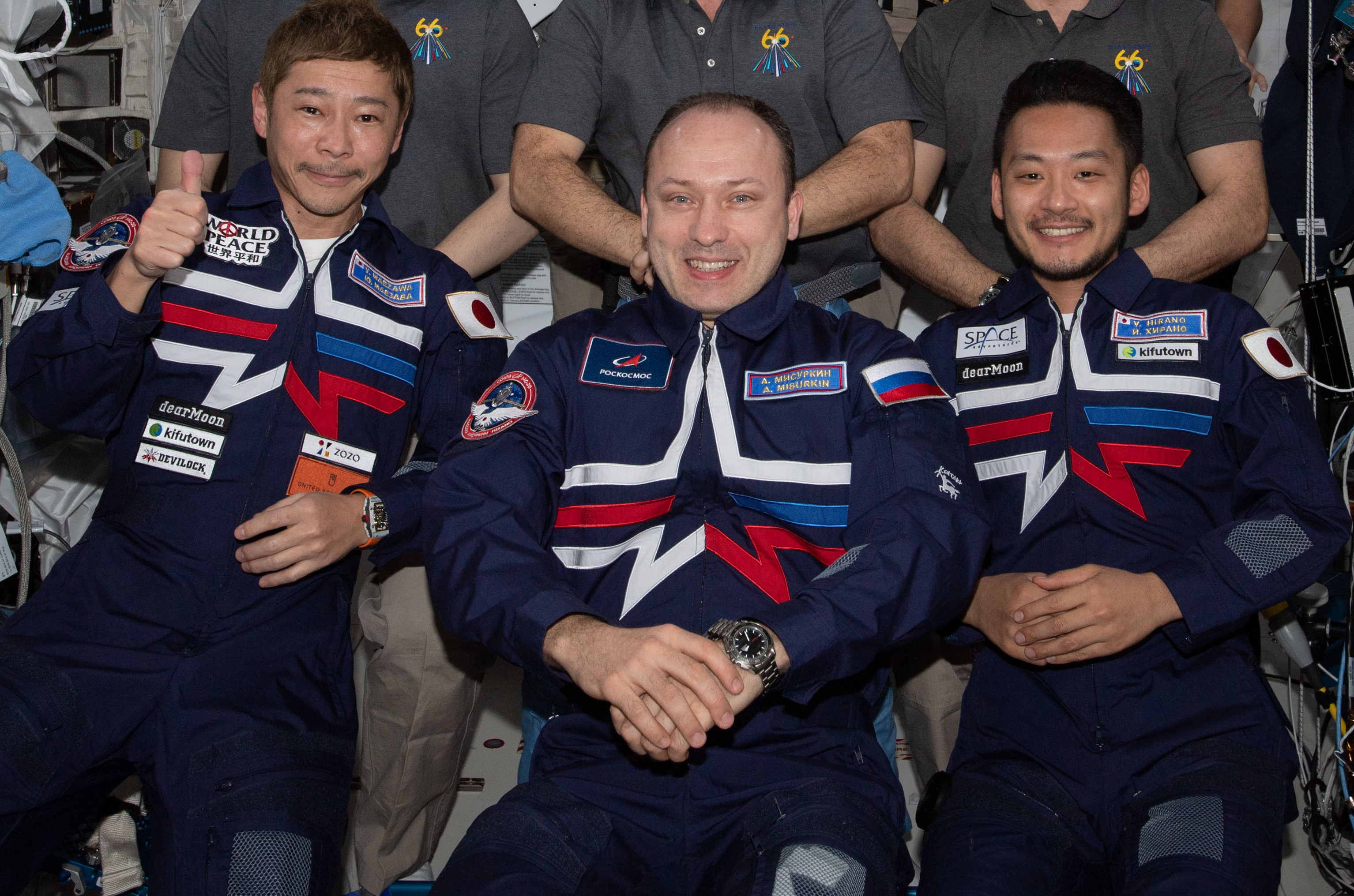
Юсаку Маэдзава, Александр Мисуркин, Йозо Хирано

«Не могу говорить о конкретных заказчиках, их количестве, но спрос на такую программу есть. Это проект может быть реализован в перспективе пяти-семи лет, хотя определяющая роль тут не наша, а „Энергии“. Вся техническая работа по их части»

Следующим космическим туристом может стать Сатоси Такамацу, ориентировочно в 2017—2018 году.
8 декабря 2021 года на космическом корабле «Союзе МС-20» на МКС были доставлены Юсаку Маэдзава и его помощник, видеопродюсер Йозо Хирано, управлял полетом российский космонавт Александр Мисуркин. Туристы приняли участие в научной программе и выполняли шуточные задания от пользователей с сайта Юсаку Маэдзава

## Статистика запусков

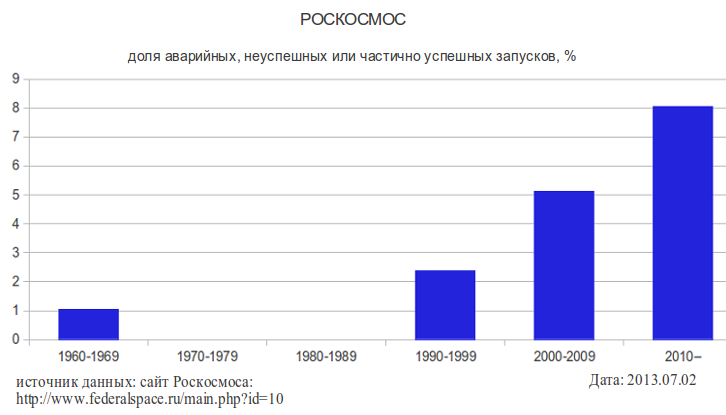
Доля проблемных запусков от общего количества российских запусков ракет (1960—2013)

С 1992 по 2015 годы Россия ежегодно являлась мировым лидером по количеству запусков, за исключением периода с 1996 по 1999 год и 2003 года, удерживая примерно по 30-40 % рынка пусковых услуг.
Её показатели: в 1992 году лидер с 57 %, в 1993 году 58 %, в 1994 году 54 %, в 1995 году 41 %, в 1996 году 31,8 %, в 1997 году 32,5 %, в 1998 году 30,5 %, в 1999 году 36 %, в 2000 году 42 %, в 2001 году 39 %, в 2002 году 36,5 %, в 2003 году Россия с 21 запуском уступила США, в 2004 году 42,6 %, в 2005 году 47 %, в 2006 году 38 %, в 2007 году 38,5 %, в 2008 году 39 %. За 2009 год было произведено 32 пуска, выведено 29 отечественных и 20 зарубежных космических аппаратов, что составляет 42 %, в 2010 году на Россию пришлось 43 % космических запусков, осуществлённых в мире, в 2011 году 38,5 %, в 2012 году 30 %, в 2013 году 40 %, в 2014 году 39 %, в 2015 году 30 %. В 2016 году Россия впервые с 2004 года перестала быть мировым лидером по числу запусков ракет космического назначения. Доля России в космических запусках упала до 20 %, против 26 % у Китая и США. В 2017 году Россия заняла второе место по числу запусков ракет. Доля России в космических запусках составила 21 % (19 пусков), против 32 % у США (29 пусков). 2018 год 17 пусков 15 %. В 2019 было произведено 25 пусков 22 %. В 2020 17 пусков 13 %. 2021 году Россией было произведено 25 пусков 17 %. В 2022 году 22 успешных пуска.
Аварийные пуски: 1992—94 годы — 152, 3 неудачных (2 %), 1995—99 — 142, 12 неудачных (8,5 %), 2000—05 — 150, 10 неудачных (6,7 %), 2006—10 — 141, 6 неудачных (4,3 %), 2010—13 — 103, 8 неудачных (7,8 %), 2014—17 — 94, 5 неудачных (5,3 %).
С 1957 года по 2015 год включительно Россией было произведено 3227 успешных запуска, в то время как США 1615.
В первой половине 2000-х годов высокая интенсивность пусков в интересах Министерства обороны была связана с коротким периодом активной работы космических аппаратов и наращиванием орбитальной группировки ГЛОНАСС.
9 февраля 2023 года «Роскосмос» сообщил о 100 своих успешных пусках космических ракет, выполненных подряд. Юбилейным стал запуск ракеты-носитель «Союз-2.1а», который состоялся в тот же день. В «Роскосмосе» отметили, что продолжает обновляться рекорд установленный в июне 2021 года, когда был совершен 60-й успешный старт подряд. По информации госкорпорации с Байконура было совершено 46 пусков, с Плесецка — 36, с Восточного и Гвианского космического центра — по 9. Из них ракетами «Союз» выполнено 82 старта, «Протон-М» — 11, «Ангара» — 4, «Рокот» — 3.
27 июня 2023 года был установлен рекорд — одновременно на орбиту были запущены 40 российских спутников. Запуск производился ракетой-носителем «Союз-2.1б» с разгонным блоком «Фрегат» с космодрома «Восточный».

## Робототехника

### Роботы-охранники
7 октября 2021 года глава Роскосмоса Дмитрий Рогозин сообщил в своем Telegram-канале, что ведомственная организация Роскосмоса Научно-технический центр «Охрана» совместно с НПО «Андроидная техника» и Фондом перспективных исследований начали тестирование на космодроме Восточный робототехнической охранной платформы «Маркер». Роскосмос видит применение данных комплексов в составе охранных структур как устройств, обеспечивающих безопасность космодромов, предприятий и других объектов государственной важности. «Маркер» работает как в радиоуправляемом, так и в автономном режимах.

### Робототехника первого этапа
22 августа 2019 года в 06:38 мск с космодрома Байконур успешно стартовала ракета-носитель «Союз-2.1а» с космическим кораблём Союз МС-14 и SkybotF850 на борту.
- 19 сентября 2019 года глава Роскосмоса Дмитрий Рогозин сообщил СМИ, что при госкорпорации будет создано конструкторское бюро по тематике космической робототехники, а робот Фёдор станет основой для дальнейшего развития робототехники космического назначения: в октябре Роскосмос вместе с Фондом перспективных исследований определится по дате созыва конференции в области робототехники, на которой будет принято решение о судьбе всего семейства роботов первого поколения[451].

### Робототехника второго этапа
Предполагает разработку робота Фёдора нового поколения и подготовку его для внекорабельной деятельности в космосе и проведением его испытаний в течение трёх лет на внешнем борту МКС. На 2023 год запланирован запуск ракеты-носителя Ангара-А5П с ПТК НП с данным роботом на борту.

### Робототехника третьего этапа
Предполагает в рамках Российской лунной программы высадку на поверхность антропоморфной системы, которая будет обеспечивать установку и регламентные работы научной лунной базы.
- 7 октября 2021 года глава Роскосмоса Дмитрий Рогозин в своем Telegram-канале сообщил, что научно-технический задел, сформированный в ходе создания роботехнической платформы «Маркер», может лечь в основу при создании техники для использования на Луне. Сейчас разработано пять роботизированных платформ «Маркер»: две на колесном шасси и три гусеничные. Также конструкторы уже отрабатывают возможность автономного движения как единичных платформ, так и платформ в группе[453].

## Федеральная космическая программа
Федеральная космическая программа устанавливает основные положения государственной политики Российской Федерации в области космической деятельности на определённый период, утверждается Президентом Российской Федерации. В документе определяются государственные интересы, принципы, главные цели, приоритеты и задачи государственной политики Российской Федерации в области исследования, освоения и использования космического пространства, включая международное сотрудничество в данной сфере.

### Федеральная космическая программа 2005—2015
Федеральная космическая программа России на 2006—2015 годы утверждена постановлением Правительства РФ от 22 октября 2005 года № 635.
Основные положения Федеральной космической программы, в редакции 2011 года:
Программа разделена на два этапа до 2010 и до 2015 года. На первом этапе создаются: система фиксированной космической связи и телевещания в составе 10 (13) космических аппаратов, система подвижной спутниковой связи в составе 6 космических аппаратов, система космического метеорологического мониторинга в составе 5 космических аппаратов, система космического мониторинга окружающей среды в составе 4 космических аппаратов, космические комплексы для фундаментальных космических исследований в составе, 1 (2) обсерватория для астрофизических исследований, 1 космического аппарата для исследования Солнца и солнечно-земных связей, одиночных малых космических аппаратов и космических аппаратов для медико-биологических исследований, российский сегмент международной спутниковой системы поиска и спасания Коспас-Сарсат в составе 2 космических аппаратов, российский сегмент международной космической станции в составе 4 (5) модулей, инфраструктура обмена данными дистанционного зондирования Земли.

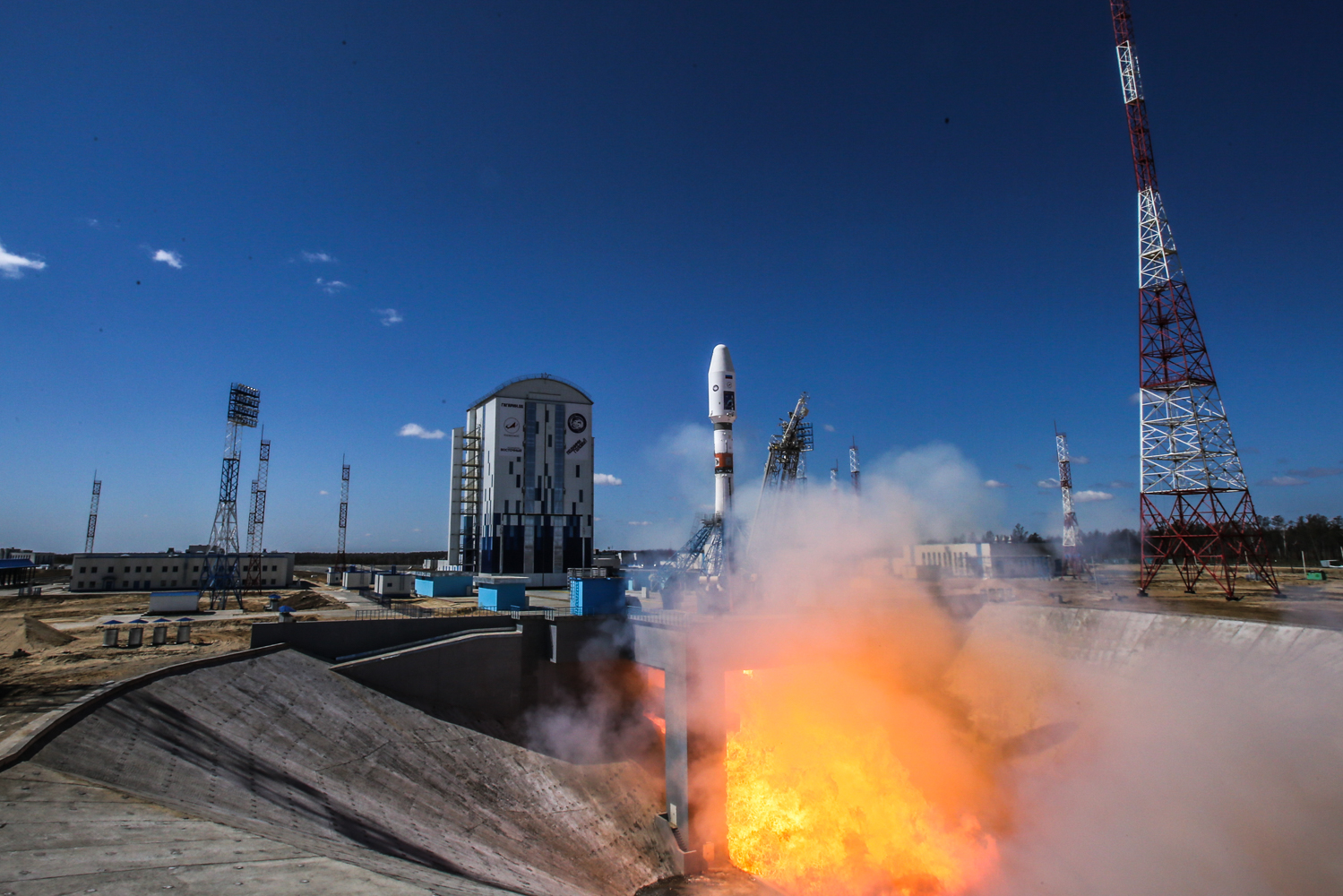
Космодром Восточный

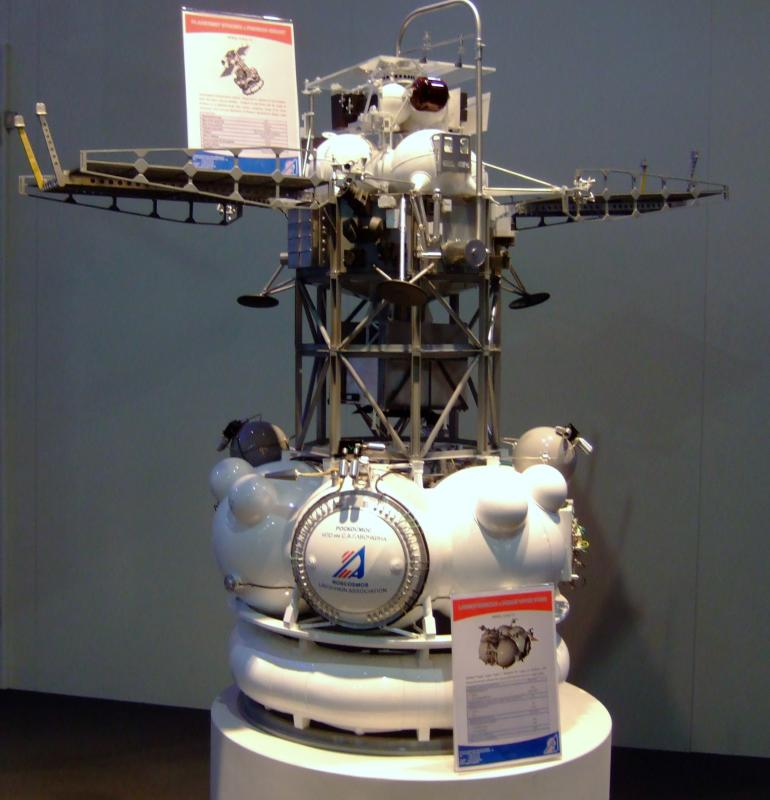
Фобос-Грунт

На втором этапе обеспечивается наращивание и поддержание орбитальных группировок: системы фиксированной космической связи и телевещания в составе 22 (26) космических аппаратов, многофункциональной системы ретрансляции в составе 3 (2) космических аппаратов, системы подвижной спутниковой связи в составе 22 (12) космических аппаратов, систему космического метеорологического мониторинга в составе 7 (5) космических аппаратов, системы космического мониторинга окружающей среды в составе 10 (5) космических аппаратов, космических комплексов для проведения фундаментальных космических исследований в составе, космические комплексы для проведения фундаментальных космических исследований в составе 4 (3) обсерваторий для астрофизических исследований, 7 (3) космических аппаратов для исследования Солнца и солнечно-земных связей, 1 космического аппарата для исследования Луны, 1 космического аппарата для исследования Марса и доставки грунта Фобоса на Землю, одиночных малых космических аппаратов и космических аппаратов для медико-биологических исследований, российского сегмента международной космической системы поиска и спасания Коспас-Сарсат в составе 2 космических аппаратов, российского сегмента международной космической станции в составе 8 модулей, космических комплексов технологического назначения в составе 2 (1) космических аппаратов, предусматривается производство до стадии готовности к лётным испытаниям пилотируемого космического корабля нового поколения, формирование научно-технического и технологического заделов для создания ракеты-носителя тяжёлого класса повышенной грузоподъёмности, а также выполнение комплекса работ по строительству, оснащению оборудованием и вводу в эксплуатацию первой очереди космодрома «Восточный».

### Федеральная космическая программа 2016—2025

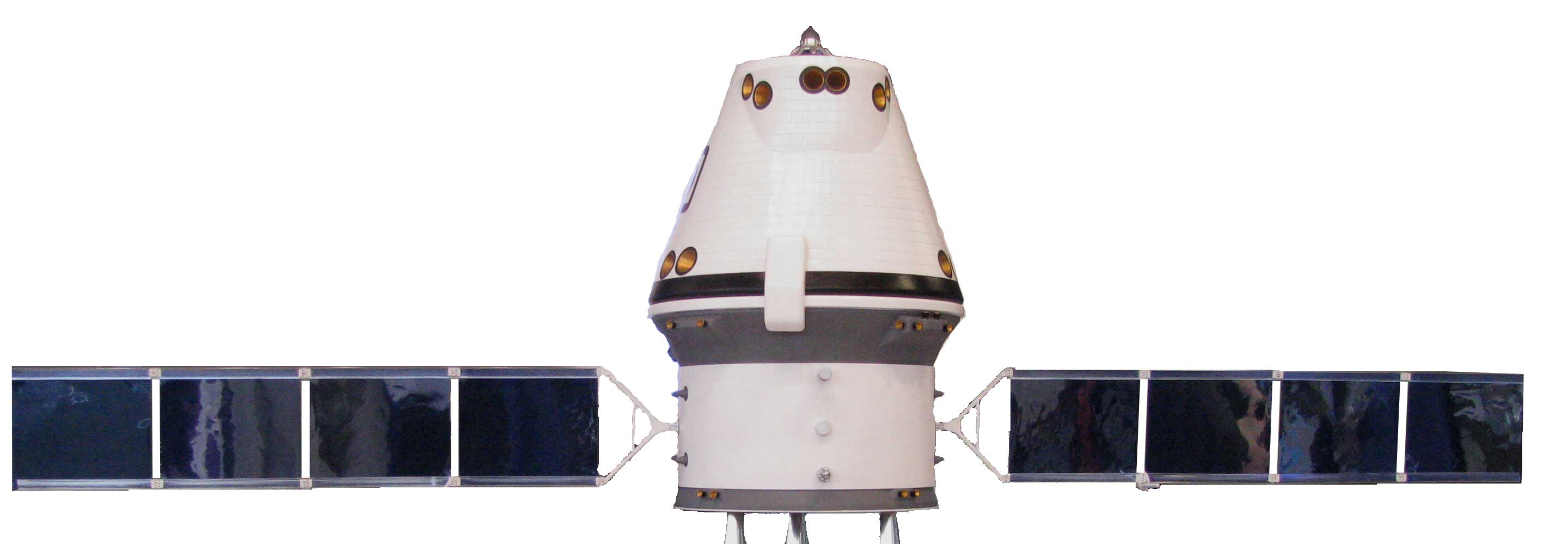
Макет корабля «Федерация» представленный на МАКС-2009

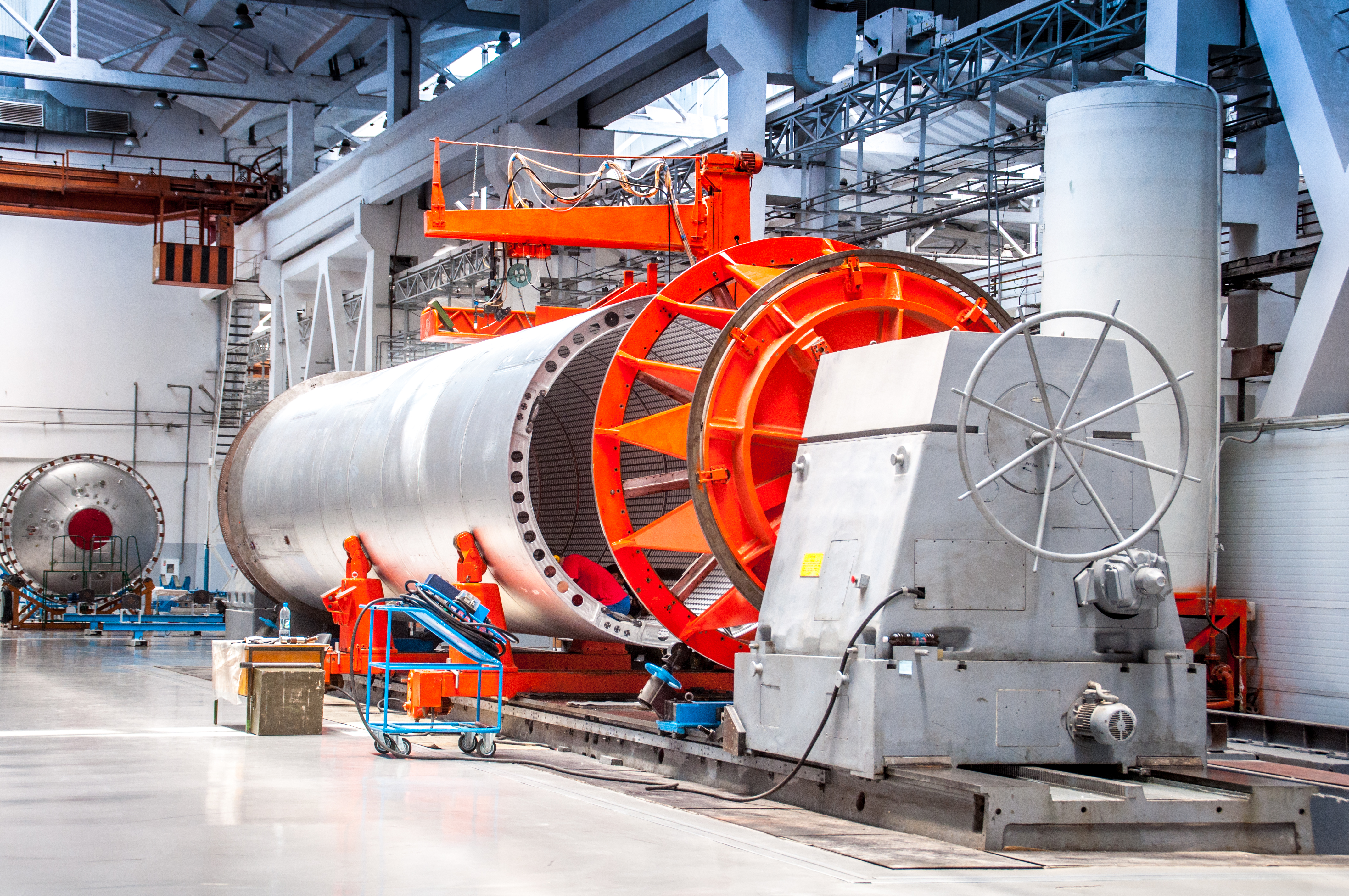
Ангара в производственном помещении

В рамках ФКП 2016—2025 планируется развитие и поддержание орбитальной группировки. Обеспечение лётных испытаний «Ангары» с ПТК НП (Пилотируемый транспортный корабль нового поколения), обеспечение запусков к МКС с космодрома Восточный в 2023 году. Начало разработки ракетного двигателя на природном газе (метан). Создание сверхтяжёлой ракеты, для крупных экспедиций (станет своего рода «самосвалом», способным доставлять более 100 тонн грузов). Исследование Солнца в рамках проекта «Резонанс». Фундаментальные космические исследования, в том числе исследование Луны с запуском пяти космических аппаратов. В рамках международного сотрудничества планируется поддержать работу «МКС» до 2024 года, а также участие в программе «Экзомарс». Сохранение места на мировом рынке космических запусков. Создание надувного модуля для МКС. Уменьшение номенклатуры средств выведения.
- 31 марта 2017 года, в Госкорпорации «РОСКОСМОС» состоялось заседание экспертного совета Председателя коллегии военно-промышленной комиссии РФ «О стратегии развития государственной корпорации „РОСКОСМОС“ на период до 2025 года и перспективу до 2030 года»[464].
- 19 июля 2017 года Игорь Комаров заявил СМИ, что Федеральная целевая программа по развитию космодромов России может быть принята в августе—сентябре; в отличие от первоначального варианта, затраты будут снижены на 180 млрд рублей за счёт возвращения пилотируемых программ на Байконур («Союз-5») и отказа от строительства второго стартового стола на Плесецке для «Ангары-А5»[465].
- 16 августа 2017 года вице-премьер Дмитрий Рогозин в рамках совещания по строительству космодрома «Восточный» сообщил СМИ, что ФЦП по развитию космодромов до конца августа будет внесена в правительство и рассмотрена в течение сентября. Глава Роскосмоса Игорь Комаров добавил, что Министерство экономического развития РФ должно внести документ в правительство до конца августа[466]. Программа предусматривает выделение 340 млрд рублей на реализацию программы космодромов, которые включают в себя финансирование и выполнение программ на Восточном и Плесецке, некоторые мероприятия на Байконуре. 13 сентября премьер-министр РФ Дмитрий Медведев на заседании правительства заявил, что объём финансирования из бюджета ФЦП развития космодромов на период 2017—2025 гг. составит более 340 млрд руб[467]. Эта сумма значительно меньше суммы, первоначально запрошенной Роскосмосом — сначала она составляла примерно 1 трлн рублей, после оптимизации снизилась до 800 млрд, потом — до немногим более 700 млрд рублей, в середине 2016 года — до 550—560 млрд рублей[468].
- В 2019 году началось строительство здания Национального космического центра на территории Центра им. Хруничева. Также на территории Центра планируется пострить ракетный завод. Предполагалось, что строительство будет завершено в 2022 году[469], позднее срок перенесли на 2024 год[470].

### Единая государственная программа космической деятельности России на 2021—2030 годы
- 31 октября 2019 года глава Роскосмоса Дмитрий Рогозин на заседании Российской академии космонавтики им. Циолковского заявил, что госкорпорация готовит единую государственную программу космической деятельности России с рубежом планирования 2021—2030 годы, а все существующие программы станут её подпрограммами: в неё войдут федеральные целевые программы по развитию ГЛОНАСС, созданию сверхтяжёлой ракеты, развития космодромов России, Федеральная космическая программа[471].
- 7 августа 2020 года глава Роскосмоса Д. Рогозин сообщил СМИ, что в августе госкорпорация внесёт согласование в правительство самые важные оставшиеся разделы программы. Единая государственная программа космической деятельности России должна быть внесена в правительство в целостном виде до конца 2020 года, чтобы с 2021 года иметь подтверждённое финансирование. Окончательную стоимость программы должен озвучить президент РФ[472].
- В январе 2024 года глава Роскосмоса Юрий Борисов заявил, что программа пусков на 2023 год провалилась, что стало результатом проблем в Научно-исследовательском институте точных приборов (НИИ ТП) — дочерней структуре АО «Российские космические системы», находящемся под санкциями США с осени 2022 года[473][474]. Он заявил, что Роскосмос работает над внедрением рыночных механизмов для привлечения частного капитала[473].

## Бюджет
В федеральном бюджете России существует раздел, посвящённый Роскосмосу. В 2018 году в нём была заложена сумма расходов 128 млрд руб. Помимо этого в годовом отчёте Роскосмоса указано получение части бюджетных средств по программам «Космическая деятельность России на 2013—2020 годы», «Развитие оборонно-промышленного комплекса Российской Федерации на 2011—2020 годы», «Промышленная утилизация вооружения и военной техники» и других.
Прибыль, получаемая корпорацией, перечисляется в федеральный бюджет. Согласно годовому отчёту корпорации за 2017 год перечислено 56 млрд рублей.

### Финансирование госпрограммы «Космическая деятельность России» в 2020—2024 годах
26 сентября 2019 года Правительство РФ представило проект бюджета на ближайшие три года (2020—2022), по которой Россия планирует потратить на космос с обозначенный период более 600 млрд рублей (ранее в проекте бюджета значилась сумма в 350 млрд рублей). Согласно документам, в 2019 году на программу может быть потрачено 251,7 млрд рублей. В 2020 году расходы федерального бюджета на реализацию программы составят 198,5 млрд рублей, в 2021 году — 209,1 млрд рублей, в 2022 году — 208,7 млрд рублей.
Бюджет на реализацию федеральной целевой программы «Развитие космодромов на период 2017—2025 годов в обеспечение космической деятельности РФ» на 2020 год предусмотрен в объёме 31,207 млрд рублей, на 2021 год — 33,289 млрд рублей, на 2022 год — 39,11 млрд рублей.
Бюджетные ассигнования на реализацию федеральной целевой программы «Поддержание, развитие и использование системы ГЛОНАСС на 2012—2020 годы» в 2020 году составят 28,847 млрд рублей.
В пояснительной записке к проекту бюджета на реализацию государственной программы «Космическая деятельность России» с 2021 по 2023 гг предполагается выделить 577 млрд рублей: в 2021 году планируется выделить 200,17 млрд рублей, в 2022 году — около 188,68 млрд рублей, в 2023 году — около 188,18 млрд рублей.
В пояснительной записке к проекту бюджета на реализацию государственной программы «Космическая деятельность России» с 2022 по 2024 гг предполагается выделить 629,64 млрд рублей: в 2022 году планируется выделить 210,22 млрд рублей, в 2023 году — около 209,61 млрд рублей, в 2024 году — около 209,8 млрд рублей. Как уточняется в пояснительной записке, предусмотренные в законопроекте объёмы бюджетных ассигнований по сравнению с объёмами, утвержденными ранее, в 2022 году увеличены на 21,56 млрд рублей, в 2023 году на 21,43 млрд рублей, в 2024 году по сравнению с объёмами, предусмотренными законопроектом на 2023 год, увеличены на 183,9 млн рублей.
12 апреля 2023 года президент РФ Владимир Путин на встрече с главой Роскосмоса Юрием Борисовым сообщил, что объём финансирования на 2023 год составляет более 251 млрд рублей (224 млрд — в 2022 году).
Научные исследования
- 28 декабря 2020 года вице-премьер РФ Юрий Борисов сообщил СМИ, что по поручению президента объём средств, выделенных на финансирование научных программ Роскосмоса, увеличился до 14-15 млрд рублей в год, что позволит госкорпорации заняться исследованиями по новым темам[483].
- 17 марта 2021 года в опубликованном приложении к отчёту о работе Счётной палаты РФ в 2020 году говорится, что общее сокращение финансирования фундаментальных космических исследований (ФКИ) в рамках ФКП на 2016—2025 годы на июль 2020 года составило 12,8 %. Системное планирование и расставление приоритетов направлений и конкретных тематик исследований как специальная деятельность не организованы, также не ведётся систематический мониторинг актуальной мировой научно-технологической повестки, отсутствует единая информационная система «Экспертиза РАН». Научно-технические прогнозы развития основных направлений ФКИ на 10-15 лет, закреплённые в положении Совета РАН по космосу, РАН не разрабатываются. Документ о результатах проверки направлен в Совбез России, правительство, РАН и Роскосмос[484].
- 17 марта 2021 года глава Роскосмоса Дмитрий Рогозин сообщил СМИ, что ежегодно на финансирование фундаментальных космических программ требуется 15-16 млрд рублей; госкорпорация запросила совещание с президентом России Владимиром Путиным в канун Дня космонавтики для обсуждения, где Роскосмос надеется подтвердить финансирование научных программ[485].
- 13 апреля 2021 года президент РАН Александр Сергеев на заседании президиума академии сообщил, что финансирование научных космических проектов Федеральной космической программы на 2016—2025 годы восстановлено в прежнем объёме — 15 млрд рублей в год, что позволит осуществить три миссии на Луну: «Луна-25» (2021 год), «Луна-26» (2024 год) и «Луна-27» (2025 год)[486].
- 11 ноября 2021 года Правительство РФ по поручению президента дополнительно выделило 6,5 млрд рублей «на развитие космической отрасли»[487]. Источник в ракетно-космической отрасли сообщил СМИ, что выделенные правительством средства полностью восстанавливают ранее «срезанное» на 2021-й год финансирование. Кроме того, удалось добиться восстановления в бюджете на трехлетний период — на 2022—2024 годы — средств на фундаментальные космические исследования, что позволит реализовать в установленные сроки все лунные миссии, а также приступить к созданию «Спектра-УФ» и работам по «Венере-Д»[488]. Глава Роскосмоса Дмитрий Рогозин сообщил, что выделение дополнительного финансирования позволит реализовать запланированные научные исследования по таким направлениям фундаментальных космических исследований как: исследования Луны, Венеры и астрофизических объектов в ультрафиолете и видимом свете. Кроме того, будет обеспечено финансирование работ в рамках совместного с ЕКА проекта ExoMars-2022. Вместе с этим будет обеспечено выполнение программы научных исследований обсерваторией «Спектр-РГ»[489].

### Финансовые долги Центра им. Хруничева и его реорганизация
Согласно отчётности, Центр им. Хруничева начал нести убытки с 2007 года. О финансовых проблемах предприятие объявило в конце 2013 года.
- По итогам 2017 года предприятие получило чистый убыток в размере более 23 миллиардов рублей по сравнению 1,8-миллиардной прибылью в 2016 году[490][491].
- 30 августа 2018 года глава Роскосмоса Дмитрий Рогозин сообщил СМИ, что сумма долга Центра им. Хруничева превышает 100 млрд рублей, он должен по 15 миллиардов рублей Сбербанку и Россельхозбанку, 12,5 миллиарда — ВЭБу, 4,5 миллиарда — Фондсервисбанку, ещё 26 миллиардов — заём со стороны Роскосмоса. Кроме того, на предприятие налагаются пени и штрафы, а на обслуживание банковских кредитов Центр ежегодно тратит по 4,5 миллиарда рублей[492].
- 2 ноября 2018 года глава Роскосмоса Дмитрий Рогозин сообщил СМИ, что долг Центра им. Хруничева составляет 111 млрд рублей. Определённая часть этого долга — 27 млрд рублей — продолжает расти, так как фактически зарплату сотрудникам Центра Хруничева выплачивает Роскосмос из бюджета, полученного на программы, которые по тем или иным причинам не реализуются[493].
- По состоянию на конец 2018 года Центр им. Хруничева накопил долгов на 117 млрд рублей.
- В 2019 году долги Центра снизились со 111 млрд рублей с начала 2019 года до 80 млрд в марте[494].
- 1 апреля 2019 года глава Роскосмоса Дмитрий Рогозин заявил СМИ, что госкорпорация из-за того, что все свободные деньги направляет на погашение долгов Центра им. Хруничева, не может вести разработку перспективных метановых двигателей для многоразовых ракет[495]. 28 мая Рогозин охарактеризовал ситуацию с долгами Центра как «угрозу национальной безопасности»[496].
- 6 августа 2019 года стало известно, что Усть-Катавский вагоностроительный завод, который находится в подчинении Центра Хруничева и разрабатывает и производит трамваи, осенью перейдёт в структуру Объединённой ракетно-космической корпорации[497].
- 3 октября 2019 года глава Роскосмоса Дмитрий Рогозин сообщил СМИ, что Центр им. Хруничева впервые с 2006 года выйдет на чистую прибыль в 2024 (а не в 2027 году, как планировалось ранее) за счёт реализации проекта Национального космического центра, за которое Роскосмос получит дополнительно 44 млрд рублей, которые вложит в программу финансового оздоровления Центра[498].Причина финансовых долгов Центра, по мнению Рогозина, кроется в неудачной логистике предприятия: она не позволяет выпускать изделия с достаточной себестоимостью и иметь необходимую маржу по контрактам. В связи с этим и было принято решение перенести производство ракет-носителей семейства «Ангара» из Москвы в Омск[494].
- 14 ноября 2019 года арбитражный суд Москвы по иску «Протон-ПМ» взыскал более 1,6 миллиарда рублей с Центра им. Хруничева по задолженности по контракту от 14 июня 2016 года[499].
- 16 декабря 2020 года глава Роскосмоса Дмитрий Рогозин сообщил СМИ, что долг Центра им. Хруничева с 2018 года сократился на 70 млрд рублей; к 2023 году предприятие полностью погасит задолженность. По итогам 2019 года Центр им. Хруничева вышел на чистую прибыль впервые с 2016 года, она составила 7,53 млрд рублей[500].
- 3 июня 2021 года глава Роскосмоса Дмитрий Рогозин сообщил СМИ, что долг Центра им. Хруничева к настоящему времени снизился до 28 млрд рублей[501].
- 15 февраля 2022 года первый заместитель гендиректора Роскосмоса по экономике и финансам Максим Овчинников сообщил СМИ, что долг Центра им. Хруничева к настоящему времени снизился до 10 млрд рублей[502].
- 4 мая 2022 года гендиректор Центра им. Хруничева Алексей Варочко сообщил СМИ, что долг предприятия снизился до 9 млрд рублей, с 2024 года планируется выйти на чистую прибыль[503].
- 10 апреля 2023 года гендиректор Центра им. Хруничева Алексей Варочко сообщил СМИ, что финансовая нагрузка предприятия на конец 2022 — начало 2023 года составляет около 9 млрд рублей. Плановый срок погашения задолженности — конец 2025 года[504]. Первый замгнедиректора Роскосмоса Андрей Ельчанинов сообщил СМИ, что объём задолженности по кредитам Центра им. Хруничева — в районе 9,5 млрд руб. Ситуация с долгами будет нивелирована только после введения в строй Национального космического центра, то есть не ранее 2025 года. Реальные сроки — горизонт 2026—2029 годов[505].

## Критика
Деятельность агентства в постсоветский период подвергается критике по многим аспектам. Озабоченность вызывает несистемность или непоследовательность, например, сложившаяся практика перманентной разработки новых ракет-носителей, в том числе под постоянно пересматривающиеся (из-за регулярной смены руководства и бюджетных секвестров) цели федеральной космической программы, которая в результате останавливается на этапах разной степени готовности. В частности, несмотря на успешные испытания Ангары, техническая и экономическая эффективность проекта, разрабатывающегося ещё с 1995 года, по ряду причин оказалась значительно ниже плана, поэтому эксплуатация модификаций советских ракет-носителей продолжается.
Отмечается организационный кризис всей космической отрасли в России. Многие предприятия не смогли успешно пройти этап конверсии (переходу от военного производства к гражданскому), начатый в начале 90-х годов и по сей день остаются глубоко убыточными. В 2013 году по итогам проверки Счётная палата РФ «обвинила Агентство Роскосмос в неэффективном управлении космической деятельностью. В опубликованном … докладе по итогам плановой проверки констатируется, что в отрасли „фактически сложилась система коллективной безответственности за формирование и реализацию государственной политики“, следствием которой явился кратный рост расходов, сроков НИОКР и формирования группировок космических аппаратов при крайне низком уровне их эксплуатационно-технических характеристик и растущей аварийности». Что привело к реорганизации и образованию Государственной Корпорации Роскосмос в 2015 году. По итогам проверки проведённой на предприятиях переданных в ГК Роскосмос в 2018 претензии Счётной палаты РФ касались расходования 785 млрд рублей из 1,74 трлн.
На 2017 год Россия всё ещё удерживает значительный сегмент мирового рынка услуг запуска, в основном за счёт использования ещё советских технологий РН, при этом занимая ничтожную долю в производстве аппаратов полезной нагрузки (сам рынок услуг запуска составляет ~1,5-2 млрд $, то есть менее 1 %, при общем объёме рынка 240—260 млрд $ в 2014 году, по данным Euroconsult). Однако конкуренция со стороны других стран и частных компаний, предлагающих услуги запуска, постоянно растёт. Например, в 2000 году было осуществлено 14 пусков РН «Протон», а в 2016 и 2017 только по 3 пуска, в том же 2017 одна только компания SpaceX впервые обогнала Россию по общему числу запусков (16 против 15), причём стоимость за вывод 1 т груза у Falcon Heavy оказалась вдвое ниже, чем у РН «Протон», и втрое, чем у РН «Ангара-А5» ($1,4 млн против $2,8 млн и $3,9 млн соответственно).
Исследования космоса в России почти не коммерциализированы. На мировом рынке космических товаров и услуг (386 млрд долл. в 2018 г.) доля России составляет менее 1 %.
В 1990-е и 2000-е годы конкуренция в значительной мере компенсировалась ростом спроса, позволяя России удерживать долю рынка услуг запуска, но к 2010 году в США произошёл качественный скачок в космическом машиностроении: на рынке появилось множество частных компаний, основой деятельности которых стало предельно экономически рационализированное использование накопленных технологий для обеспечения дешёвого вывода полезной нагрузки в космос. Их успеху России нечего противопоставить. Более того, если раньше Россия в ряде аспектов технически опережала другие страны, то сейчас считается, что для создания достойного ответа Falcon 9 Роскосмосу потребуется 8—10 лет.
23 января 2019 года состоялось совещание у Председателя Правительства России Дмитрия Медведева. Деятельность корпорации была подвергнута критике.
«Роскосмос» начинает разработку квантового двигателя, возможность которого отвергает комиссия по лженауке РАН.
Работы по подготовке котлована для нового здания НКЦ в Филях, по мнению местных жителей, начались с рядом нарушений: не оформлены ордера, отсутствует компенсационное озеленение территории после вырубки 8 тысяч деревьев
Месячный оклад космонавта в России составляет 63,8 тыс. руб (месячный оклад астронавта НАСА в пересчёте на рубли — 357 тыс. руб). Месячная зарплата главы Роскосмоса в 2018 г. составила около 2 млн руб. (зарплата главы НАСА в пересчёте на рубли — 1 млн руб.).
Проектирование нового российского транспортного космического корабля «Орёл» началось в 2009 г., почти одновременно с началом проектирования «Crew Dragon». «Crew Dragon» успешно произвёл первый полёт в мае 2020 г., а на проектирование космического корабля «Орёл» была израсходована сравнимая сумма денег, но к маю 2020 г. ещё не существует даже его чертежей.
В США уже разработан лунный пилотируемый корабль Орион, почти завершена сверхтяжёлая ракета для его доставки SLS, в мае 2020 г. три компании приступили к разработке лунного спускаемого модуля. У России для пилотируемого полёта на Луну отсутствуют все необходимые технические средства: транспортная ракета сверхтяжёлого класса, готовый пилотируемый космический корабль, лунный посадочный модуль.
Финансирование космонавтики с 2003 по 2013 гг. возросло примерно в 18 раз, с 300 млн до 5 млрд долл., но видимых успехов нет. В 2020 г. Президент РАН заявил, что Россия больше не может конкурировать в космосе с другими ведущими в этой области державами.
В июне 2021 года последний космонавт в руководстве «Роскосмоса» Сергей Крикалёв был на 40 дней уволен с должности исполнительного директора и переведен в советники из-за несогласия с проектом съёмок на МКС коммерческого фильма «Вызов». Позже Сергея Крикалёва восстановили в должности директора пилотируемых программ Роскосмоса.
Если с 2006 по 2010 гг. на долю России приходилось 42 % всех орбитальных запусков в мире, то в 2020 году только 14 %. В то же время доля США на рынке коммерческих запусков за это десятилетие возросла с 20 до 32 %, а Китая — с 20 до 35 %.
Не выполнены мероприятия по импортозамещению иностранных комплектующих для КА «ГЛОНАСС-К2». Строительство космодрома «Восточный» идет с большим опозданием. В 2019 году было запланировано 44 пуска космических аппаратов — выполнено 25, в 2020 году план 40 пусков — проведено 17, в 2021 году запланировано 47 запусков — было 20.

## Скандалы
Против бывшего президента РКК «Энергия» (структура «Роскосмоса») Владимира Солнцева возбуждено два уголовных дела. По одному делу 24 января 2023 года он признан виновным. По другому делу 15 мая 2023 года началось разбирательство в суде